# 反對逃犯條例修訂草案運動過程 (2019年10月)
反對《逃犯條例》修訂草案運動在2019年10月持續。10月1日警方首次用實彈擊傷示威者，以及10月4日行政長官會同行政會議通過頒布、10月5日正式實施的援引《緊急法》的反蒙面法引起社會更強烈的反彈，令雙方武力進一步升級。惟有美國總統特朗普在內的一些觀察認為，香港示威人數已經開始減少。
| 2019年          | 尚未開始 | 尚未開始 | 3月至6月 | 3月至6月 | 3月至6月 | 3月至6月 | 7月 | 8月 | 9月    | 10月   | 11月   | 12月 |
| 2020年          | 1月      | 2月至4月 | 2月至4月 | 2月至4月 | 5月      | 6月      | 7月 | 8月 | 9月    | 10月   | 11月   | 12月 |
| 2021年          | 1月      | 2月      | 3月      | 4月      | 5月      | 6月      | 7月 | 8月 | 9-11月 | 9-11月 | 9-11月 | 12月 |
| 2022年1月或以後 |          |          |          |          |          |          |     |     |        |        |        |      |

## 1日

### 「沒有國慶，只有國殤」遊行

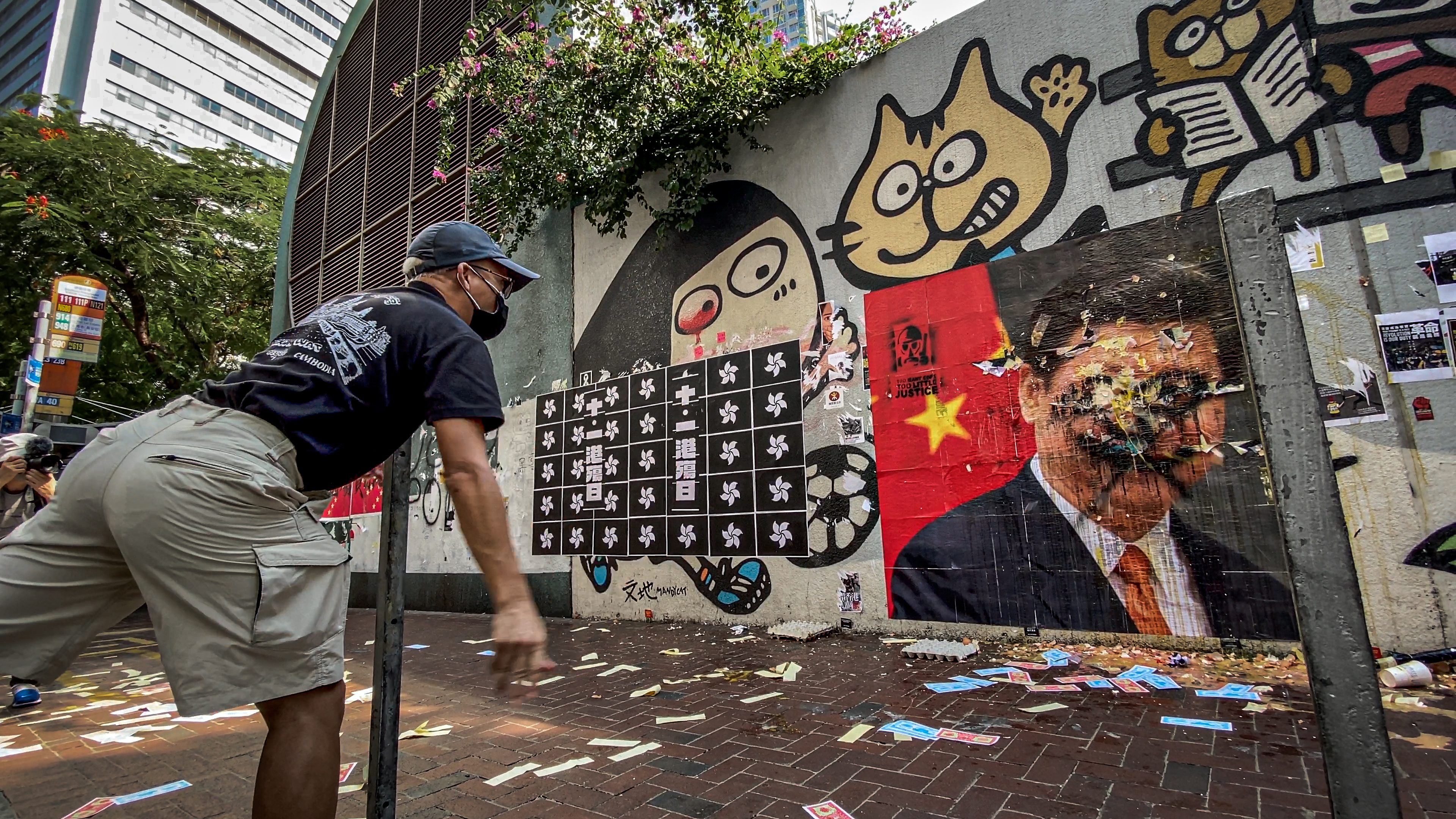
示威人士向中共總書記習近平的巨型肖像扔雞蛋抗議中共政權

2019年10月1日是中華人民共和國成立70週年，民間人權陣線曾計劃於當日在港島區舉行「沒有國慶，只有國殤」遊行，但警方發出反對通知書，其後公眾集會及遊行上訴委員會亦駁回上訴，有網民發起於當日在多區集會。民主派李卓人、何俊仁、梁國雄及陳皓桓亦宣布以個人名義承接原定遊行，並表示遊行權利受《基本法》保障，遊行不需要警方批准，又稱此舉是公民抗命的表現。
因應示威活動，港鐵於前一日宣佈金鐘站、灣仔站、太子站自10月1日早上起關閉，直至另行通知。
在港島區遊行結束後，“六區开花”部分留下來的示威者與警方發生暴力衝突。其中有示威者追打警員至鱟地坊，其中一名警員拔槍指向示威者，其中一名中五生曾志健被警員以實彈近距離射擊左胸擊中肺部，槍聲響起後一眾示威者後退，一名倒地警員站起並後退。與此同時，另一名持槍警員趨前，將一名示威者按倒在地，正在退去的示威者向警員方向投擲一枚汽油彈。此次为反對逃犯條例修訂草案運動中首名受實彈擊中人士。警方将昨日示威定性为“暴动”。這是繼警方將6月12日警民衝突定性為一場「暴動」（其後改口風，澄清沒有定性當天事件為暴動）後再次將示威定性為「暴動」。
在10月2日舉行的警方記者會中，總警司謝振中指出，在10.1行動中一共拘捕269人，包括178男91女，介乎12至71歲。此外，10.1行動中有30名警員受傷，5人仍然留醫，包括2名在元朗被腐蝕性液體所傷的警員、一名警員在元朗遇襲導致脊椎移位及一名警員在沙田追捕時跌倒導致手腕骨折及軟骨移位。同日使用約1,400發催淚彈、900發橡膠子彈、190發布袋彈及230發海綿彈。在4個事件中，並發射6發實彈。以上已超百日之和。香港記者協會發聲明指出，多名記者在採訪期間受傷，對所有針對前線新聞工作者的暴力行為予以強烈譴責，促請警方及示威者，不應惡意阻礙記者正常採訪。

### 萬人護旗大行動
守護香港大聯盟發起「國慶全民護旗行動」，成立護旗義工隊，估計最少一萬人參與，他們於國慶期間，與政府一同守護國旗。該聯盟強調，義工隊會守法，不會用武力保護國旗，亦不會挑起爭端。

## 2日

### 港鐵不合作運動
一列港鐵觀塘綫往黃埔方向列車的車尾緊急出入口，於早上約7時半左右被啟動以致無法開行，期間觀塘綫觀塘站至調景嶺站列車服務一度暫停，約一小時後復常。
而兩名穿黑衣的蒙面男子於早上8時半左右，在九龍塘站觀塘綫往調景嶺方向之月台，多次在車門關上時用身體擋著車門，列車服務一度受阻，警方接報後到場調查，兩人其後獲警方放行。

### 中環快閃遊行
有網民發起「黑西裝癱瘓全中環」快閃大遊行，抗議警方濫暴，獲逾千市民響應，當中不少人是在中環上班的西裝友，趁午膳時間在中環一帶快閃遊行，其間有人設路障堵路，並多次高叫「解散警隊、刻不容緩」口號。

### 多區示威者聚集 警方在大圍推倒市民在地

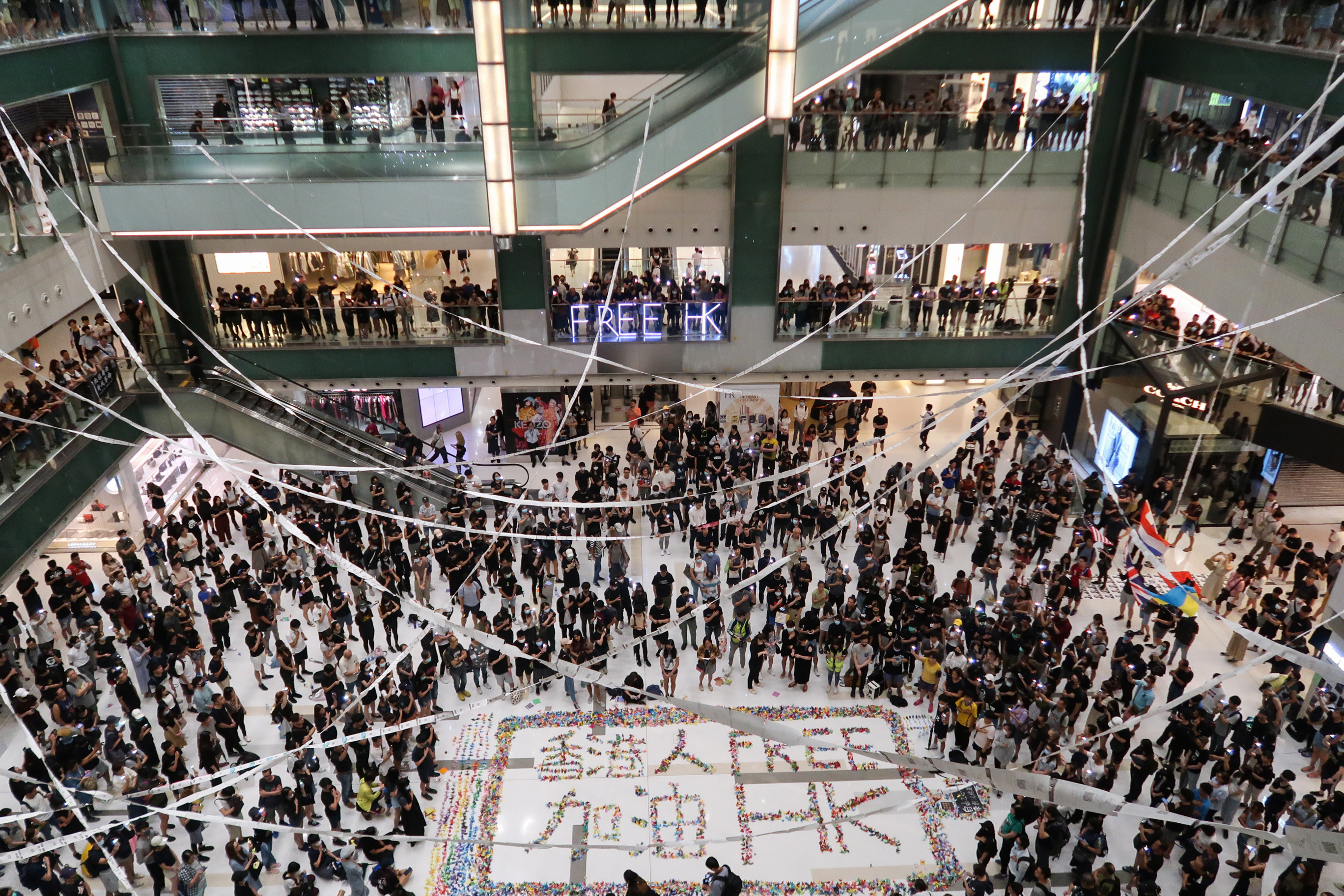
沙田新城市廣場有過百人聚集，用紙鶴砌出「香港人加油」字句

防暴警察在大圍驅趕期間，粗暴地將一名街坊推倒

晚上，沙田、將軍澳、荃灣和銅鑼灣等多區均有示威者聚集，譴責警方在10月1日向中學生開槍。其後有示威者到大圍站，車公廟站，坑口站和將軍澳站破壞設施。其中大圍站在深夜11時被破壞後，多名防暴警察到場。一名藍衣男子在富嘉花園外行人路等待的士期間，突然被一名防暴警衝前將他推倒在地。結果引起路人斥罵警員，警方一度舉黑旗警告發射催淚彈。其後也制伏一名男子，再度引起圍觀的市民不滿。有人在美田路向警車投擲雜物後，警員在大圍站外天橋底發射至少兩槍海綿彈，並用警棍敲打欄杆，也有警員用閃燈照向記者鏡頭。《明報》攝影記者拍攝期間被防暴警用噴胡椒噴霧噴中。到凌晨，示威者前往田心警署聲援被捕人士，警方發射催淚彈驅散，期間有一名男子頭部流血。下徑口村街坊指罵警員半夜發射催淚彈，驚醒家中六個月大的嬰兒。而防暴警察一度進入下徑口村，並一度阻止記者繼續拍攝，其後返回警署。

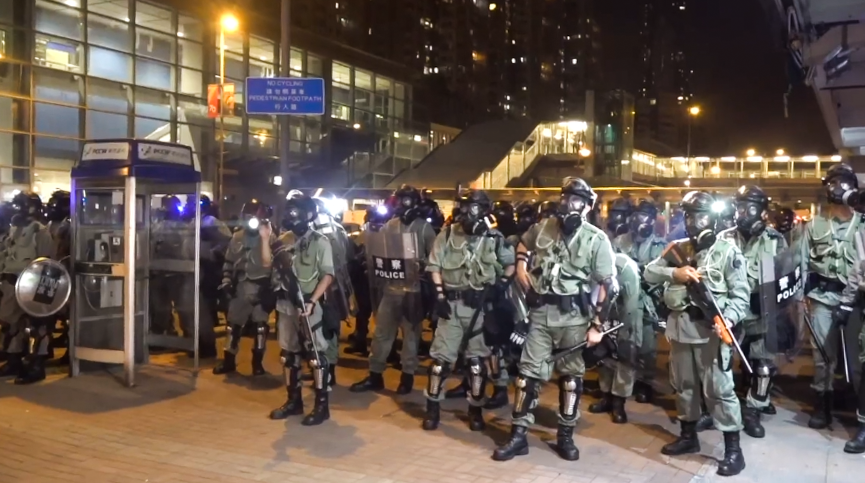
深夜11時54分，大批防暴警抵達大圍站
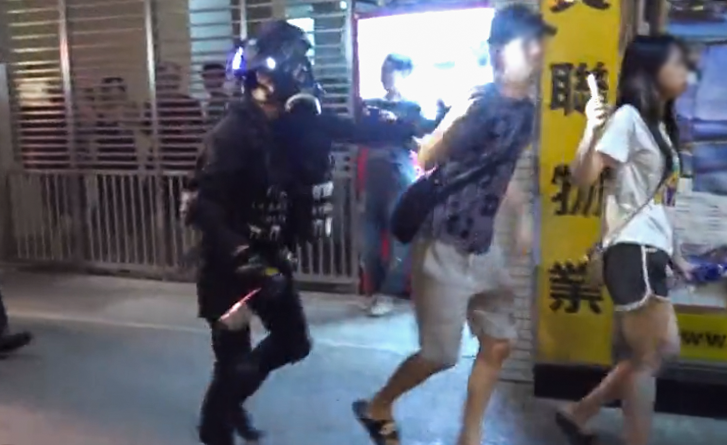
在大圍，速龍小隊從後襲擊市民並驅散圍觀者
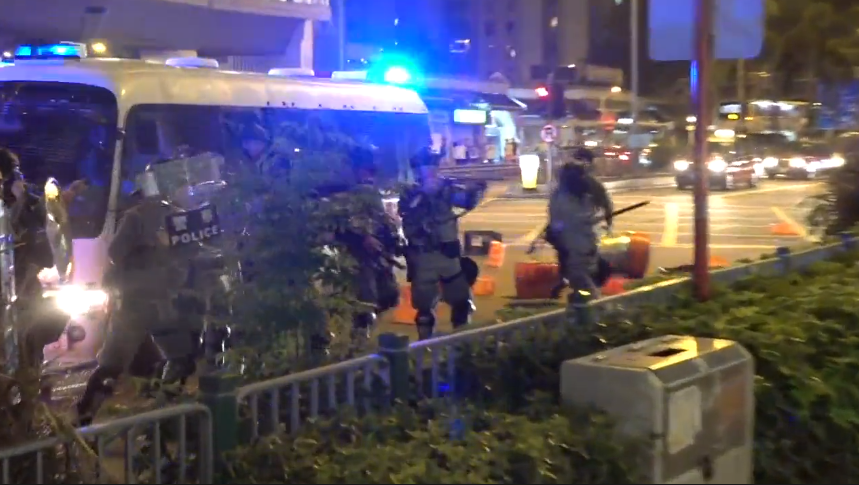
有人在美田路向警車投擲雜物後，防暴警員離開車廂並發射至少兩槍海綿彈
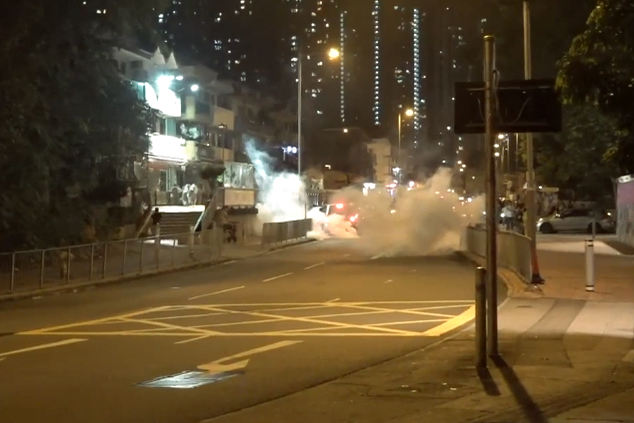
凌晨，示威者前往田心警署聲援被捕人士，警方發射催淚彈驅散
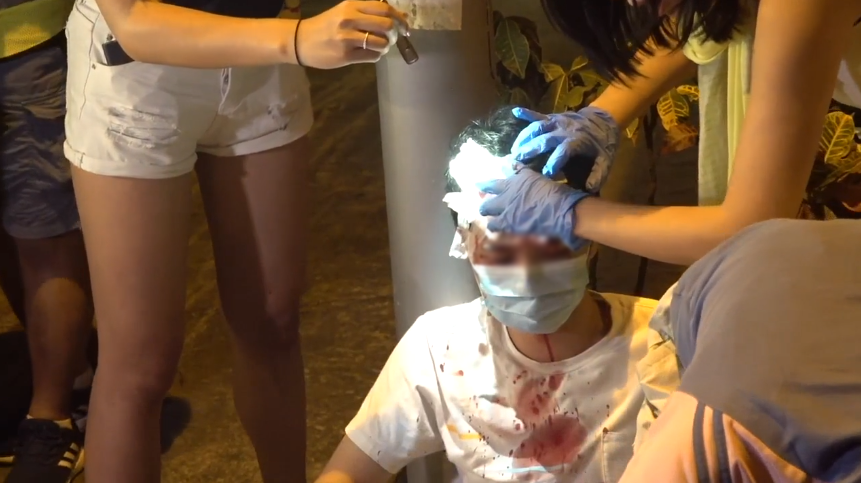
警方發射催淚彈驅散期間，一名男子頭部流血

## 3日

### 傳出制訂禁蒙面法消息
《香港01》和無綫電視等多家香港傳媒引述消息人士指政府正考慮引用《緊急情況規例條例》（簡稱《緊急法》）繞過立法會訂立禁蒙面法，並會於短期內召開行政會議並公布決定，以圖藉此打擊示威者的暴力行為。

### 警方修改使用武力指引
香港警務處修改《程序手冊》及《警察通例》第29章內警方使用武力的指引。新手冊將警員的「武力使用層次」分為6級。包括「心理威嚇」、「言語上的對抗」、「消極對抗」、「頑強對抗」、「暴力攻擊」及「致命武力攻擊」。當中「暴力攻擊」定義刪去「無意圖引致他人身體嚴重受傷」，由「引致或相當可能引致」取替。而「致命武力攻擊」定義亦由「以毆打行動『意圖』引致他人死亡或身體嚴重受傷」，改為「以毆打行動『引致或相當可能引致』他人死亡或身體嚴重受傷」。此外亦將橡膠彈、布袋彈、海綿彈及水炮車列為低殺傷力武器。將「中級武器」改為「低殺傷力武器」，警棍、橡膠子彈、布袋彈和水炮車列為「低殺傷力武器」。新手冊亦修改了容許警察使用槍械的定義，如果警員認為對方有相當可能引致他人死亡或身體嚴重受傷，即可使用槍械。警方行動科高級警司汪威遜表示新指引能令警員在執行上更加清晰，增加警員判斷情況及選擇使用武器的準確性，但民權觀察成員王浩賢和立法會議員林卓廷認為新指引對武力層級過於籠統，增加警員過度用武的機會。相信警隊使用過份武力和濫暴情況會越來越嚴重。

### 中大罷課遊行

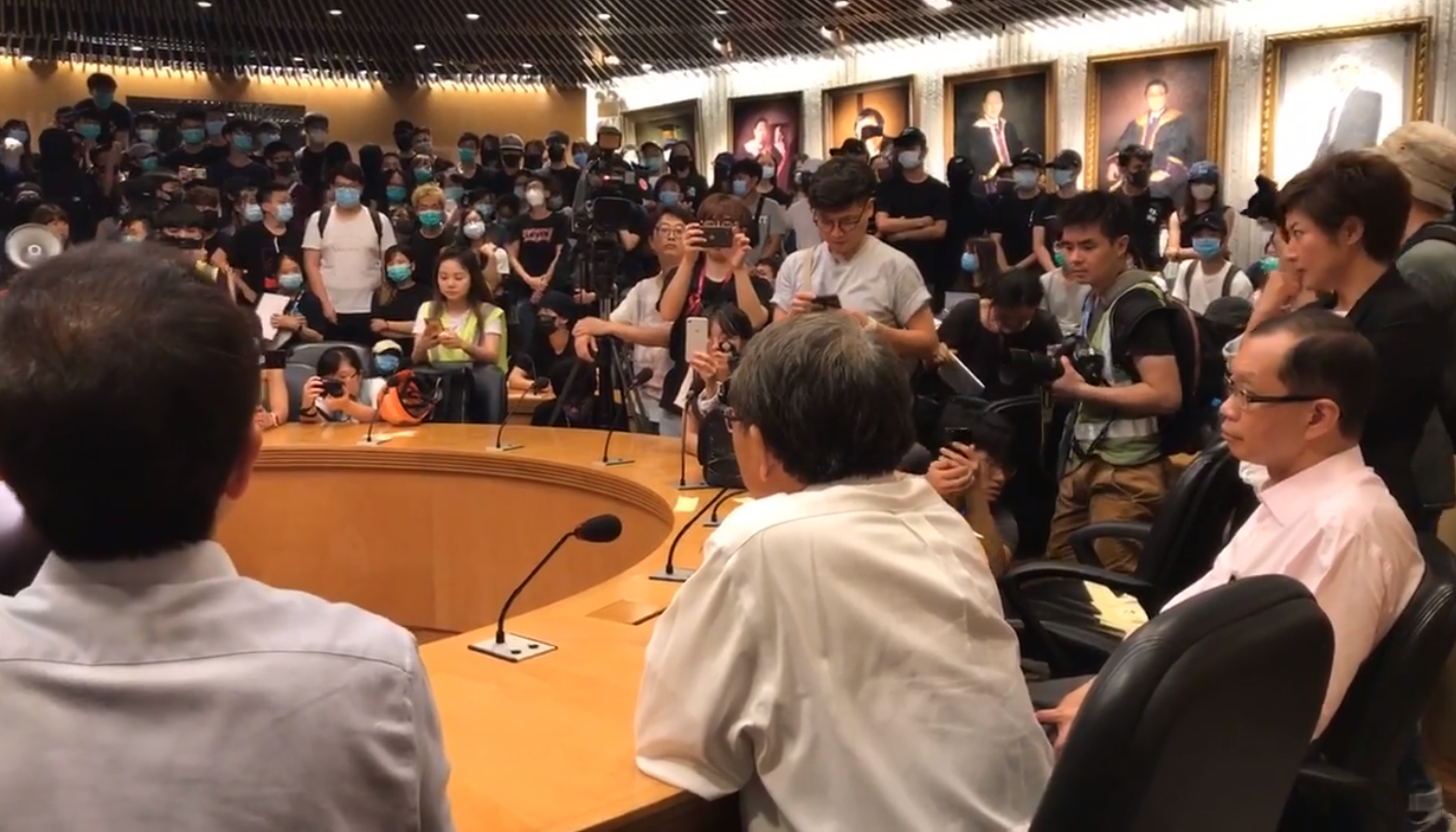
中大學生於校內舉行遊行，校長段崇智現身見學生

為聲援過去於反修例示威活動中被捕的香港中文大學學生，中大學生會發起罷課集會及遊行，有約500名學生參與，並要求與校長段崇智見面。段崇智與學生對話一段短時間後隨即離去，引起在場學生不滿，學生一度闖入行政大樓會議廳並在牆上噴漆塗鴉。段崇智其後在會議廳再次與學生對話並稱「校園與政治無關」。有學生向段撒溪錢。最終段崇智答應要求在烽火台與學生再次對話，並稱在六月以來有約20名中大學生被捕，校方正與他們保持聯絡並提供協助。當被學生問及10月1日示威中有中學生被槍擊時，段回應指事件令人痛心，但拒絕評論警員的做法。

### 邵家臻及黃浩銘出獄
因參與雨傘革命被裁定罪成的社福界立法會議員邵家臻及社民連副主席黃浩銘刑滿出獄，獲「佔中三子」的朱耀明和戴耀廷、天主教香港教區榮休主教陳日君樞機等多名泛民主派人士迎接。出獄後他們隨即高叫「我要真普選」、「五大訴求、缺一不可」等口號及高唱反修例歌曲。

### 旅發局取消兩個大型活動
香港旅遊發展局以安全及擔憂若發生示威將不及清理賽道為由取消香港美酒佳餚巡禮及香港單車節。

### 警方行動及法庭提堂
警方在灣仔駱克道金樂大廈19樓一個單位，檢獲一批疑用作製造汽油彈的原材料，拘捕5名男子，被控一項藏有攻擊性武器罪名。2019年10月3日在東區裁判法院提堂，其中兩名被告留院缺席應訊。3名被告批准保釋，不得離港，遵守晚11朝7宵禁令及到警署報到的保釋條件。留院的2名被告出院提堂前由警方看管。案件押後至10月4日再訊。
另外，警方晚上在屯門舊咖啡灣泳灘拘捕兩名女子，檢獲氣球、油漆、剪刀、打火機等物品，被控一項管有適合作非法用途的工具並意圖作非法用途使用罪，2019年10月2日下午被帶到屯門裁判法院提堂。裁判官批准兩名被告保釋，及逢星期五到警署報到，不禁止她們離境，亦毋須守宵禁令，案件押後至11月27日再提訊。

## 4日

### 政府推行禁蒙面法
香港特區政府行政會議於2019年10月4日召開特別會議，處理「禁蒙面法」問題，期間有示威者在中環一帶集結。會後當日下午行政長官林鄭月娥會同行政會議正式宣佈，為了保障公眾安全，以《緊急情況規例條例》（簡稱《緊急法》）推行《禁止蒙面規例》。該條例禁止參與遊行、集會及非法集結的人士以任何形式蒙面及使用可能阻止識辨身分的蒙面物品，亦賦權予警員在某些情況下要求身處公眾地方的人除去蒙面物品，以核實身分，唯宗教理由及健康或醫學理由可容許蒙面，而違反此條列將會被判處監禁一年及罰款HK$25,000。而該條例於香港時間次日（2019年10月5日）零時零分開始實施。
民建聯立法會議員葛珮帆表示，禁蒙面法能夠止暴制亂，且只會針對參與非法集會及暴動的參與者，以及禁蒙面法已在不少歐美國家已有立法，故不會影響遊行集會的自由。民主派立法會議員楊岳橋表示，禁蒙面法是「既不治標，又不治本」，只會激起民怨及引起更多香港市民的不滿，並質疑如果大量示威者無視禁令，警方根本無法處理違法行為。且重申香港政府必須回應示威者的「五大訴求」，才能結束示威。
同日下午，「長洲覆核王」郭卓堅、學聯前副秘書長岑敖暉入禀高等法院申請司法覆核，要求法院頒令廢除及禁止政府執行《禁蒙面法》。岑敖暉表示禁蒙面法限制《基本法》保障港人的政治權利及基本權利，及《香港人權法案》保障的和平集會示威自由權利。郭卓堅批評，特首林鄭月娥曾表示不會訂立《禁蒙面法》，但上京後決定立法，令人質疑一國兩制已形同虛設。同時，岑敖暉及社民連梁國雄申請緊急臨時禁制令，要求禁止《禁止蒙面規例》在午夜後生效。經高等法院晩上開庭處理，決定拒絕批出臨時禁制令。
教育局亦於當日下午約3時向全港學校發信，指出禁蒙面法將於短期內生效，促請學校提醒學生及家長，為免誤墮法網，學生外出時不要以任何方式遮蓋臉孔和接觸陌生人。且要求學校提醒學生、教職員及家長，除宗教或健康原因，校內外均不應佩戴口罩或以任何方式遮蓋臉孔，正常溝通交流沒需要和沒理由遮蓋臉孔，並促請學校就此訂定校本處理方法，處理不依指示的學生或人士。同時亦指出如身體不適，應盡早求醫及留在家中休息。

### 示威活動
因應政府引用緊急法推行禁蒙面法，全港18區均爆發示威活動，為反對逃犯條例修訂草案運動以來首次。期間有示威者宣讀《香港臨時政府宣言》。
多區有破壞港鐵站的行为，唯沙田站有列車被破壞。警方定性為暴動。港鐵全線暫停服務。由於維修人員難以展開復修工作，經與警方及其他相關部門評估後，港鐵全線包括重鐵（機場快綫除外）和輕鐵於翌日（10月5日）全日不會提供服務；機場快綫於下午2時30分起，只提供往來香港站至機場站服務，不停中途站；而港鐵巴士則於下午4時起陸續提供有限度服務。
一名休班警員被示威者襲擊多人圍毆，一度被打至頭破血流，及後有示威者兩次向警員投擲汽油彈，大火一度燒著身軀。混亂間，其手槍一度跌下，有人企圖搶槍，便衣警及後取回手槍，射傷一名14歲示威者大腿部位。示威者情況嚴重，送住博愛醫院，後來轉至屯門醫院治理。

### 廣九直通車襲擊事件
晚上11時左右，十多名身穿黑衣的示威者到粉嶺站，當時一列開往廣州的直通車駛入車站，多名示威者走到月台，拿起鐵槌、鐵棍打碎多塊玻璃車窗。

## 5日

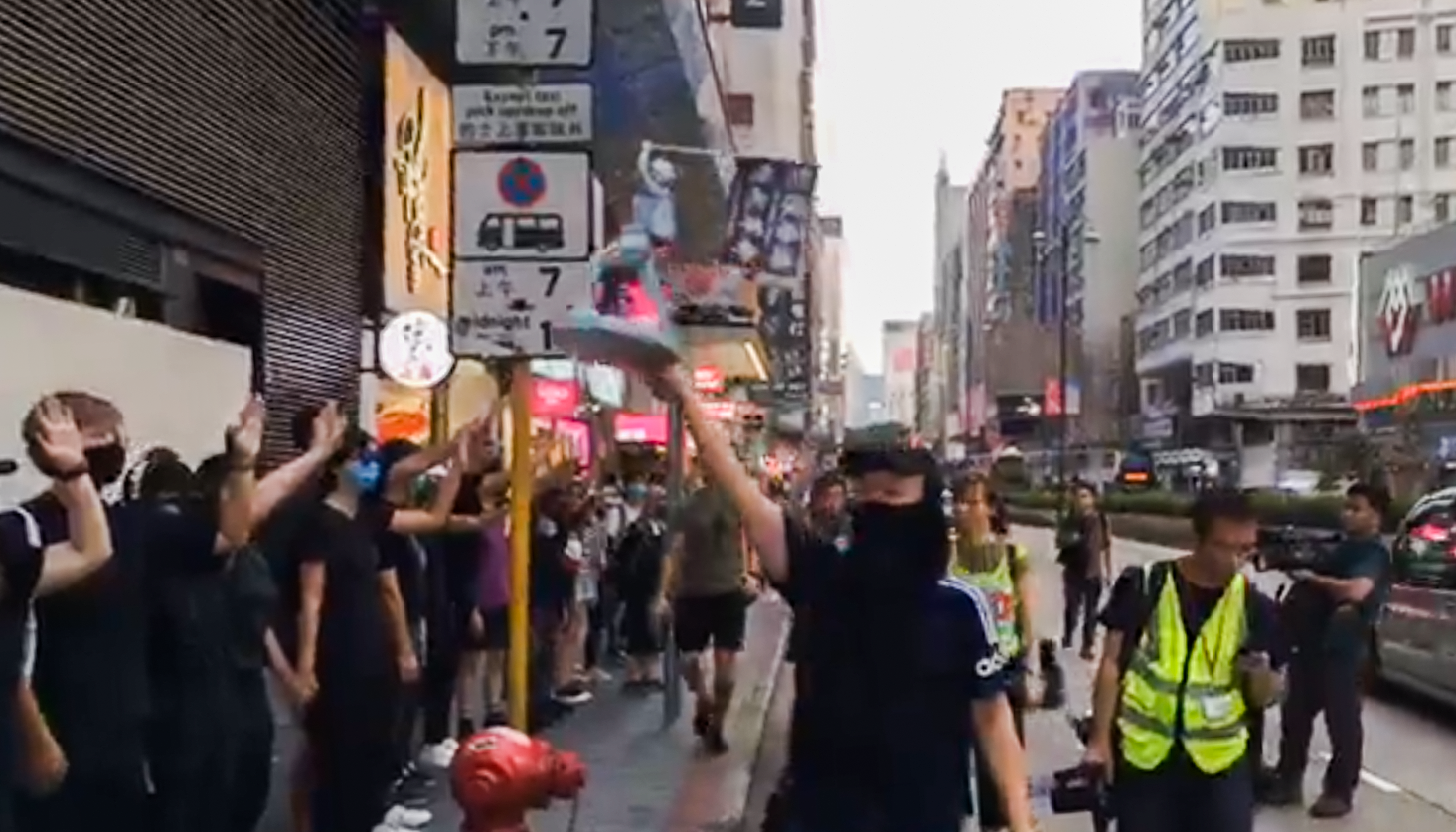
下午，佐敦有市民築成人鏈

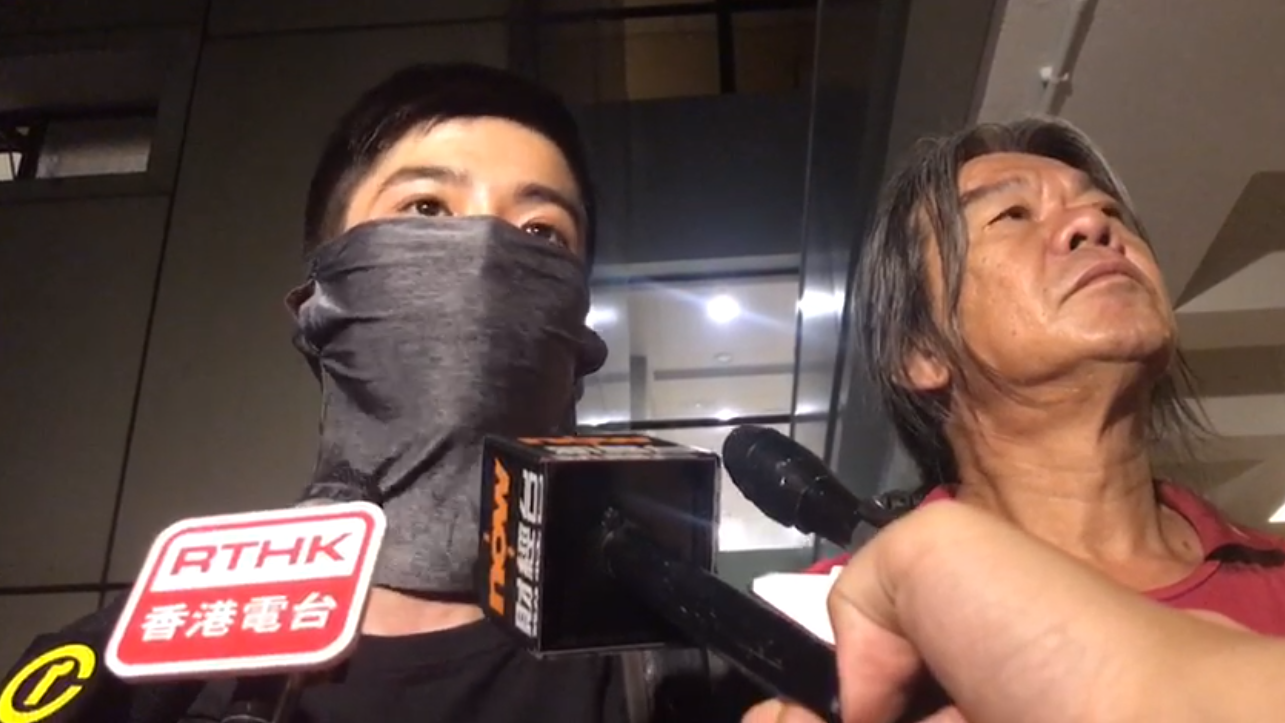
晚上11時，高等法院拒頒臨時命令暫緩禁蒙面法，岑敖暉蒙面回應

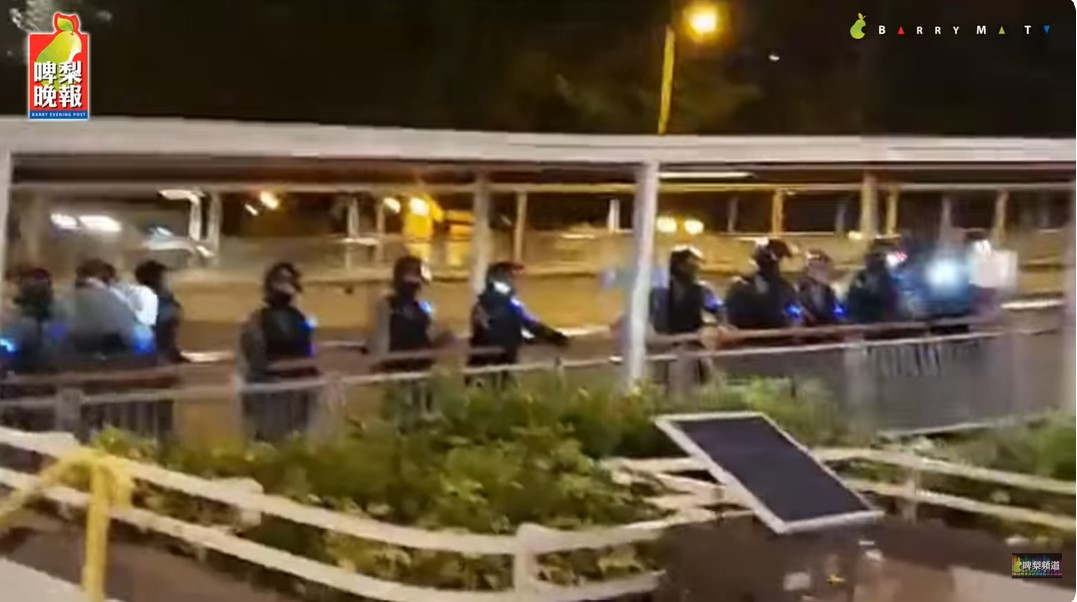
晚上在南區香港仔海傍道天橋的警察

### 特首發表電視講話
行政長官林鄭月娥下午2時35分發表電視講話，稱示威者為暴徒，譴責示威者惡意破壞鐵路、政府建築物及目標商舖等，並攻擊不同立場的市民及警員。她形容昨日示威者的極端行為，令香港昨晚度過黑暗一夜。而在昨日示威中，有便衣警員被圍毆及投擲汽油彈，令其生命安全受威脅，指該警員是別無選擇下自衛開槍，擊中一名在場人士。並指泛民主派稱《禁蒙面法》是繞過立法會的說法並非事實及接法例採取適當行動。且呼籲支持特區政府依法制暴，一同譴責暴力，以堅定意志與暴徒割蓆。

### 港鐵全日暫停服務
港鐵於10月4日晚上，宣布港鐵全線暫停服務，且10月5日早上亦不會提供服務。其後在5日下午宣布，機場快線下午2時半恢復行車，惟只行駛香港站至機場站兩站，港鐵巴士則在下午4時起恢復有限度服務，而其他路線繼續暫停服務。另外，其他專營巴士及渡輪服務維持正常，但部分路線會因路面情況而改道。

### 多個商場及零售店舖停業
有至少19商場停業，包括新城市廣場、德福廣場、世貿中心、圓方等，而百佳超級市場、屈臣氏、豐澤等全線店舖休息一天。萬寧全線店舖亦於2時關門，7-Eleven及惠康全線店舖則於5時關門。

### 民主派議員申請司法覆核
民主派議員入稟高等法院申請司法覆核，要求法庭就《禁蒙面法》頒佈臨時禁制令，及就行政長官會同行政會議運用《緊急法》提出司法覆核，要求法庭宣布引用《緊急法》訂立《禁蒙面法》是違法及違憲。民主派議員認爲，《緊急法》是違憲及無視三權分立、互相制衡的原則，並藉繞過立法會奪取立法會的立法權力，違反《基本法》及政府與立法會之間的權力分立。

### 示威活動
有網民發起到銅鑼灣一帶示威，中午時份多個商場已落閘，有工人將中國銀行（香港）分行大閘加固。警方安排水炮車及裝甲車到香港中聯辦、政府總部等重要建築物加強戒備。至下午近三時，近千人聚集並在馬路上遊行，包含香港眾志秘書長黃之鋒的部分人士戴上口罩。在尖沙咀有市民築成人鏈，途經廣東道、彌敦道、旺角警署及深水埗楓樹街遊樂場，期間並沒爆發任何衝突，沿途也沒有警員戒備。在元朗，部分人於是晚上向十八鄉鄉事委員會大樓擲汽油彈，並砸開其大門及進入大樓內破壞。此外，黃大仙、荃灣、大埔、太子、小西灣等多個地區亦有示威活動，有示威者快閃堵路、破壞商鋪及建制派議員辦事處等，警方則於多區拘捕多人。南區香港仔晚上有示威者聚集，與警方對峙，防暴警察之後制服一名黑衣男子。
在黃大仙龍翔道新光中心對出行人天橋，一對情侶被警員搜出一支鐳射筆，其後被控一項在公眾地方管有攻擊性武器罪，男生在2021年被裁定罪成，監禁6個月，女生則獲判無罪。男生不服定罪提出上訴，不過高等法院法官黃崇厚認為當晚龍翔道、沙田坳道一帶曾發生堵路，推斷被告管有鐳射筆的意圖，是供自己或他人作傷人用途，因而駁回上訴，維持定罪。

## 6日

### 警察進入多間大學範圍搜查
凌晨兩點，大約40名防暴警察未通知及未經保安組同意下進入香港中文大學的學校範圍，直接帶走五名中大學生至港鐵出口進行搜查，期間一度利用強光照射及以胡椒噴劑指向在場學生，並以粗言穢語指罵和呼喝，而一度被帶走搜查的學生在警方記錄其身份證資料後獲釋。事後，香港中文大學學生會強烈譴責警察擅闖校園、無禮對待及威嚇同學，且無有效搜查令或特定嫌疑人，完全違反《警隊條例》規定。亦譴責校方及保安組人員疏忽職守，未有向防暴警員交涉或了解情況，任由他們進入校園。中大校方則表示，警方搜查行動事前沒有通知校方，而當時只有9人被截查，沒人被㭪。且重申大學有法律責任配合警方調查工作，如警方需進行調查時，會向警察了解進入校園的具體資料，在調查期間亦會有校方人員陪同。
同日下午，香港浸會大學學生會編委會發布影片，指三名浸大宿生因非法集結在傳理及視藝大樓被捕，其間防暴警察闖入校園範圍，引起在場學生不滿。雙方發生口角，在場警員則向在場學生照射強光，期後撤離。浸大校方表示追捕一名示威者時，警方曾經進入校園範圍，但沒作出任何拘捕。期後在傳理及視藝大樓附近公眾行人路進行拘捕行動，有五名學生在事件中被捕。並重申校園屬大學管轄範圍，如沒有手令或其他合理原因，警方無權進入。

### 法庭拒絕頒布臨時禁制令
24名民主派立法會議員要求就《禁止蒙面規例》頒布臨時禁制令，但法庭拒絕，惟罕見下令雙方盡快確定日期在月底前舉行全面聆訊。民主派立法會議員郭榮鏗表示，法官之做法可見法官或也懷疑這法例是否有違憲之嫌，或在行使上是否有問題。

### 示威活動

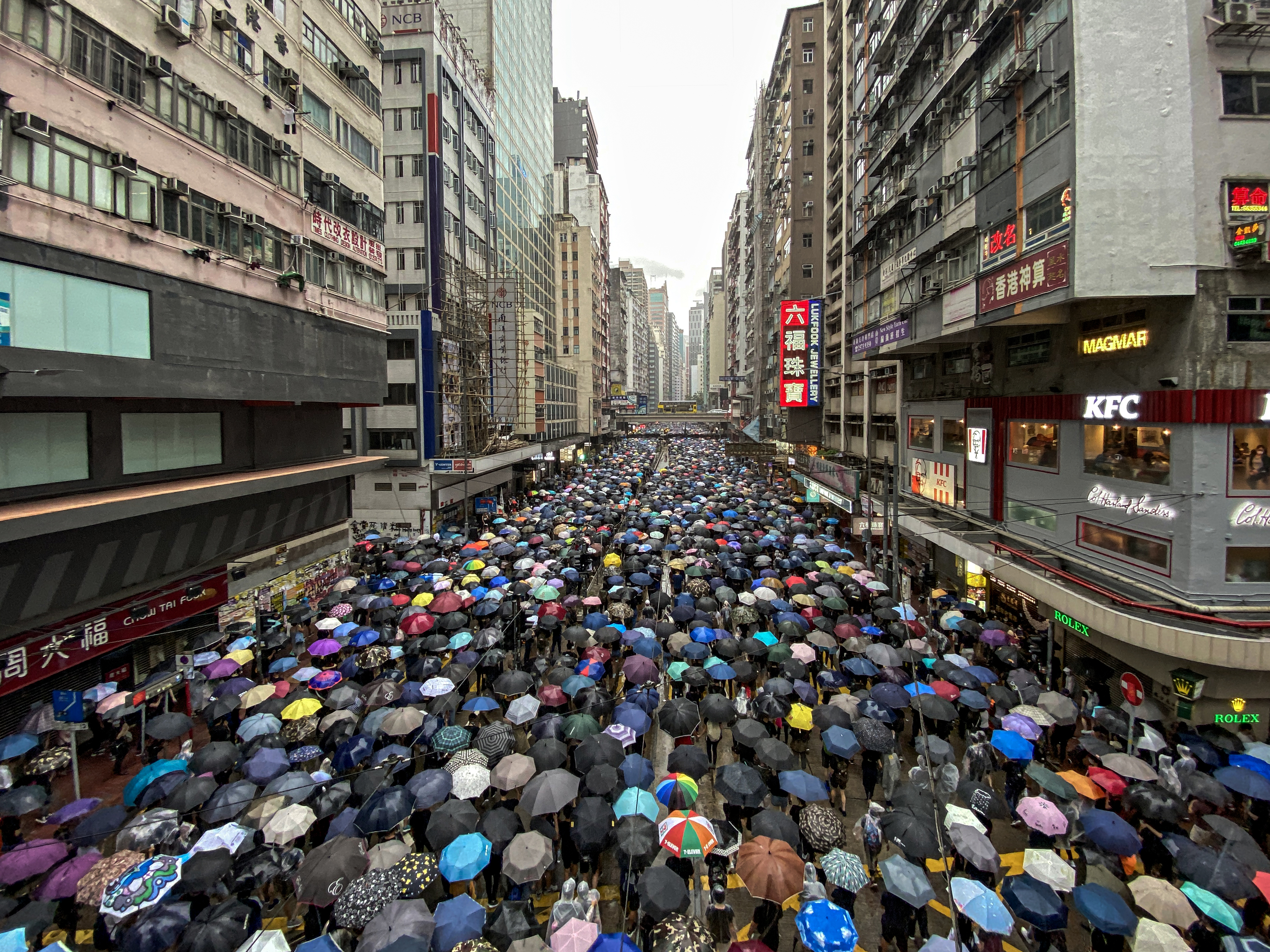
港島區「反極權反緊急法大遊行」

有網民發起舉行「反極權反緊急法大遊行」，並提港島九龍「雙響炮」的路線，號為「九龍革命，港島起義」，呼籲港「維港兩岸一齊行」。路線方面，九龍一方由尖沙咀梳士巴利公園出發，前往深水埗楓樹街球場；港島則從銅鑼灣 SOGO 起步，並以中環遮打花園為終點。兩地同步計劃在下午2時集合。期間多個地區爆發衝突，示威者設路障及焚燒雜物，並破壞建制派議員辦事處及富臨酒家。警方則以催淚彈及橡膠子彈驅散。下午5時許，示威者由尖沙嘴抵達深水埗後，一輛的士被困人潮，急速轉彎上行人路，最少3名行人遭撞傷。的士司機隨即被示威者拖下車圍毆「私了」，被打至頭破血流，的士司機及一名被撞的女傷者送院治理，女傷者及司機情况皆嚴重。

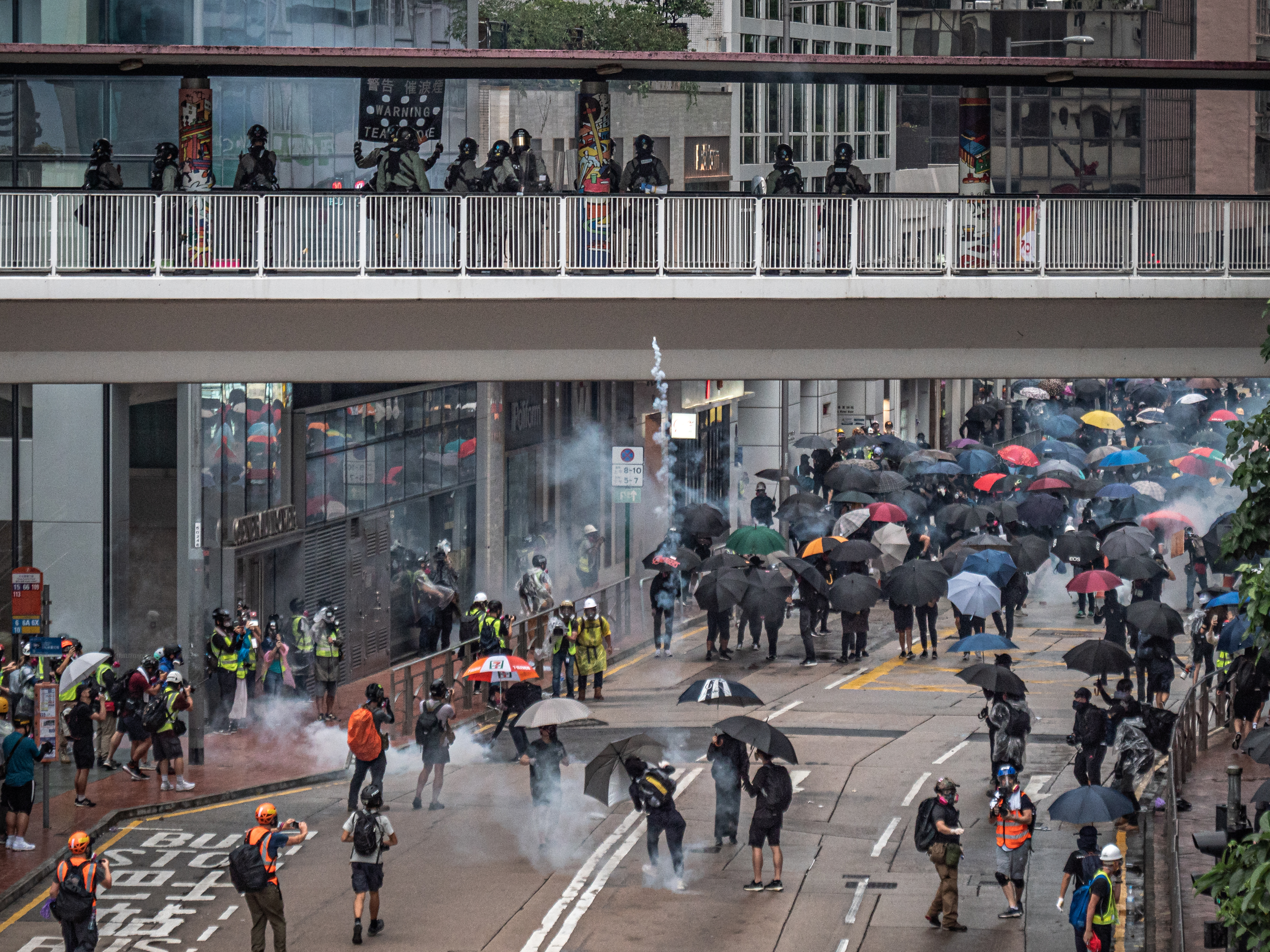
警方在皇后大道東舉黑旗，多次發催淚彈驅散
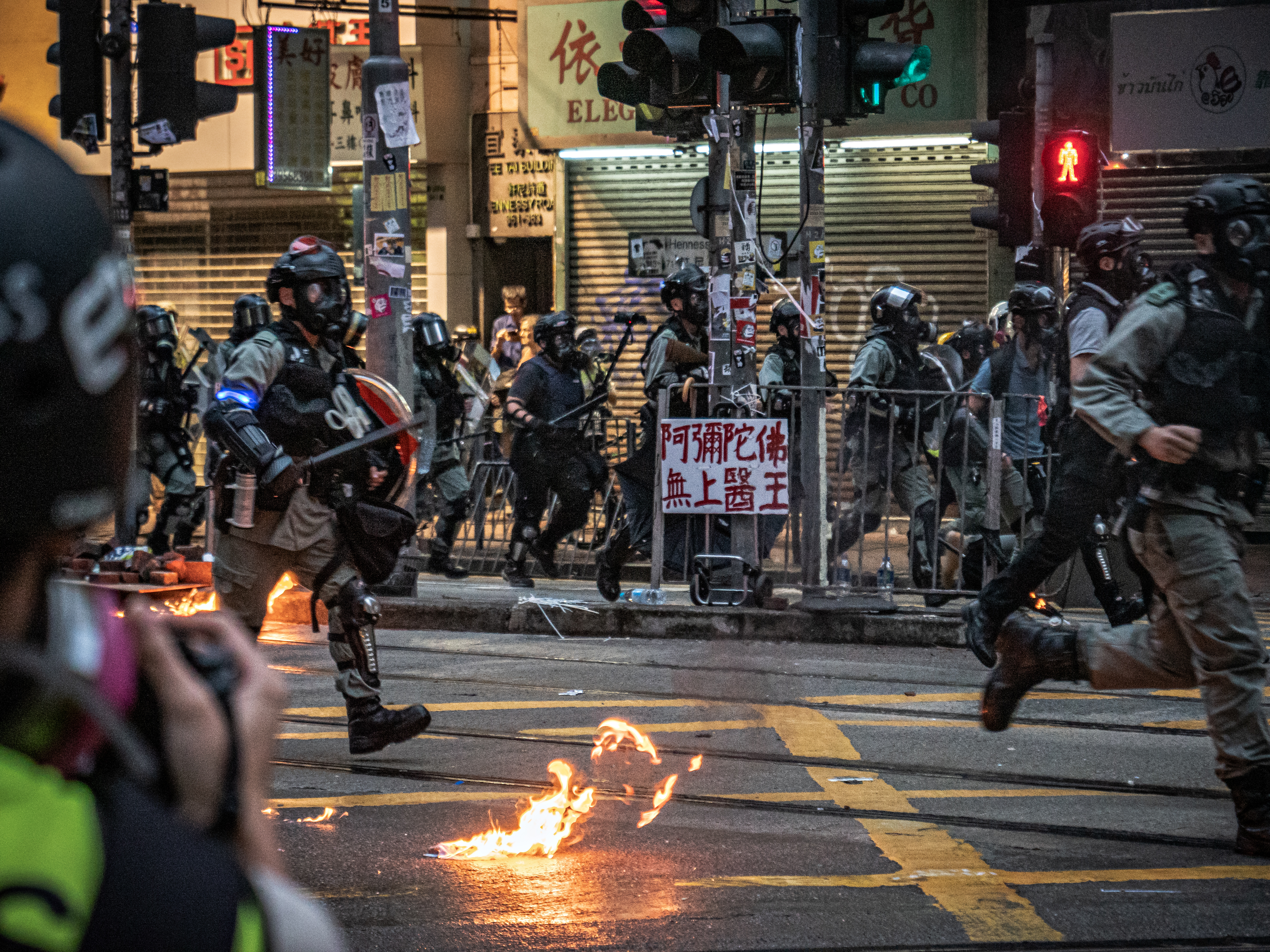
防暴警察在軒尼詩道進行追捕
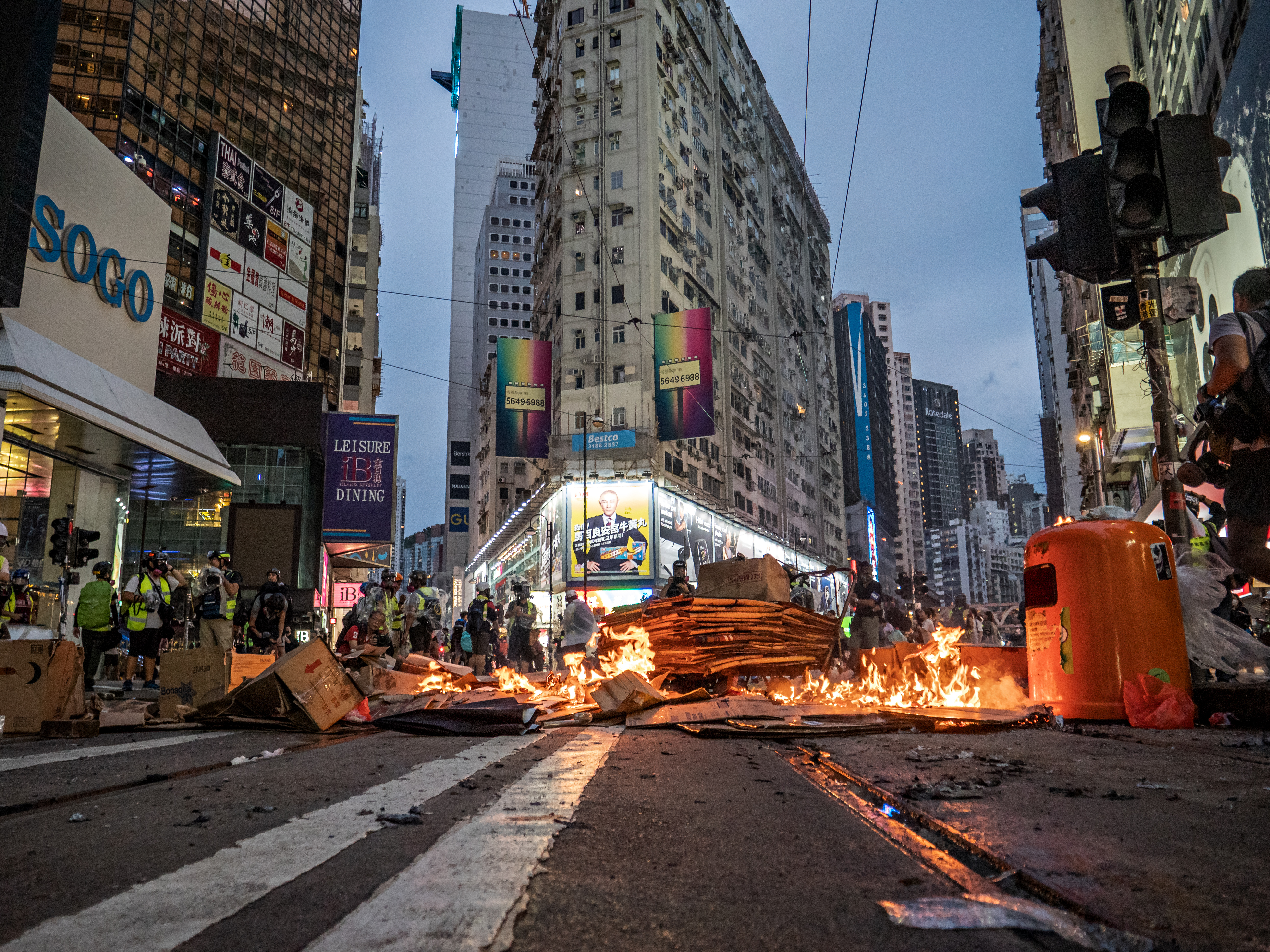
示威者堵路及燃燒雜物
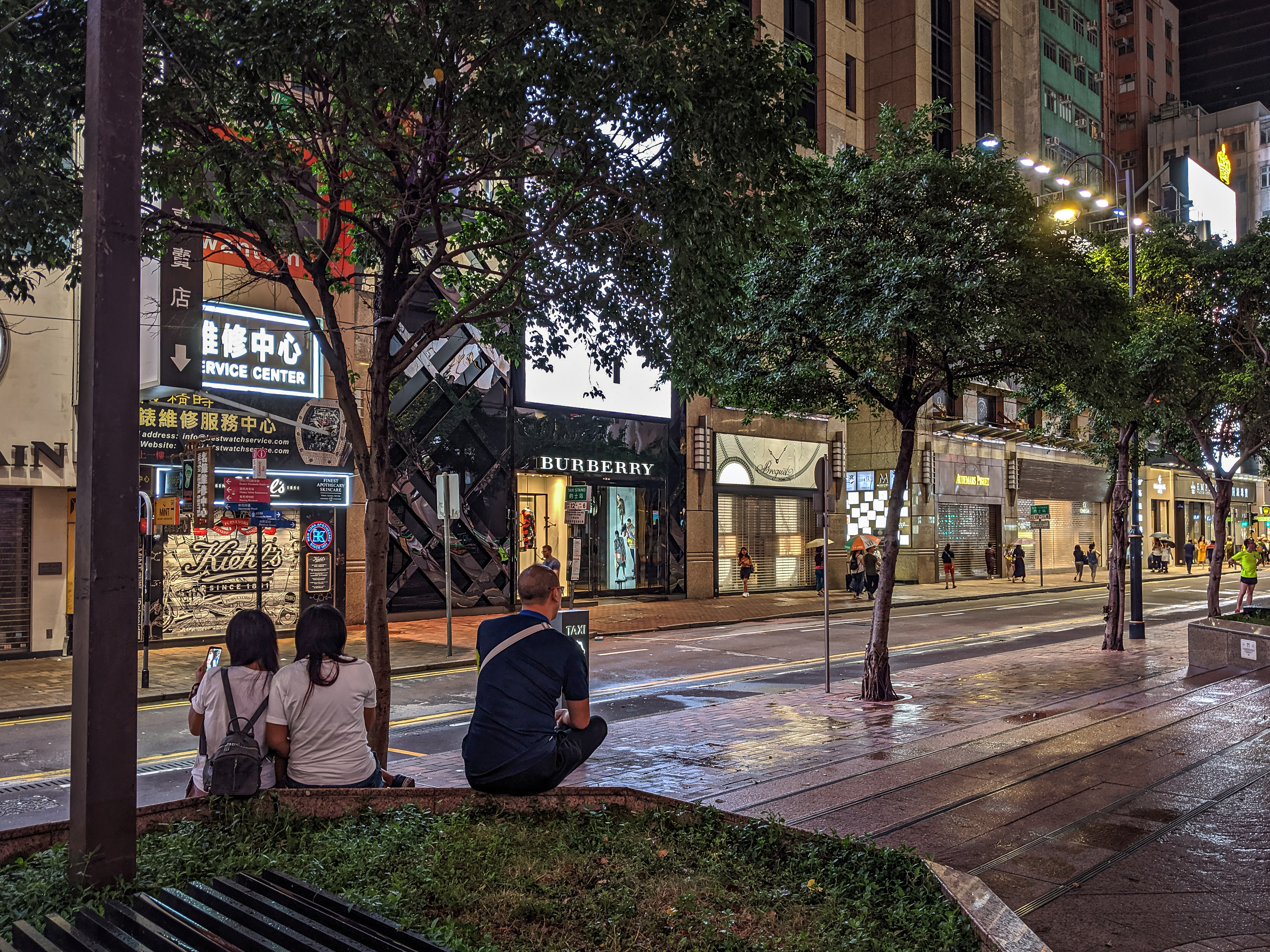
晚上的銅鑼灣羅素街如死城
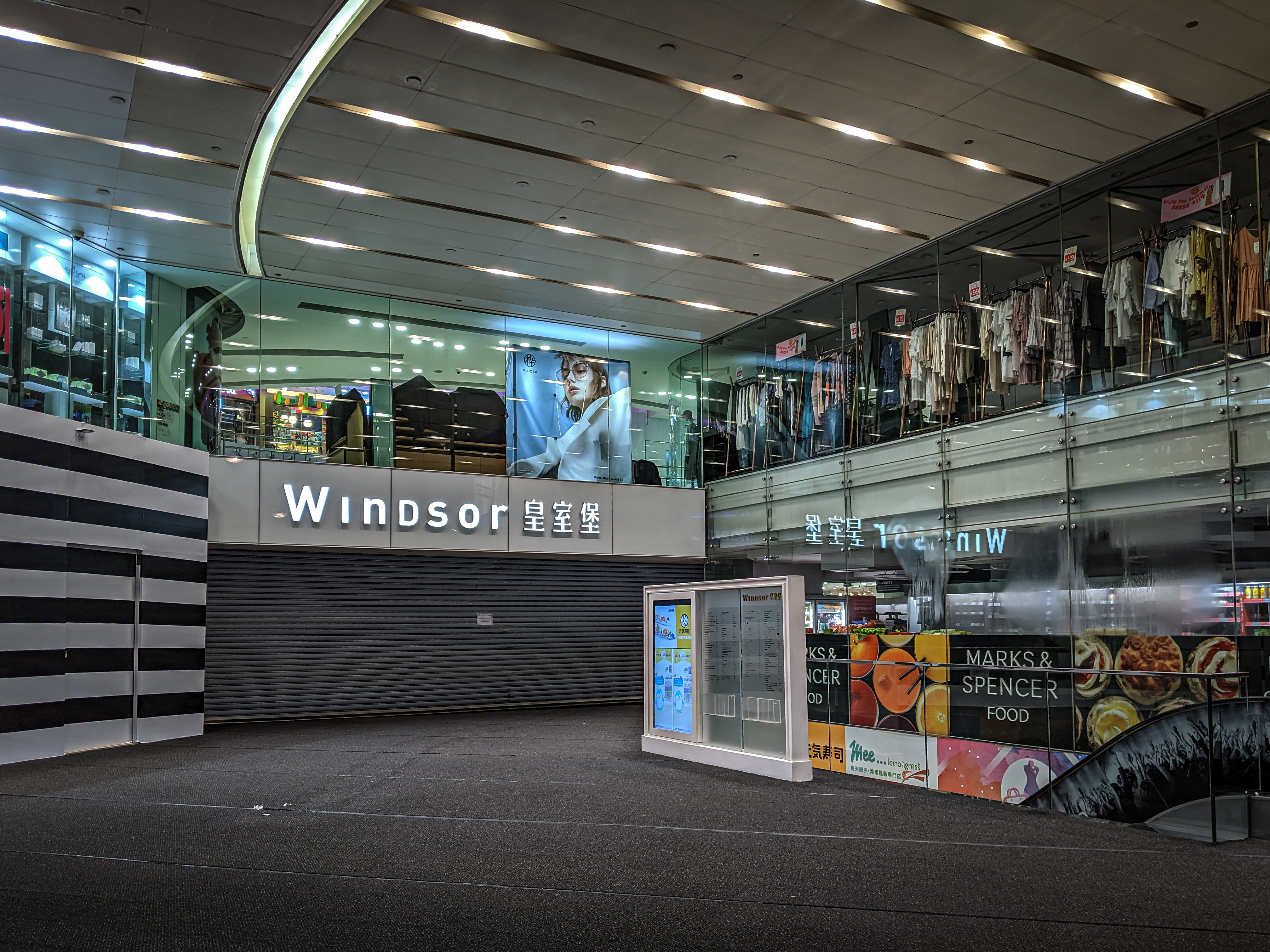
皇室堡商場關閉落閘
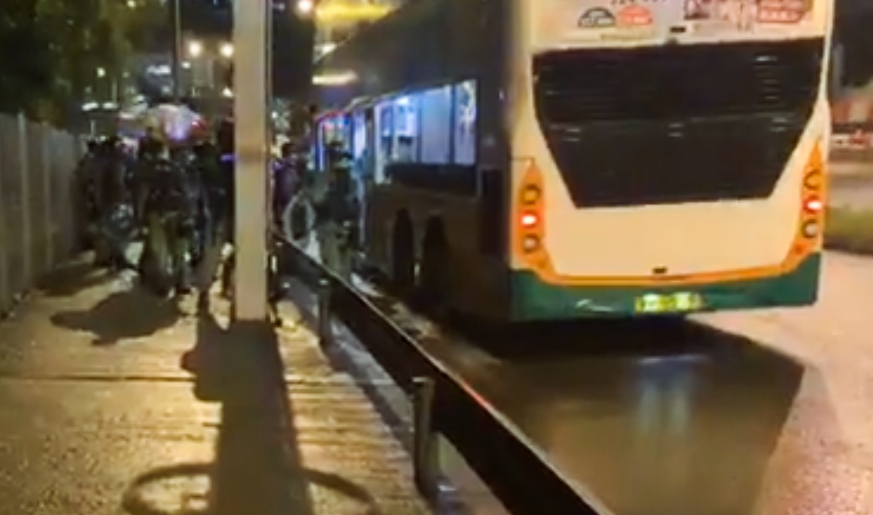
晚上，防暴警察於東區海底隧道九龍出口設封鎖綫，並截查一輛新巴巴士上的乘客

事後其中26人在銅鑼灣近鵝頸橋被捕，並控告暴動罪，案件分成3宗審訊。首宗審訊案件於2021年12月由暫委法官高偉雄裁定5人暴動罪不成立，但各被告使用蒙面物品罪成，分別判監10星期、判入更生中心和社會服務令。到2023年1月底，律政司就此裁決提出上訴。到2022年5月，第二宗審訊案件其中11人經審訊後全被裁定暴動罪成。區域法院法官林偉權指出有人對法律不熟悉，以為單純身處現場不作任何行為便不會構成暴動。不過他認為一眾被告攜帶裝備前往現場，已經是代表在場鼓動和支援暴動。而當日有大量「人鏈」傳送物資下，認為早有預謀，被判8名成年被告監禁33至37個月，3名青年被告判入教導所。旁聽席的親友不禁拭淚。
而灣仔杜老誌道近軒尼詩道交界，及史釗域道及堅拿道西之間的一段軒尼詩道亦有多人被控參與暴動。一宗涉及9人的案件，包括一名13歲的少年，7人經審訊後被裁定罪成，當中 3 名未成年被告被判入教導所，另外4人判監50至51個月。法官判刑時指，本案發生於公共秩序嚴重失序期間，當時有大量示威事件，香港正經歷嚴重暴力事件。當日除深水埗外，灣仔一帶亦有大型非法集結活動，暴力風險不容低估。暫委法官梁嘉琪指，當日灣仔區約有數百名示威者聚集，暴動歷時 42 分鐘，期間佔據多條行車線，令交通受阻，對附近居民、行人及商店帶來不便。另外法官指為20歲的被告索取兩份教導所報告，均不建議判入教導所，報告指被告服食重劑量精神科藥物，令她專注力下降、煩躁和失眠，認為她無能力跟從教導所的訓練，亦不符個人及社會利益，故唯一選擇是判監。

#### 九龍

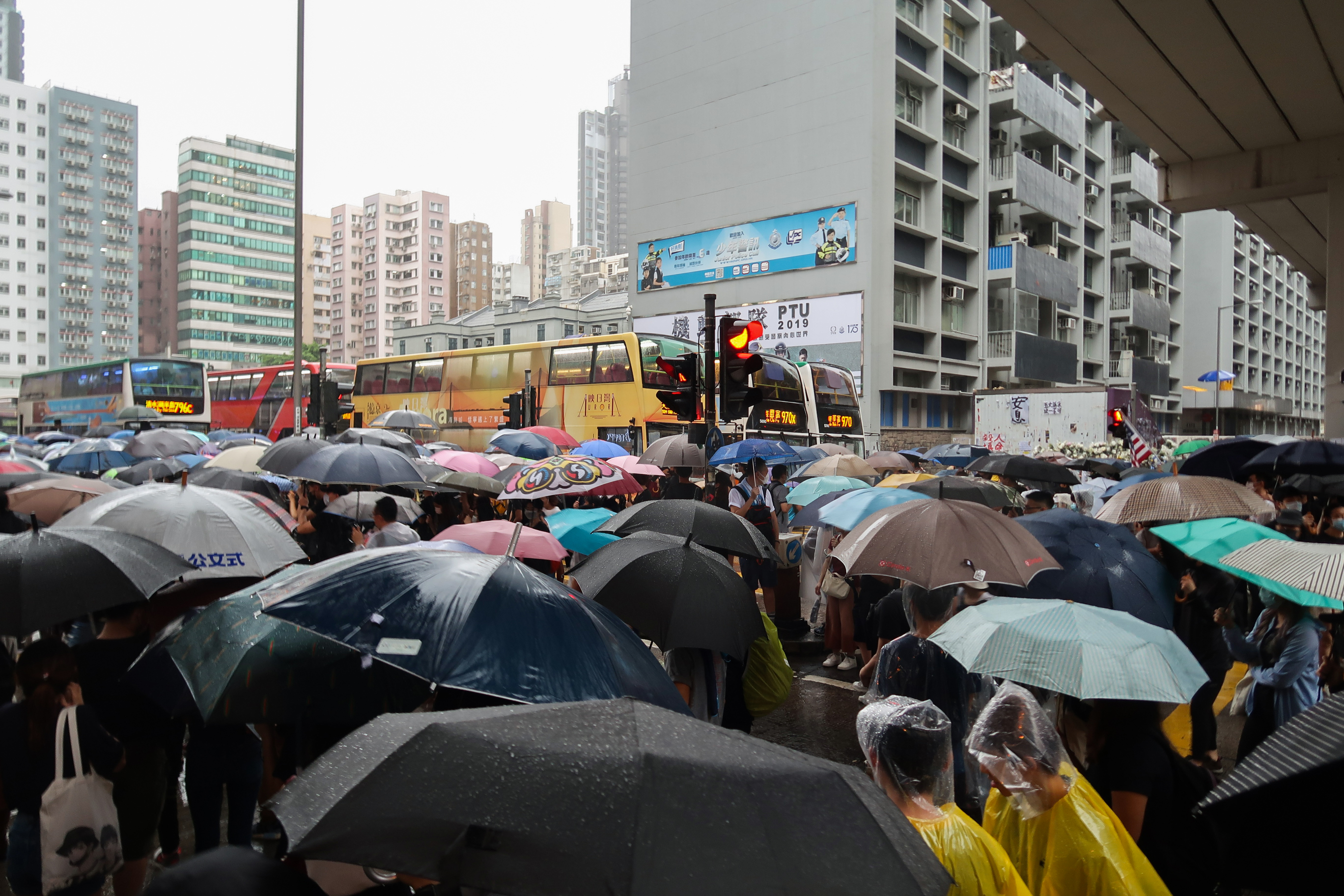
遊行人士經過旺角警署前，多次叫喊口號

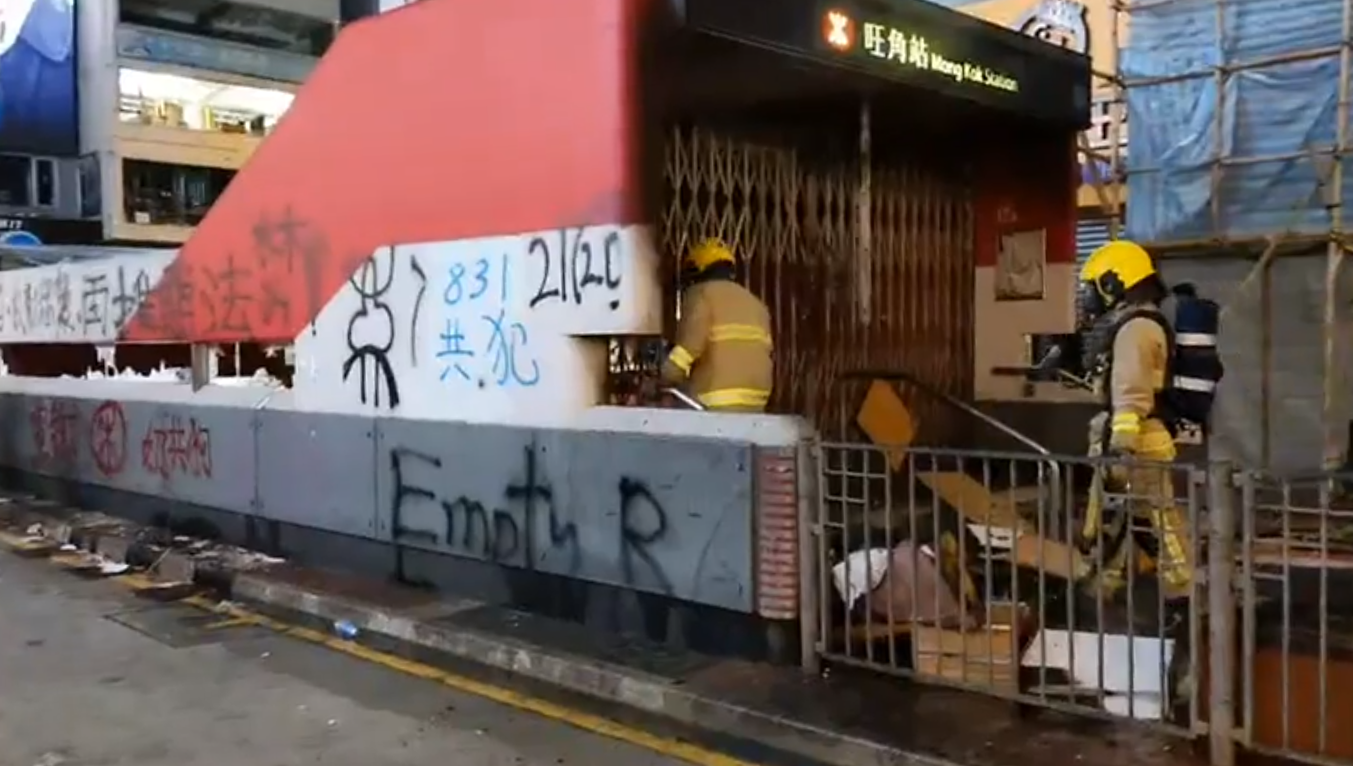
旺角站遭到破壞和塗污

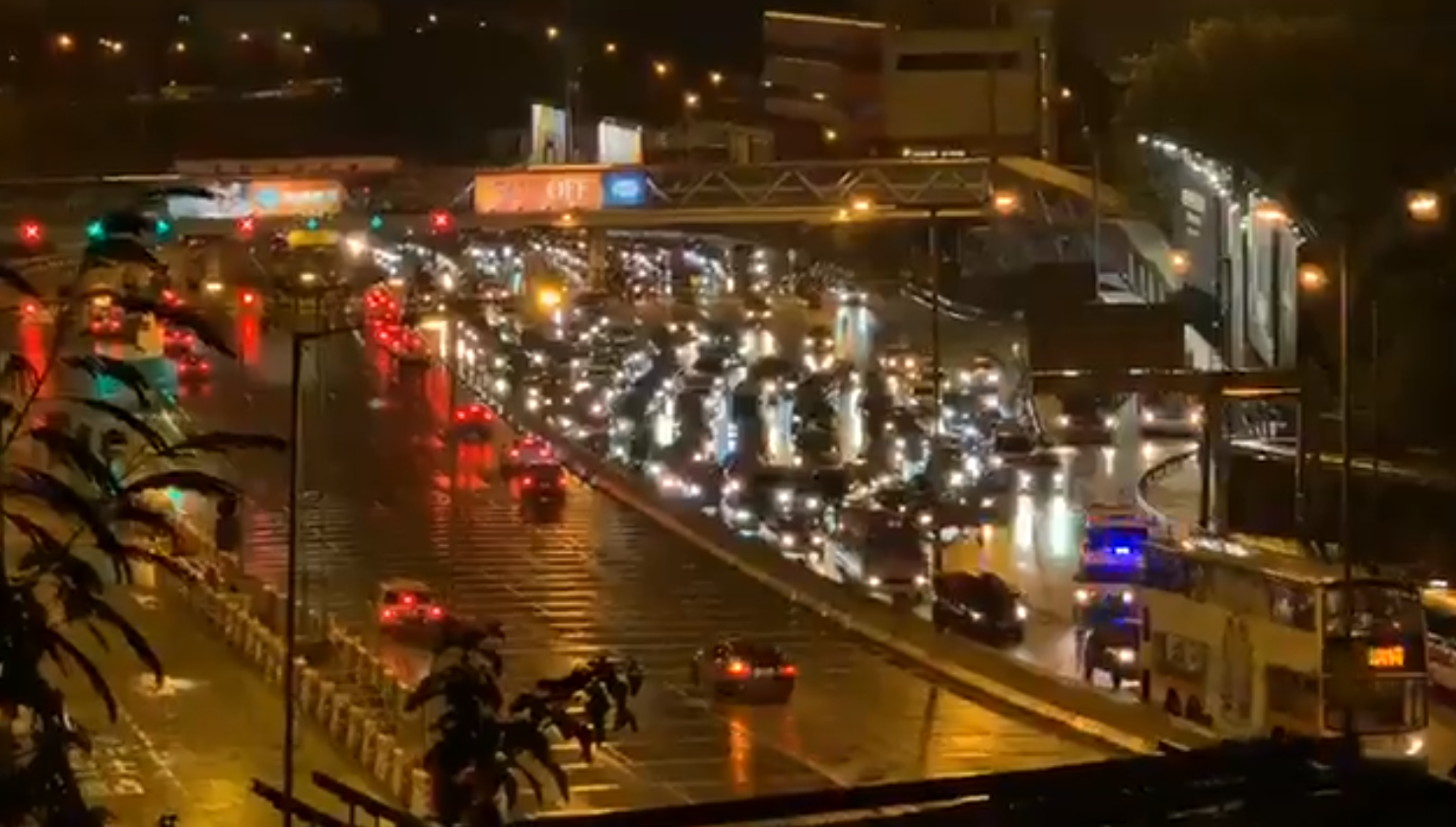
入夜後，警員在東區海底隧道往九龍的出口設路障截查車輛，令交通非常擠塞

在九龍示威者佔據彌敦道南北行車線外，亦堵塞旺角、九龍塘和深水埗一帶道路。部分遊行人士走到九龍塘窩打老道一帶後，防暴警員舉起藍旗，要求他們散去。其後在在界限街街口用設路障。而另一批人沿長沙灣道向荔枝角方向前進，到美孚後散去。
当晚7時，有示威者途經九龍塘軍營，4至5名穿軍裝人士在天台手持攝像機及望遠鏡觀察，疑似防範示威者有衝擊行為。随后，有示威者隨即用鐳射筆向軍營天台照射，亦有多人以強光物體向軍營照射。事发后有人在軍營天台舉起黃旗警告，並揚聲器警告示威者「後果自負」。民主黨立法會議員涂謹申認為，軍營屬敏感地方，而示威者的做法十分危險，可能會「擦槍走火」。
同日，親建制派無綫電視藝員馬蹄露在旺角示威現場，疑用手機拍攝示威者後遇襲受傷，嘴角、後尾枕位置受傷流血，在一名外籍記者陪同下入警署。到晚上8時半，一名中年男子在長沙灣與在場人士失控大叫「打暴徒」，之後發生衝突，其後走入青山道翠河餐廳內的廚房，揮舞刀具並向外潑熱水，茶餐廳員工報警，防暴警察到9時半才到場，並將中年漢帶走。

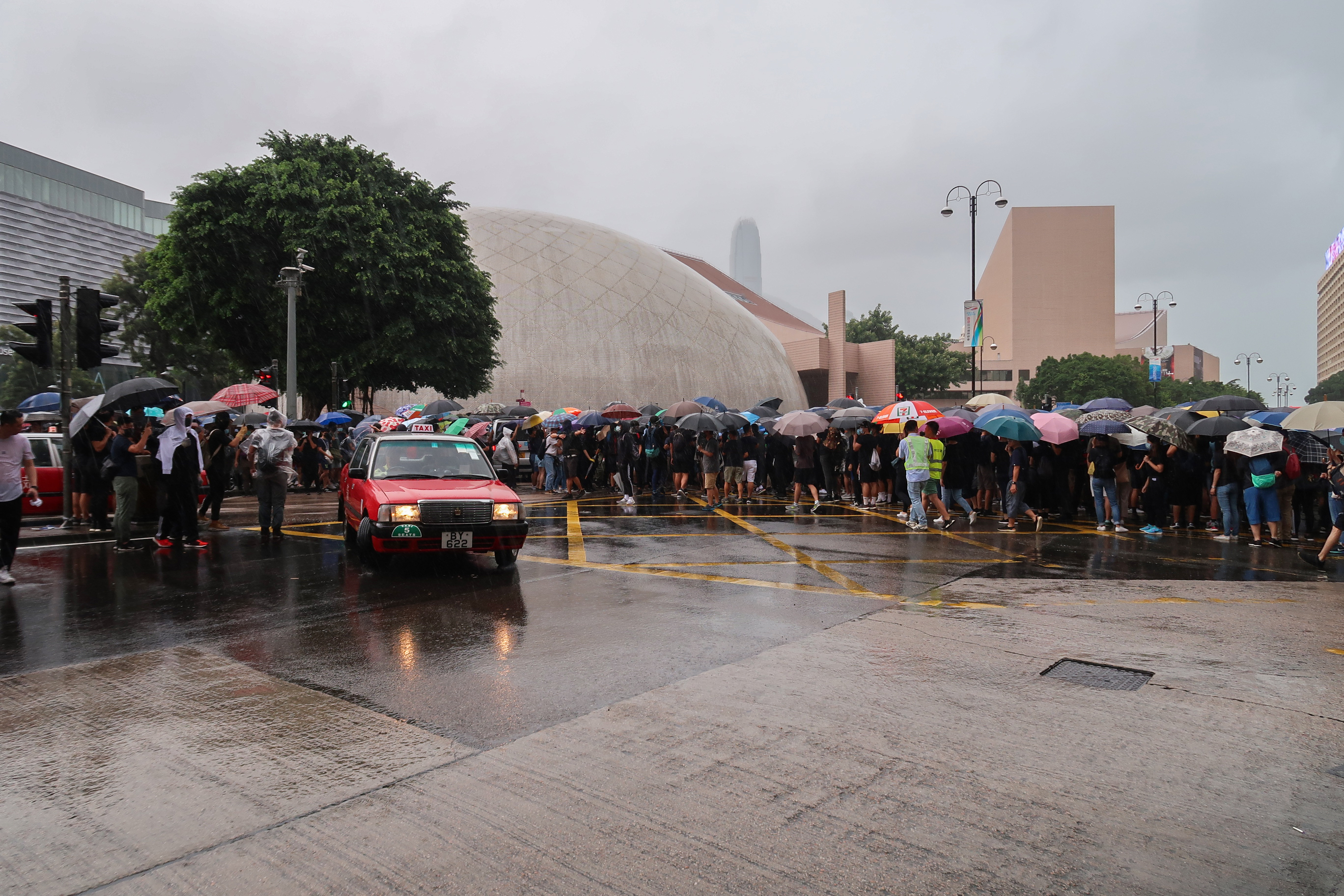
遊行人士佔據梳士巴利道
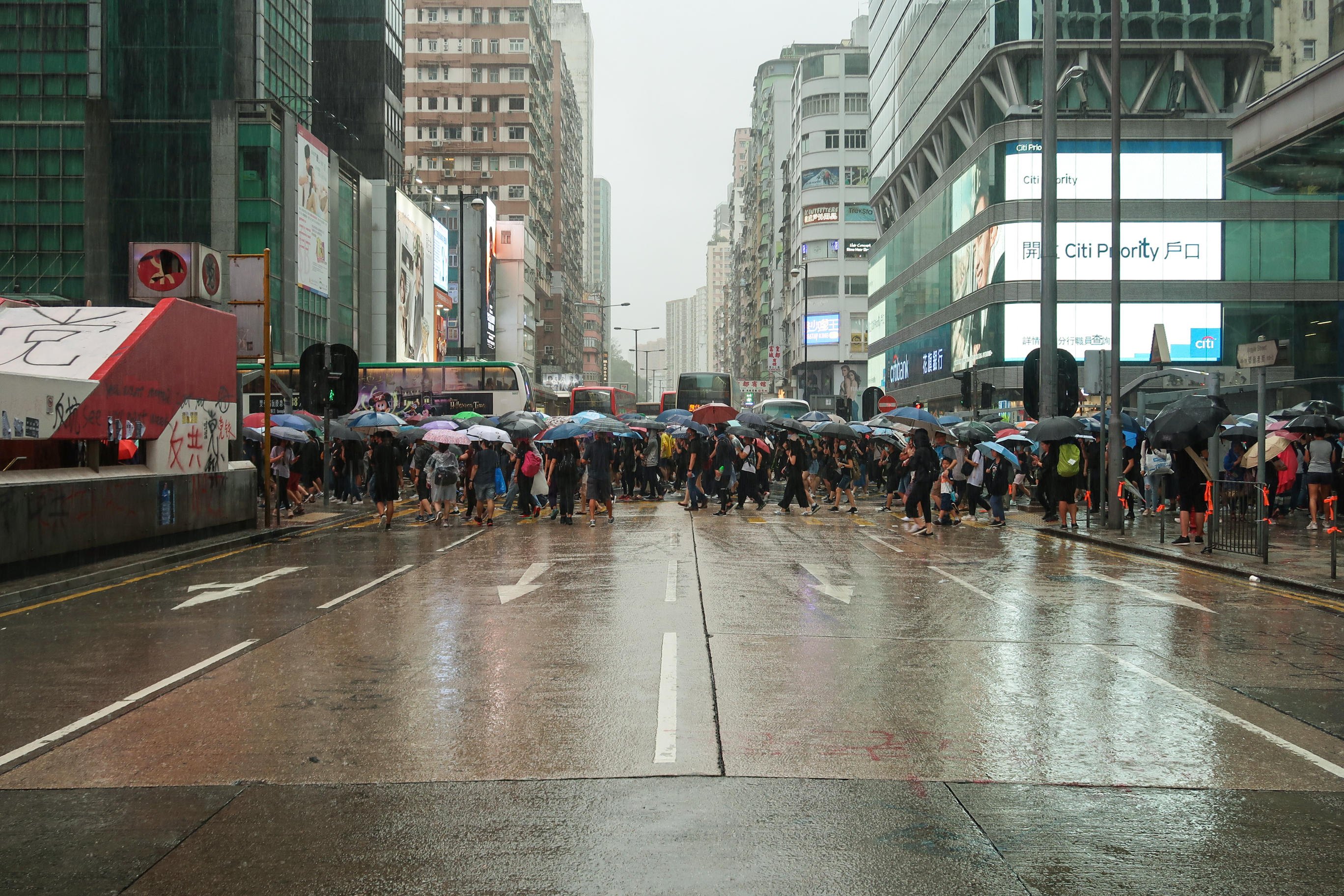
遊行人士在旺角
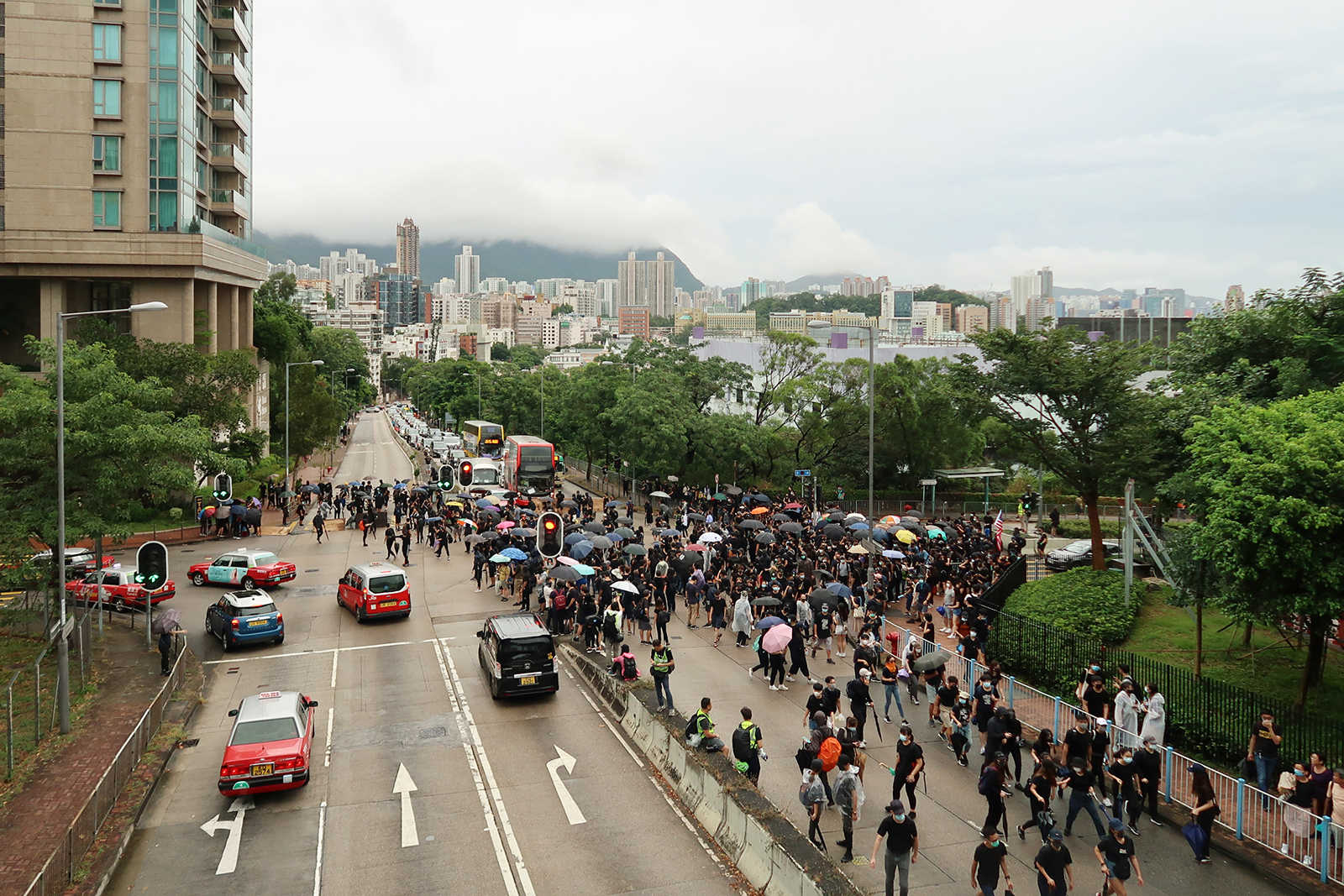
部分遊行人士在九龍塘歌和老街近香港城市大學學生宿舍位置設路障
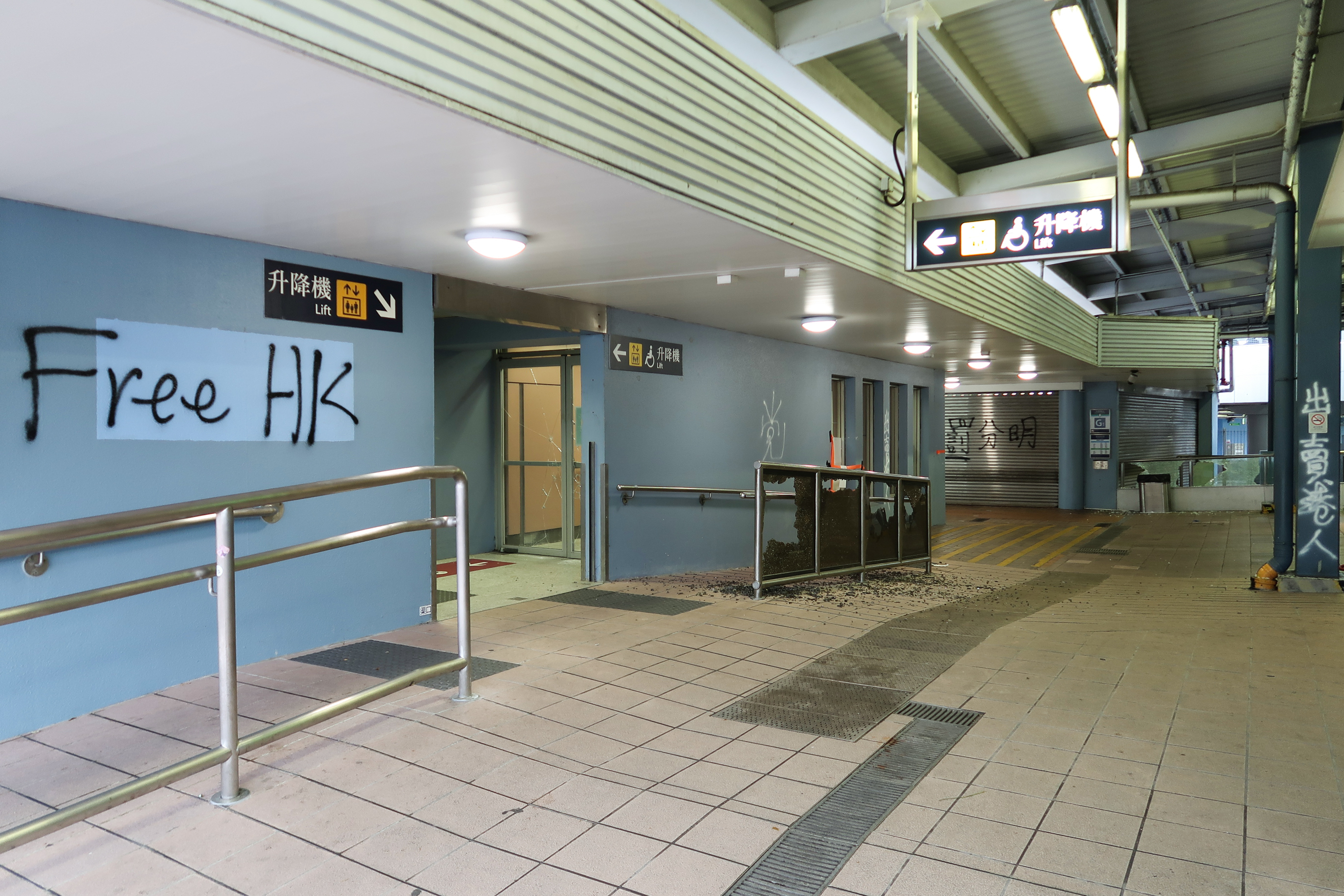
九龍塘站被人破壞
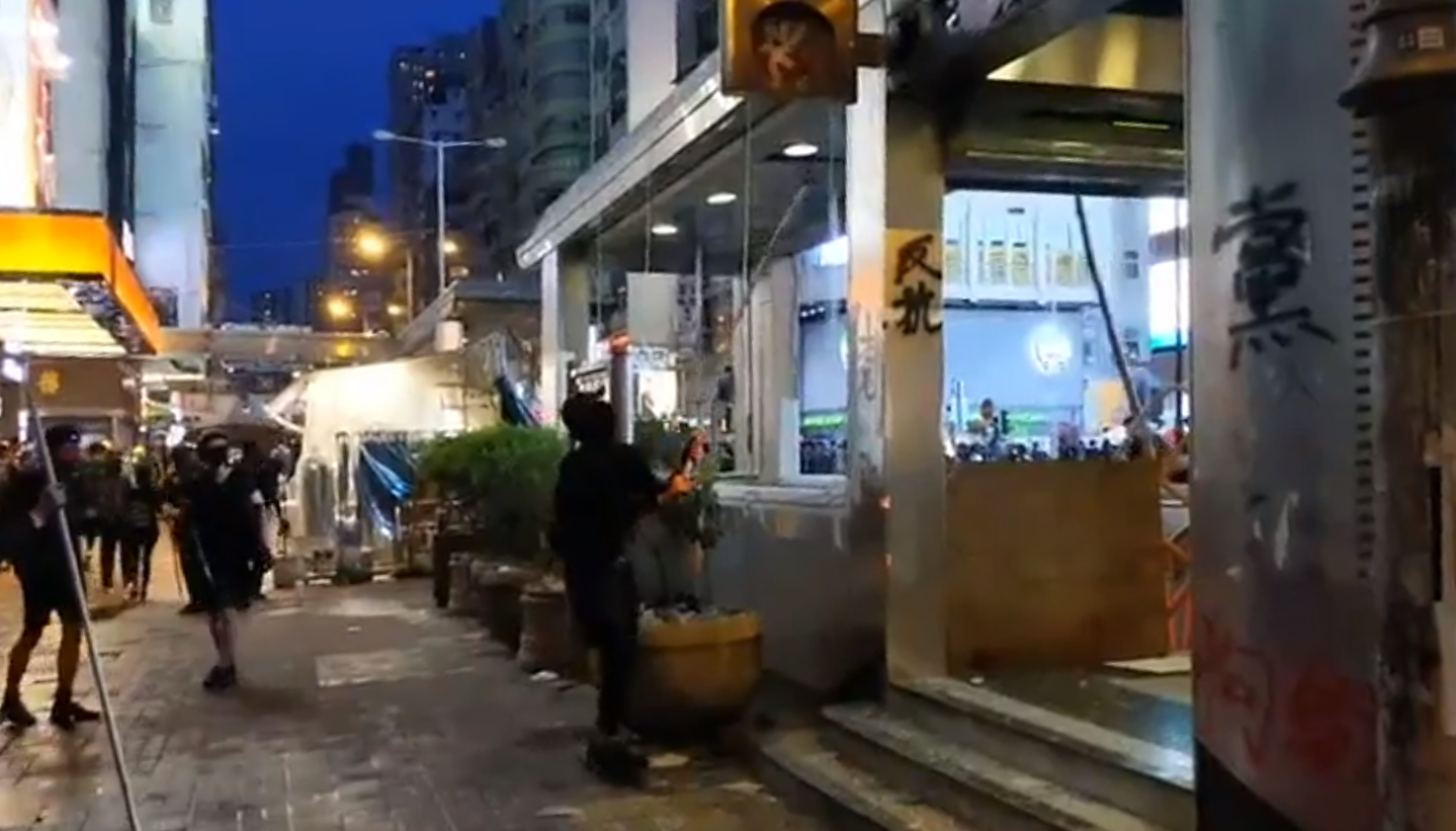
傍晚，旺角站出口被人破壞
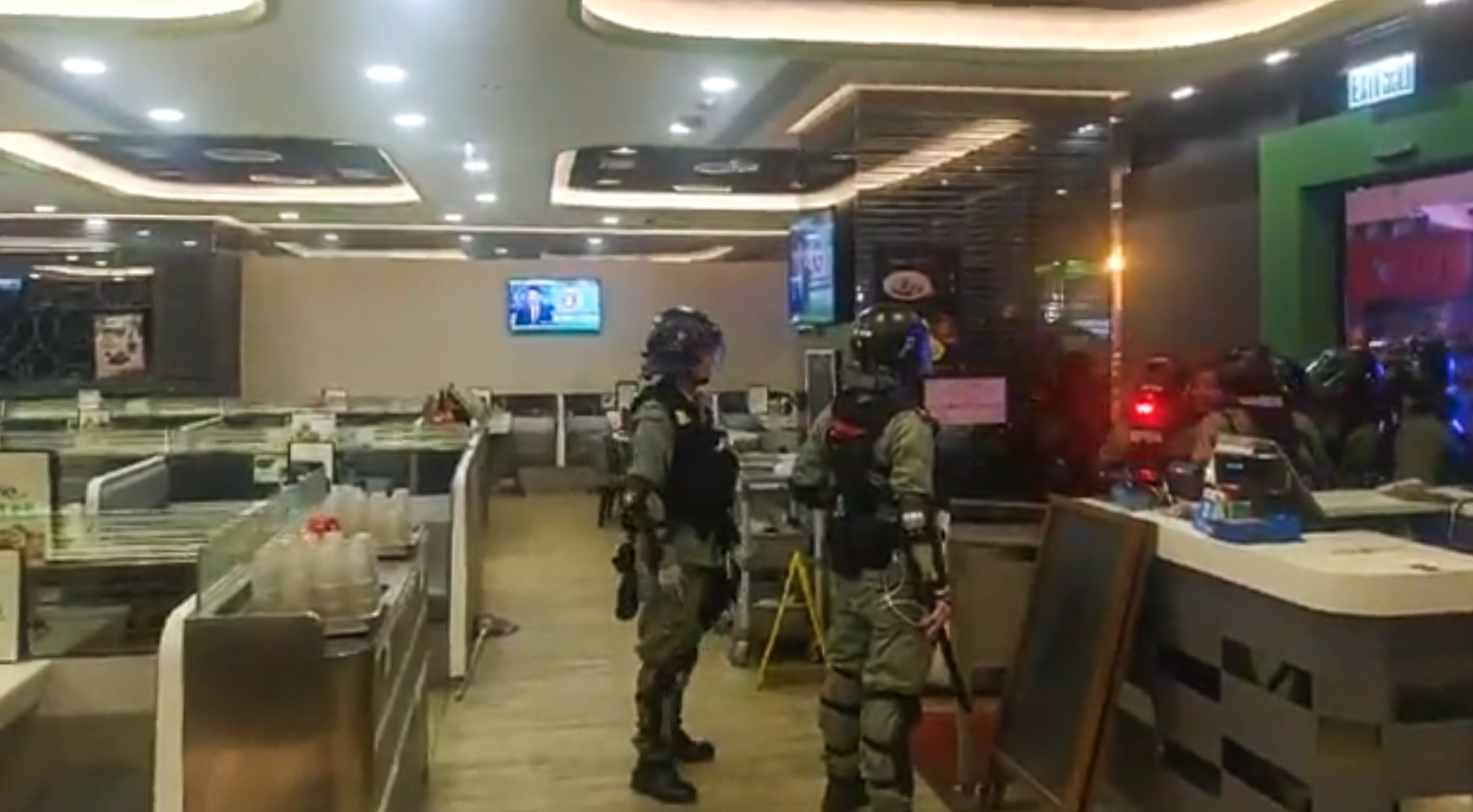
防暴警察晚上9時半後到長沙灣翠河餐廳搜查，並將中年漢帶走

#### 的士剷上行人路撞傷人事件
下午4時，一輛的士在深水埗突然撞向示威人群及衝上行人路，有多人受傷，其中一名女傷者情況嚴重，身上多處骨折，入院後昏迷。其後，有示威者包圍的士，並圍毆的士司機，該輛的士則遭到破壞。親建制的士司機從業員總會對示威者行為予以強烈譴責，並支持特區政府依法施政。守護香港大聯盟發起籌款，向鄭姓司機捐贈52萬，他亦拒絕向受傷女生道歉，稱自己毋須負上責任。立法會前議員許智峯在2020年亦提出私人檢控鄭國泉危險駕駛罪，不過律政司認為證據不足而撤銷檢控。
不過涉嫌撞人的士司機至今未有被捕。而被撞斷雙腳的女傷者仍未康復。反之早前拘捕一名32歲及20歲的男子，其中一人被控一項參與暴動罪、一項傷人罪及一項違反《禁止蒙面規例》罪。到同年11月4日，警方再拘捕一名25歲任職女教師的女子，涉嫌參與暴動、有意圖而傷人及違反《禁止蒙面規例》，現正被扣留調查。
到2022年5月10日，32歲男被告承認暴動及使用蒙面物品罪，法官李慶年批評民眾未掌握事件就對司機進行施襲，斥被告「令人咋舌」和「被暴力支配情緒，被激情駕馭理智」犯案，被判監禁3年。律政司就案件提出上訴，上訴庭法官彭偉昌、潘敏琦及彭寶琴聽畢陳詞後，即日裁定原審判刑屬明顯過輕，及或有原則上犯錯必須糾正，改判囚4年1個月。
而25歲次被告女子在2021年10月提訊時擬不認罪，其後缺席4月1日的審前覆核，到同年5月表示女被告過世，控方決定終止檢控。據悉她並非死於染疫或自殺。律政司沒有解釋沒有檢控涉嫌撞人的士司機，也沒有交代女被告何時過世，只用“沒有補充”回應。事件引起公眾揣測。同年5月18日，有消息指該女被告在3月12日晚上在土瓜灣一單位內聚會期間，因警方接獲跨家庭聚會及噪音投訴，警員上樓拍門調查期間，不排除攀爬至大廈外牆避查，意外失足墮斃。警方表示正調查一宗於發生在3月12日晚上於土瓜灣浙江街的死亡案件，完成調查後會向死因裁判法庭提交報告。

### 港鐵恢復部分服務
而港鐵也于6日早晨公布，恢复大部分路線的服务，惟仅有45個車站恢復服務，其余48個車站關閉，馬鞍山線和迪士尼線全线暫停服务。各恢复服务的路線列车运行间隔改为6分鐘一班，并提前至晚上9時收車。而機場快線也由首班車起不停靠博覽館站，下午1時起至尾班車則改為仅停靠香港站及機場站，沿途车站不停靠。同时，九龍站市區預辦登機手續亦暫停，香港站市區預辦登機手續正常服務。受4日示威活动影响，部分6日开行的广九直通车车次再次被取消。

#### 男生涉後巷縱火 判囚4年9個月
一名21歲樹仁大學新傳系學生被指於深水埗大埔道56號後巷投擲一個正在燃燒的玻璃樽，致地面著火焦黑。2021年10月29日經審訊後被裁定一項「罔顧生命是否會受到危害而縱火」罪成，判囚4年9個月。他不服定罪，早前向上訴庭申請上訴許可，到2023年2月17日遭上訴庭法官彭偉昌即日拒絕。判詞指案件唯一爭議是人物辨認，認為申請方提出的理據「牽強莫名」，原審已有堅實的基礎，當中包括多項證據和後巷沒有其他出路，裁定投擲汽油彈人士為申請人，此結論並非「枝節問題」所能動搖，駁回其上訴許可申請。

## 7日

### 彭定康批評禁蒙面法
前港督彭定康接受英國天空電視台訪問，批評特首訂立禁蒙面法，形容她是「瘋掉（crazy）」才於沒受壓下自行作出訂立禁蒙面法之決定。他亦當局派持實彈槍械的警員處理示威，做法荒謬，擔憂不久後會發生有人中槍死亡的事件。並認為現時香港情況至此，是特區政府及北京咎由自取。但他不寬恕和不樂見沒參與暴力示威的香港人為暴力升級找原因，也不希望見到香港警察現時的執法方式。
期後中華人民共和國外交部駐港特派公署發文，強烈譴責彭定康罔顧主流民意，完全漠視市民生命安全受到嚴重威脅，完全無視英國是《禁蒙面法》先行者的基本事實。並重申香港特區政府制訂《禁蒙面法》是合法、合理、合情的正義必要之舉。

### 教育局要求上報翌日戴口罩學生數目
中學校長會主席鄧振強指出，教育局要求全港中學，翌日11時之前通報戴口罩的學生數字，以及匯報有沒有學生叫口號和靜坐。他不認為教育局向學校施壓，並表示學校及教育局有需要了解學生情況，再提供支援。教協促請教育局停止此要求，認為教育局不應把這條極具爭議的條例帶入學校，且認為局方強行收集數字是完全無理的做法。

### 示威活動

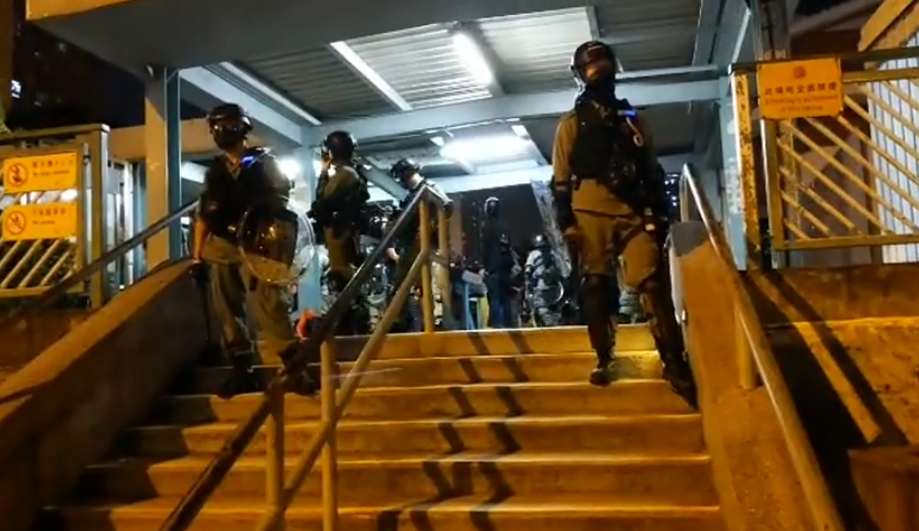
防暴警察在黃大仙廣場拘捕市民

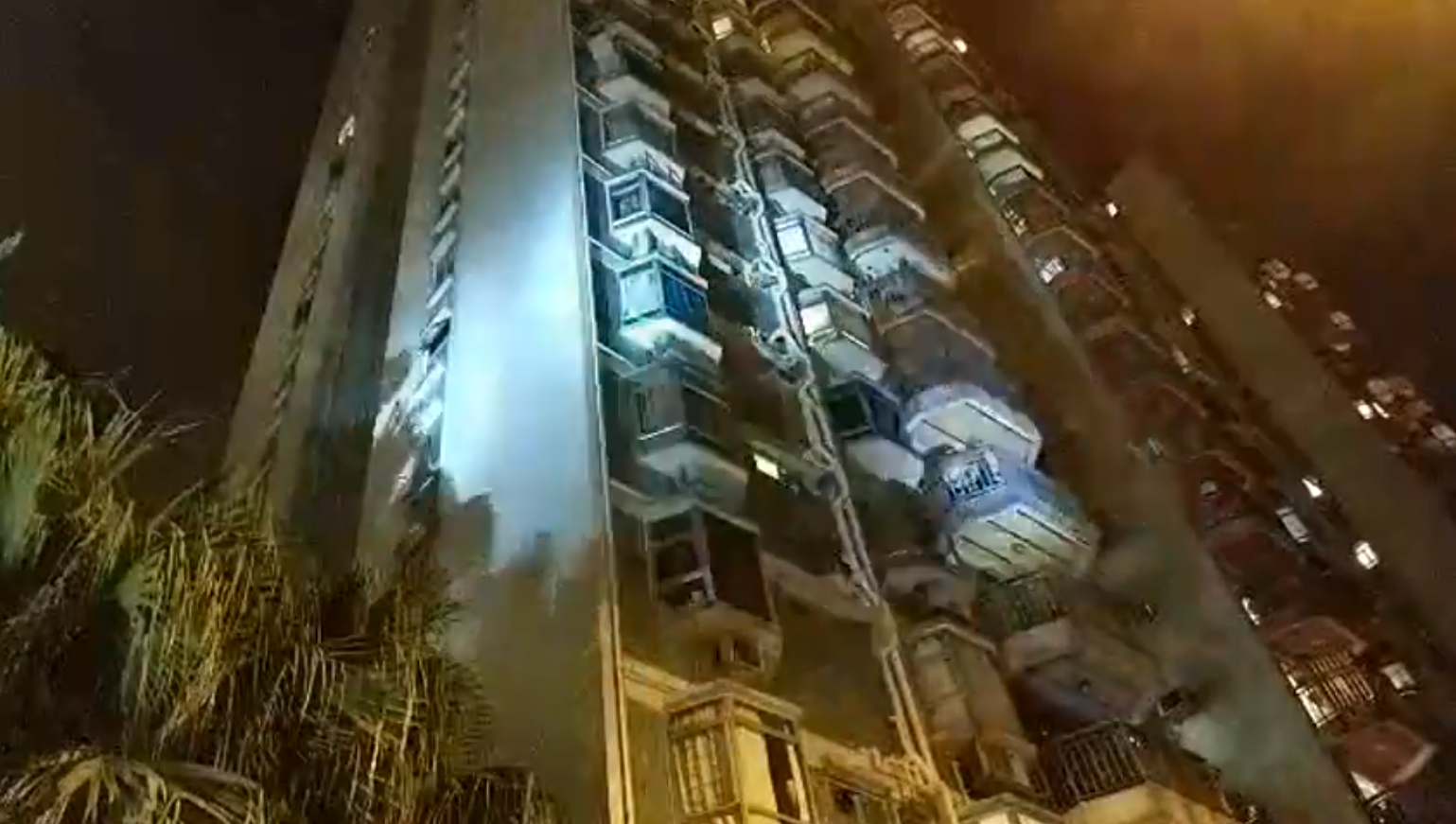
有人用射燈照向單位

該天於多區皆有示威活動，如旺角、將軍澳、屯門、元朗和馬鞍山等。有示威者聚集唱歌及遊行，但亦有人破壞港鐵站，築成路障，及破壞特定店鋪。而警方則截查及帶走市民，並發射多枚催淚彈及橡膠子彈驅散聚集的示威者。另有市民趁重陽節發起拜祭活動，過百人聚集於港鐵太子站外獻花拜祭，警方一度向聚集者噴灑藍色水劑，且發射多枚催淚彈及橡膠子彈驅散，有記者被藍色水劑濺中及感到痛楚。晚上9時38分，防暴警察在沙田第一城屋苑範圍外戒備，指在屋苑範圍有人非法集結，其後離開。

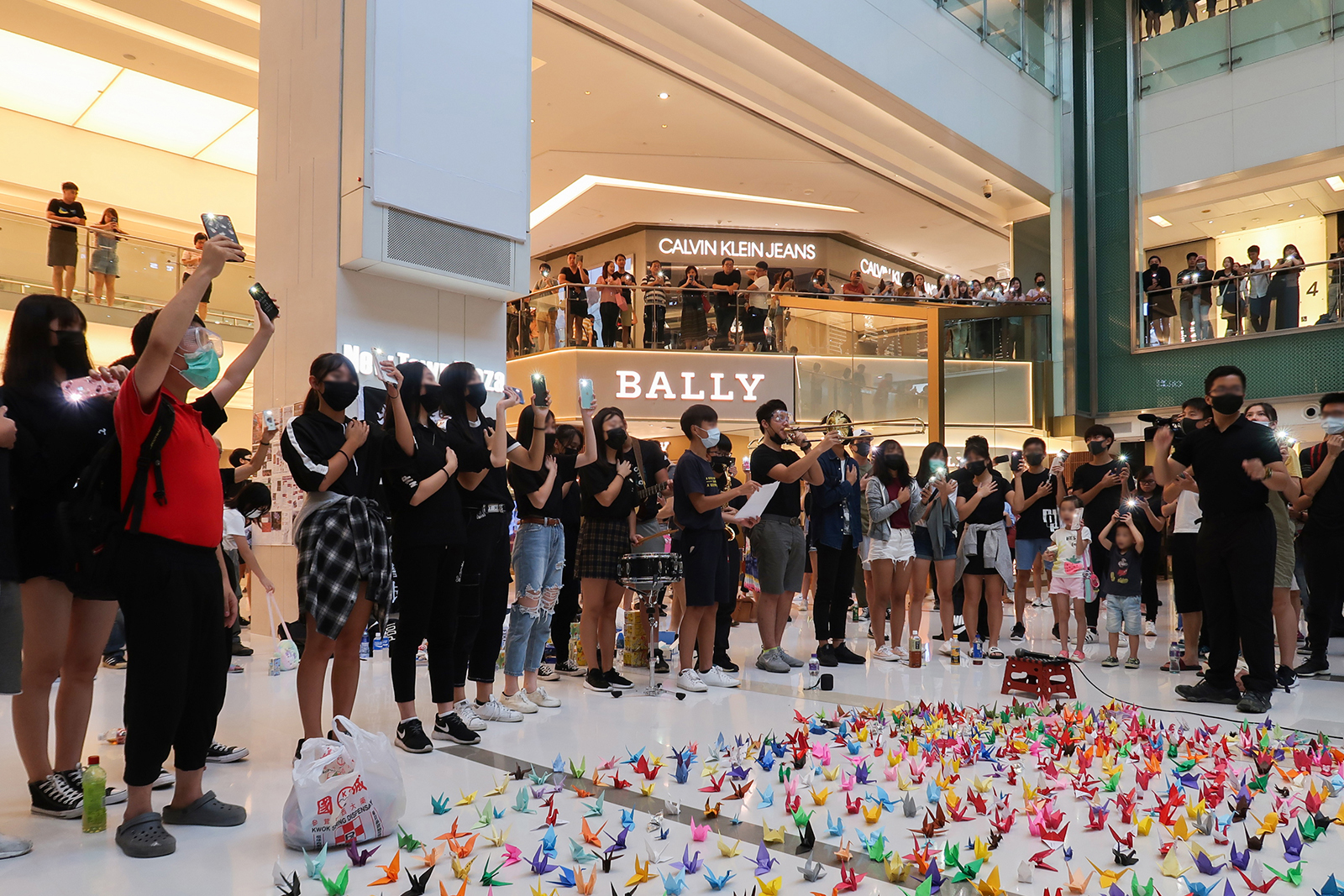
沙田新城市廣場聚集唱歌活動
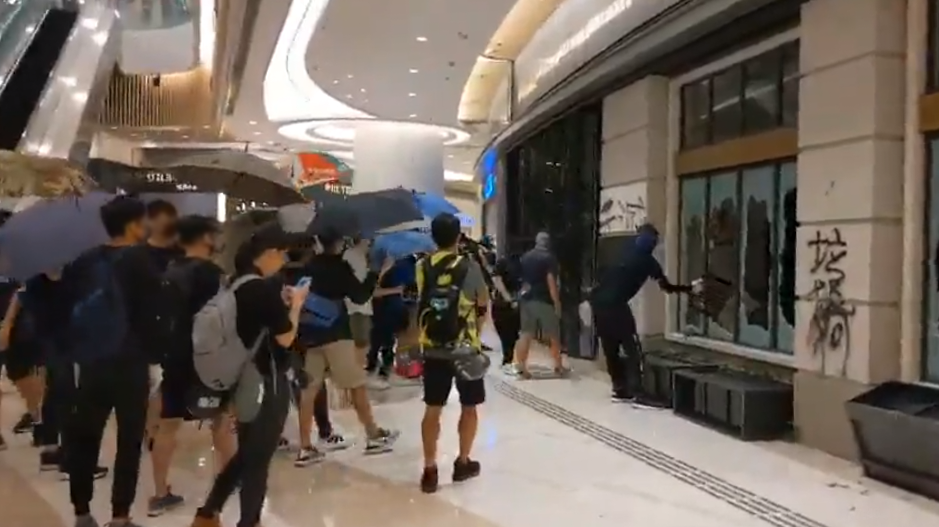
將軍澳PopCorn商場有市民於廣場位置叫喊口號、唱《願榮光歸香港》，後來有示威者破壞屬於美心集團旗下的食肆SimplyLife
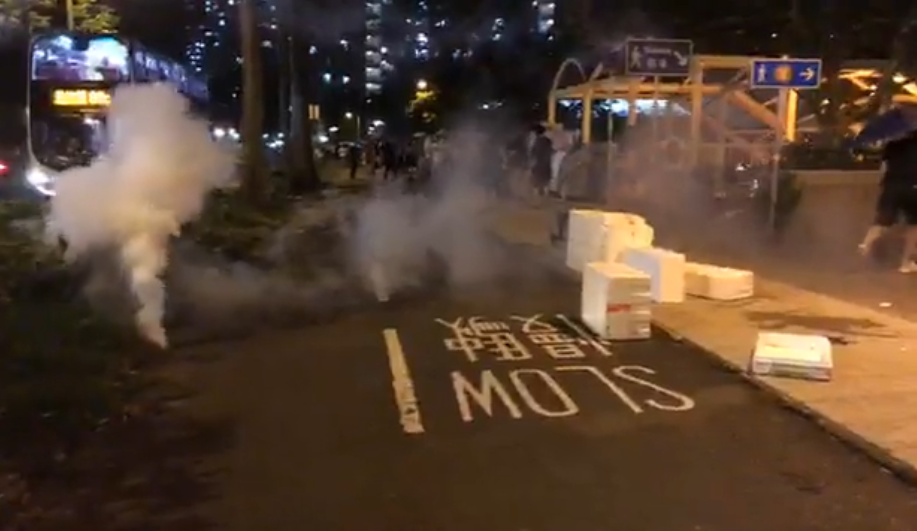
晚上，防暴警在馬鞍山警署外的單車徑發射催淚彈
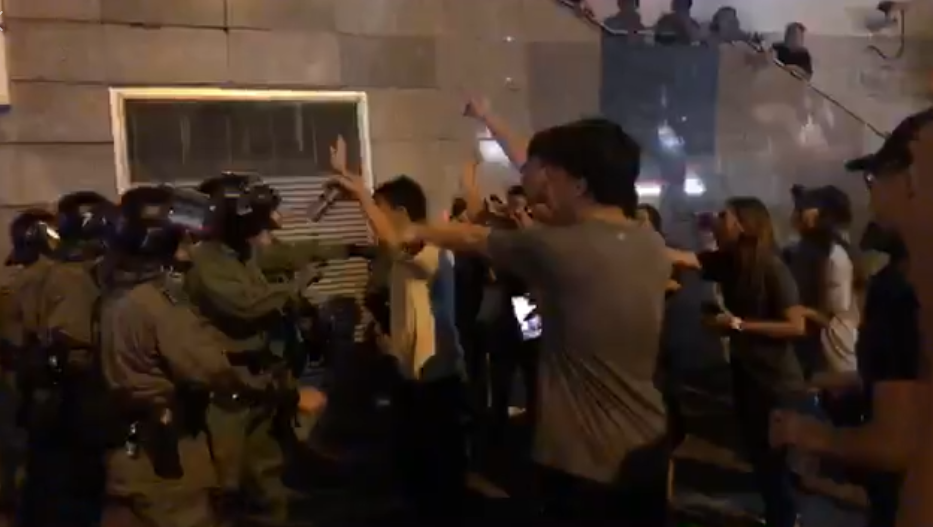
防暴警察到黃埔花園，引起居民不滿

#### 警方闖入私人地方

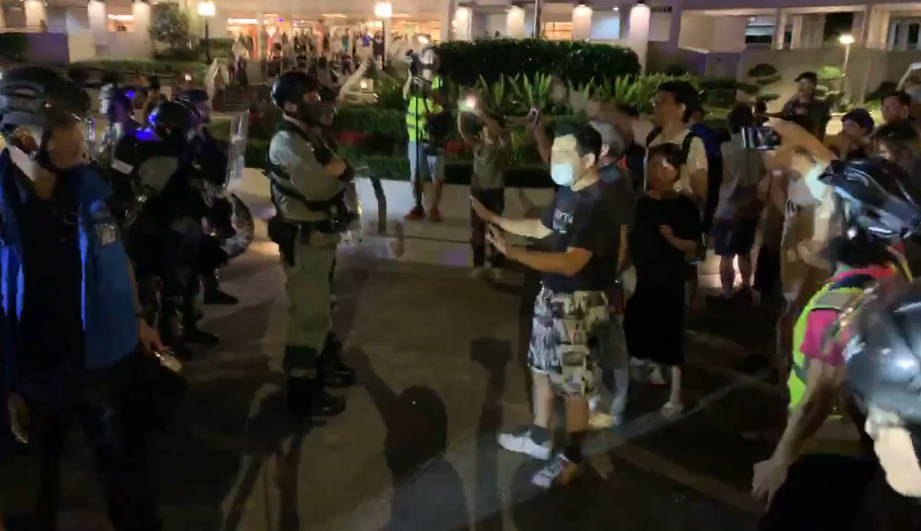
警方進入康怡花園住宅平台拘捕3人，引起街坊不滿

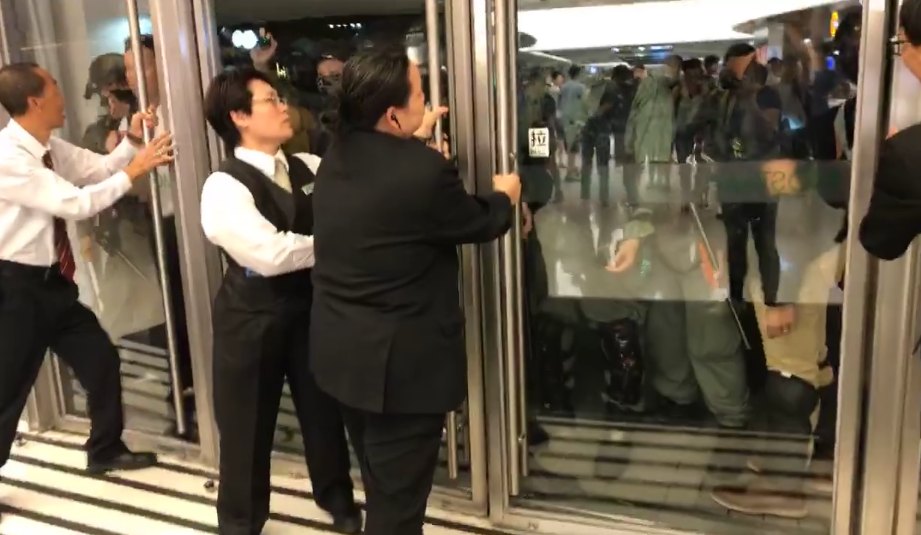
四名新港城中心保安嘗試擋住大門阻止防暴警察進入商場，但最後被警察硬闖

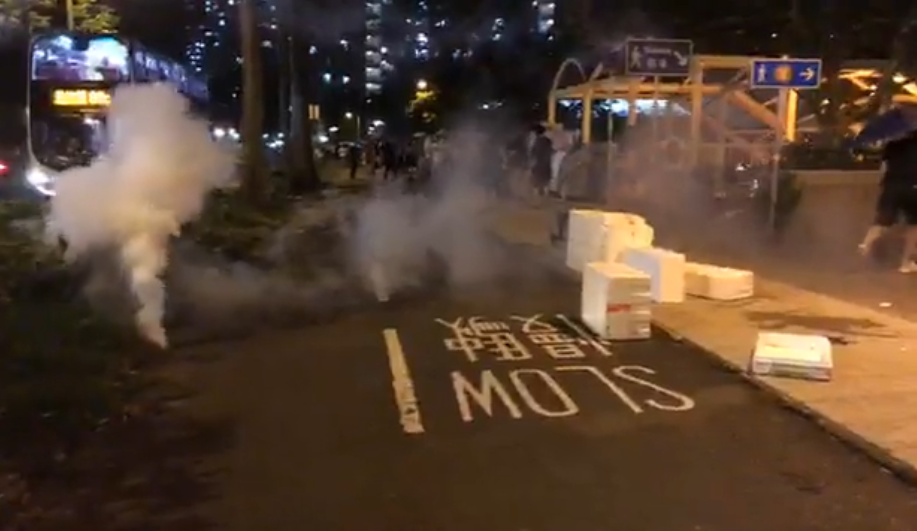
晚上11時許，警員在馬鞍山警署對出發射多枚催淚彈

在晩上，有防暴警察指因有人破壞商場，而於馬鞍山新港城中心外硬闖商場採取行動，期間有四名商場保安嘗試擋住大門阻止，但防暴警察仍猛推撞開大門及強行闖入商場，並制服一名男子，期間推跌在場採訪及身穿記者反光衣的立場新聞記者，強壓在地，又撥走記者眼鏡及拉走電話的充電線，其後有一名防暴警員將記者扶起。
事後大批市民和示威者在馬鞍山警署附近聚集，以鐳射燈照向警署，要求放人。晚上約10時40分，警署內的警員舉起黑旗和以強光照向人群。到11時許，在警署對出發射多枚催淚彈。
另外，有目擊者指防暴警察進入兆康苑，康怡花園住宅平台和黃埔花園進行拘捕，引起街坊不滿指罵警員。其中康怡花園有3人被拘捕。

#### 高空擲物擊中記者及警察
一名《熱血時報》記者於旺角彌敦道振宜大廈對開採訪期間，突然有多個玻璃樽從高處擲下，而該名記者被其中一個擊中，頭部受傷流血，其後送院治理。有示威者事後進入大廈，尋找擲物者。同時，警方在將軍澳唐德街一帶驅散期間，有一名戴頭盔之警員被高處墮下的黃色單車擊中頭部，頓時掌聲如雷，他的頭部及頸部受傷，送院治理。

#### 總督察拔出佩槍

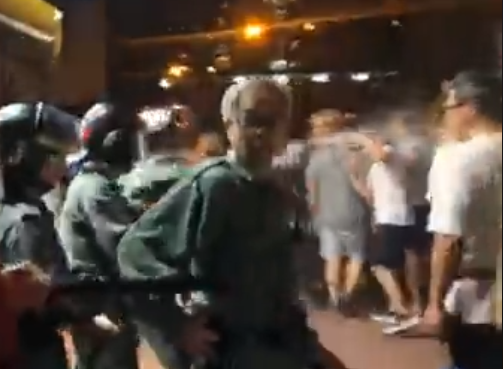
防暴警察在港鐵黃埔站外向在場的市民及記者施放胡椒噴劑

防暴警察在港鐵黃埔站外與途人爭執時，人群中一名紅衣男子站在一名總督察面前，無任何動作或開口指罵情況下被推開，總督察一度拔出佩槍，其後放回槍袋。其他警員則向在場的市民及記者，施放胡椒噴劑。

#### 警員疑曾進入產房看守被捕孕婦
警方於屯門拘捕多名示威者，其中包括一名孕婦，被捕後送到屯門醫院產前病房扣查。網傳有警員闖入產房看守被捕孕婦，引起醫護及網民不滿。據香港01報導，最初有有兩名男警看守，後有孕婦向醫護人員投诉，則改由兩名女警看守女事主。而數天後，警方澄清，指男警並無進入產前病房，只留在房間外的地方。同時，屯門醫院亦澄清，該名孕婦在產房內的獨立檢查間內接受檢查，其間並沒有醫護人員以外的人在場。

#### 涉毁兆康站案 5人被控暴動罪成
2020年12月10日，警方就屯門輕鐵兆康站被破壞案件再拘捕5人，涉嫌「暴動」、「暴動時使用蒙面物品」及「管有物品意圖損壞及破壞財產」，年紀最小只有15歲。屯門警區刑事部總督察武少禧指出，當日有100人參與暴動，不排除會有更多人被捕。案件在2022年11月14日在區域法院開審，其中2人於開審前承認暴動罪，「管有物品意圖損壞財產」罪則獲存檔法庭。案情指當晚逾百人破壞兆康站內的設施，港鐵總維修費用逾800萬元。有認罪被告於案發時手持鐵棍，警誡下承認破壞西鐵站，對此道歉和表示後悔。控方指，本案雖然沒證據能辨認兩人曾作出破壞社會安寧的行為，但兩人的裝束、裝備、以及被捕位置等，可見他們事發時身處暴動現場並參與暴動。兩名認罪被告須還押，另外3人准繼續保釋。到12月14日判刑當日，法官李慶年判刑時指5名被告懷着改變社會的理念，但以違法方式表達，「害人害己」，指當日參與暴動人數最高鋒時達280人，有人持長棍等「有備而來」，嚴重影響市民使用交通工具，維修費達800多萬元。而3人當時在暴動核心範圍附近，「不可能是路經此地」，又指當時沒有疫情及口罩令，被告佩戴口罩或面巾，明顯是逃避偵查。最後判處4人監禁31.5個月至42個月，14歲女生則被判入教導所。

#### 學生以電筒照向警員案
一名17歲男學生被指在黃大仙新光中心外以電筒照向警員，早前被裁定非法集結罪成，判處勞教中心，他不服定罪提上訴。到2022年8月，高院法官張慧玲及後裁定男生上訴得直，指即使他曾用電筒照警員，可能只是貪玩，是他「獨斷獨行」，未能證明他與其他人夥同行事，裁定所有罪名不成立。律政司不服上訴結果，2023年2月20日向終審法院申請上訴許可。終院署理首席法官霍兆剛、常任法官林文瀚及非常任法官陳兆愷聽畢雙方陳詞，考慮「盧建民案」及「蔡健瑜非法集結案」後，認為本案有合理可辯之處，可能涉及重大實質不公，故批出上訴許可，案件排期於6月23日聆訊。終院5名法官聽畢雙方陳詞，擇日頒下判詞。
律政司一方認為，男生不可能不知道他人的行為，而且他不只一次用電筒照向警方，明顯是有意為之，他亦沒有出庭作供，故法官沒有基礎作出其他推論。男生一方則強調，法官已正確考慮證據才作出無罪裁決，又質疑律政司把非法集結的時間局限於，男生作出涉案行為的一至兩分鐘，但男生在場的其他時間只是在做「自己嘢」，與其他人無關，並無夥同他人犯案。到2023年7月25日，終院5名法官頒下判詞，指出原審裁判官及高院法官採取過於狹隘方式，處理現場 4 人在梯級以鐳射筆和電筒照射警方的行為，忽略現場環境。而當時男生意識到身旁人士以電筒及鐳射筆照射警方，又從當中一人手上接過電筒，與其他人一同照射警方，已可作出不可抗拒推論，裁定律政司上訴得直，回復男生的定罪裁決及刑罰，他須即時服刑。

## 8日

### 電競選手遭「爐石戰記」取消資格獎金
遊戲《爐石戰記》於10月1日舉行亞太區大師職業賽，香港選手Blitzchung「聰哥」於賽後兩位主播旁述的訪問中，戴著防毒面罩高呼「光復香港，時代革命」。10月8日，爐石戰記遊戲商暴雪娛樂指他違反比賽官方賽事規章，將取消其賽事資格及獎金，以及禁止他未來12個月參與相關賽事之資格，而大會也中止與兩位主播旁述的合作。有玩家在社交媒体和论坛上发帖以表达不满，一些政界人士也认为这是“中国在世界范围内严厉打压言论又一令人不安的迹象”。10月12日，暴雪娱乐就此回应“处罚流程有不足之处，回应太过急促”，同时指出Blitzchung在比赛过程中并没有逾矩，决定减轻对该选手的处罚，将向其重新发放早前没收的奖金，并将禁赛期由一年缩短至半年，而该选手可决定是否继续与暴雪合作。至于当日的賽事評論員处罚，则由原本的永久封杀，改为半年内禁止合作。
另外，在10月8日举行的《爐石戰記》美國大學生聯賽期间，代表美利坚大学隊比赛的选手手举「自由香港，抵制暴雪（Free Hong Kong，Boycott BLIZZ）」标语，以反对暴雪对選手Blitzchung「聰哥」作出的处罚决定，导致直播被暂停，未能显示比賽結果。10月15日，暴雪向美利坚大学發出處罰通知信，指三名選手凯西·钱伯斯、科温·达克及托林·赖特（参赛时均为19岁）違反官方比賽規章的「運動與專業精神」，决定禁赛六个月。

### 浸大學生遊行
於下午3時，約200名香港浸會大學學生由賽馬會廣場遊行至逸夫行政樓，沿途高叫「浸大保安 可恥」、「錢大康 出來」等口號，有物業處代表和保安公司代表在場接洽學生。期間，有學生嘗試往大學保安控制室和物業處，要求當日的涉事職員作出交代和道歉，並要求進一步對話。而此行動於下午5時結束。

### 央視宣布停播NBA中國賽
較早前，美國NBA侯斯頓火箭隊總經理莫利於Twitter上傳支持香港的標語之圖片，表態支持香港示威，遭到內地官媒及網民批評。NBA總裁阿當施華則於日前表示，支持莫利行使言論自由。中國內地中央電視台就因此事，宣布暫停轉播NBA 季前賽（中國賽）及排查涉及NBA的一切合作交流。而中國職籃表示堅定不移地擁護並執行中國籃協的決定，並取消了原定NBA發展聯盟的比賽。並且要求一切與NBA合作的中國企業停止合作。

### 上水站出現臥底警察假扮蒙面示威者
網上有流傳片段拍攝到有蒙面的便衣警員於上水站關閉後，於鐵閘內遊走，又以強光電筒照向拍攝者，並一度舉起胡椒噴劑，而片段中可見閘內不止一名蒙面人。警方其後稱曾派便衣警員到站內執行任務，但未有回應涉事蒙面人是否警員，且強調所有警員絕不會進行任何違法行為。

### 《人民日報》警告蘋果公司
2019年10月8日，《人民日報》刊登一篇題為「為暴徒『護航』，蘋果公司想清楚了嗎？」的文章，批評蘋果公司容許一款名為「HKmap.live」的應用程式上架，協助示威者逃避警方的追捕。该评论还指出，香港区苹果iTunes Store还上架了一首支持香港独立的歌曲，认为“苹果公司的连串行动让人莫名其妙，让人不得不遐想其行事的内在逻辑”。有观察人士认为，这一评论也预示着北京对苹果公司的看法发生了变化。10月9日，苹果公司宣布“HKmap.live”应用程序下架。

### 警察重推網上報案熱線
10月8日，香港警方推出「反暴力報料熱線」更新版，新增一個非緊急熱線號碼+852 5333 3103，市民可通过LINE、微信、短信提交相關情報，也可通过警方專設電郵報料。

### 再有人入稟司法覆核
葉慶祥和梁國雄兩人分別入稟申請司法覆核。葉慶祥認為林鄭月娥濫用職權，要求法庭嚴重譴責林鄭月娥和頒令禁蒙面法違憲及無效。梁國雄則認為若政府引用緊急法訂立其他法例，會剝削香港人的基本權利，因此要求法庭宣布緊急法及禁蒙面法均屬違憲和無效。

### 荃灣姚連生中學被包圍

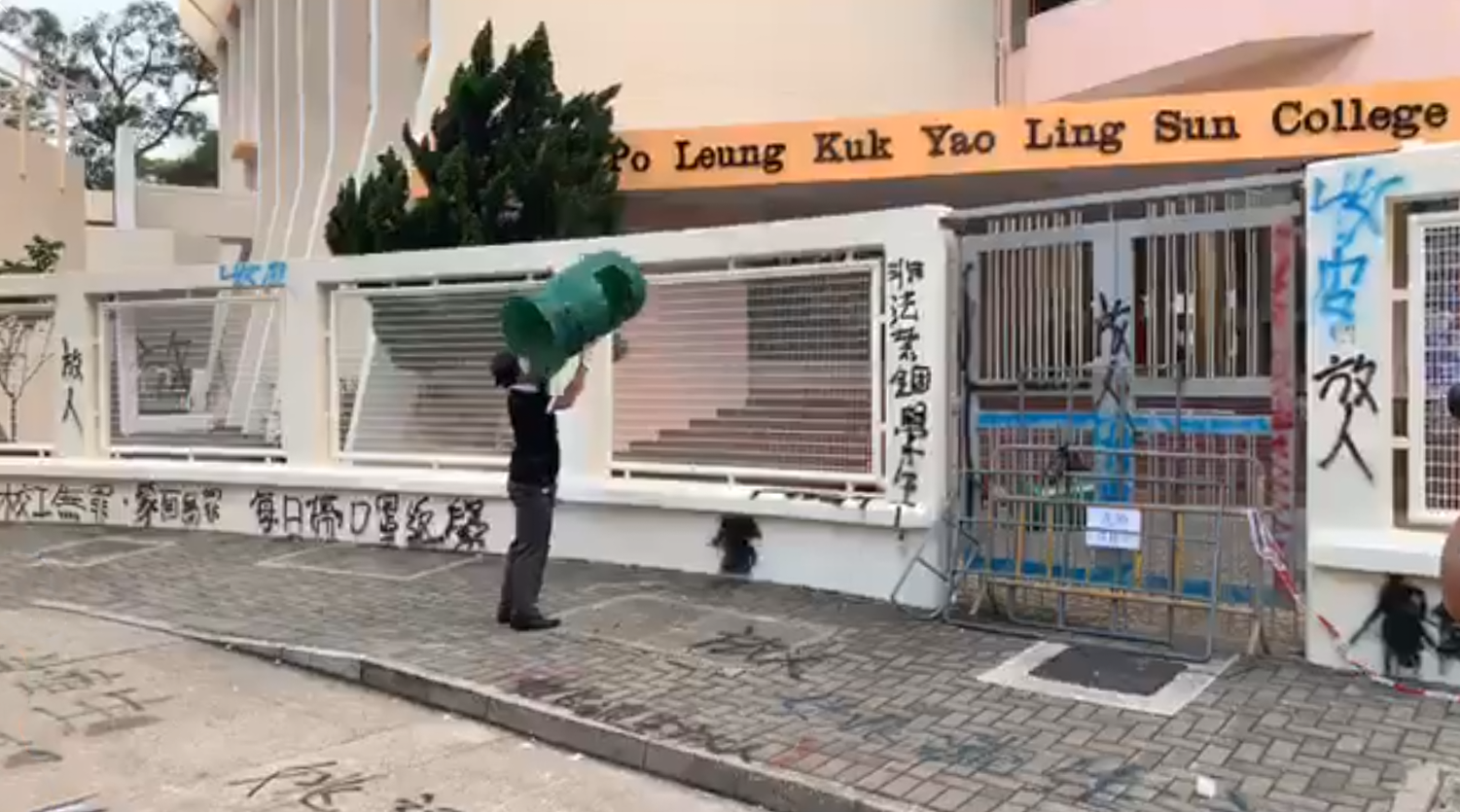
中學出入口被噴上「非法禁錮學生」等字句，並用雜物設置路障

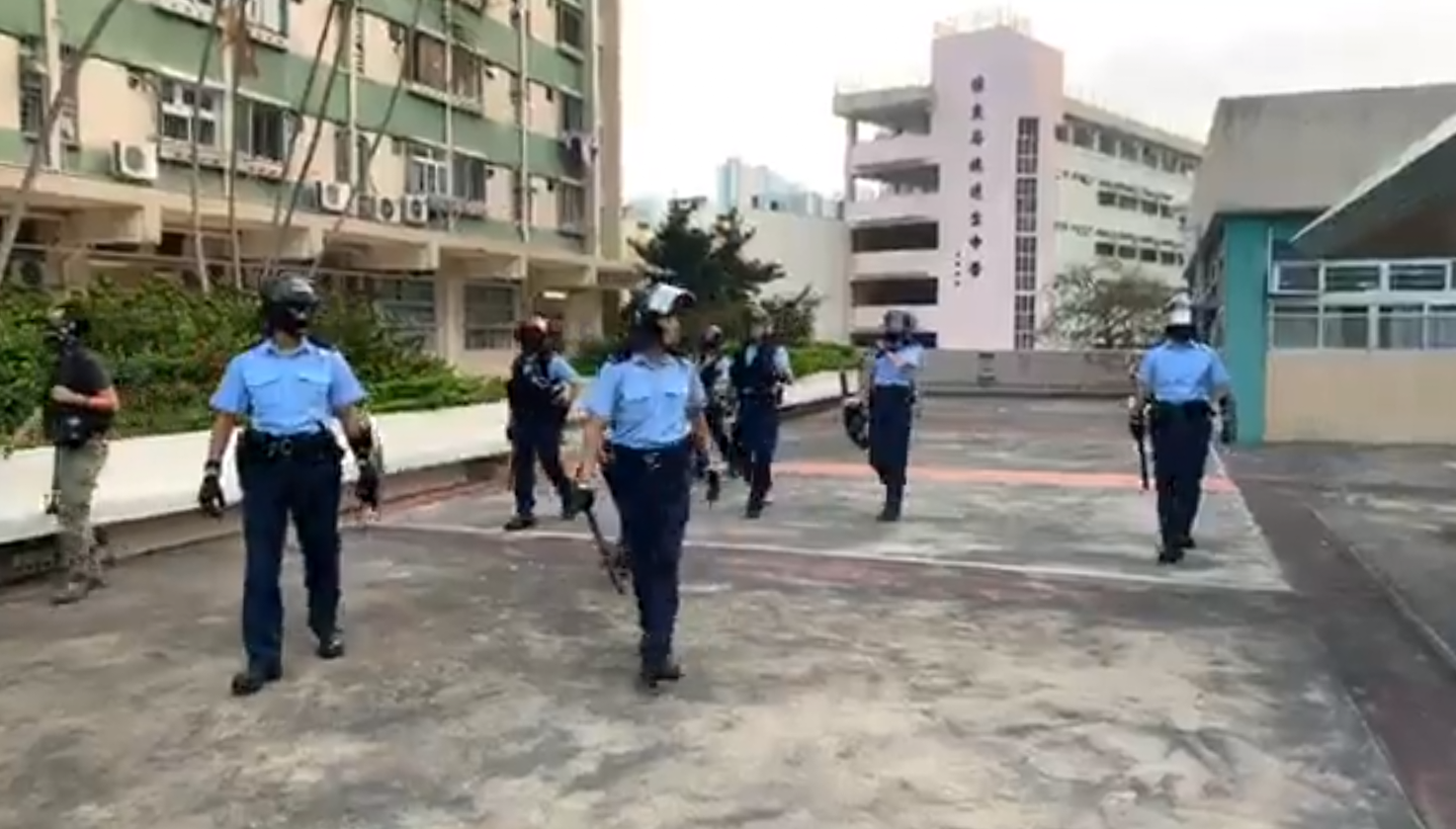
下午5時，警員趕到石圍角邨平台

保良局姚連生中學被傳指有學生因政見問題，被兩名學生毆打。而該校早前被噴上不同字句及被教職員以膠袋遮蓋，但有學生放學後將膠袋扯走，隨後被教職員帶入學校，被校友及學生質疑是「禁錮學生」。故此，下午約4時有逾50人在校外「接放學」，要求校方交代。校方曾與部分人在校內對話，但校友及學生不滿意其對話內容及做法，要求校方在校外及傳媒面前對話，但校方不答允，校友及學生之後集體離場。其後有人向學校掟雞蛋、垃圾桶、並焚燒學校通告等，亦拆開欄杆放到校門，令教職員及校工無法離開。警方下午5時許到場驅散，而警員其後在場截查學生，沒有人士被捕。

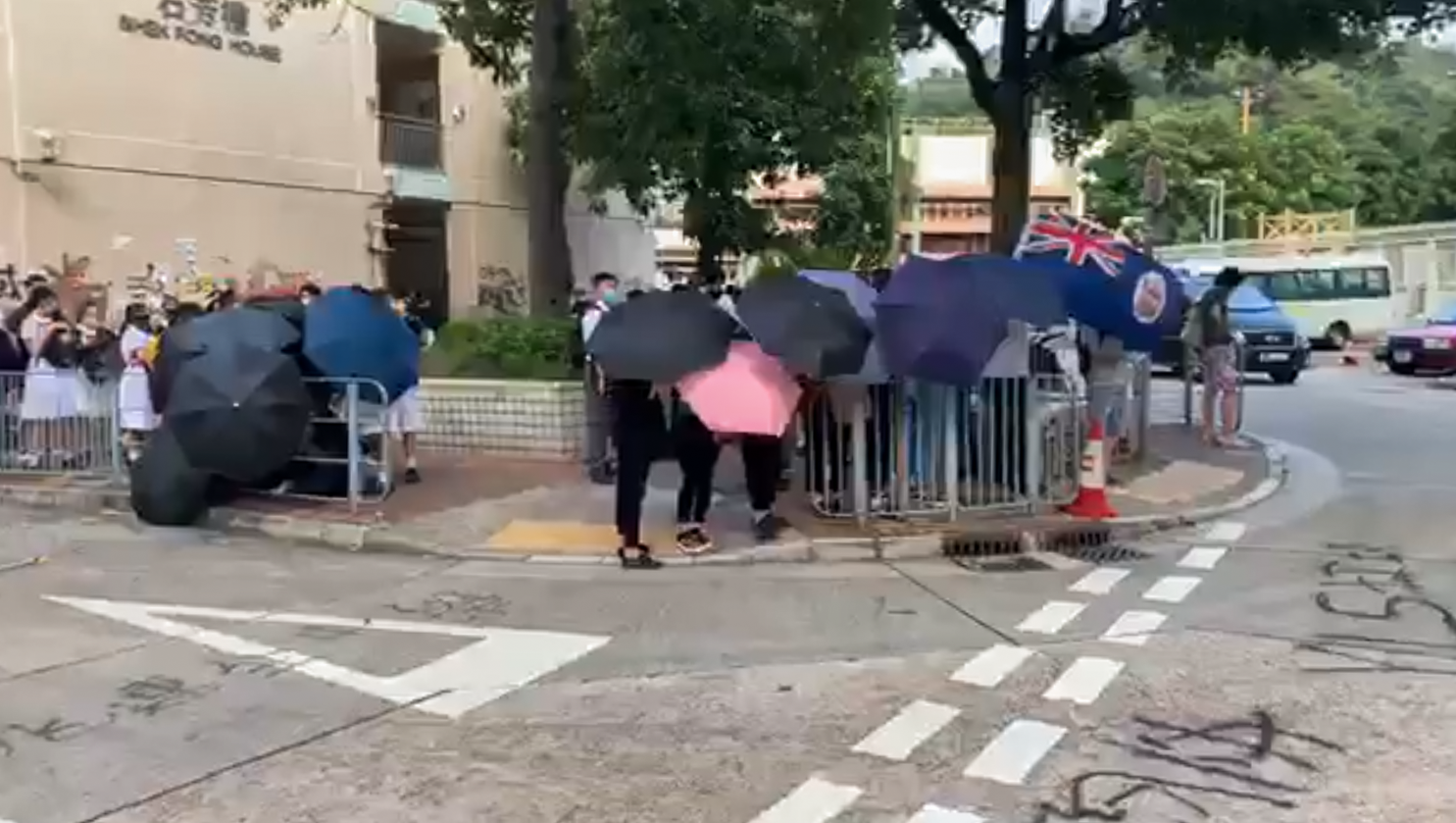
學生在學校外舉起雨傘陣，有人舉起港英旗
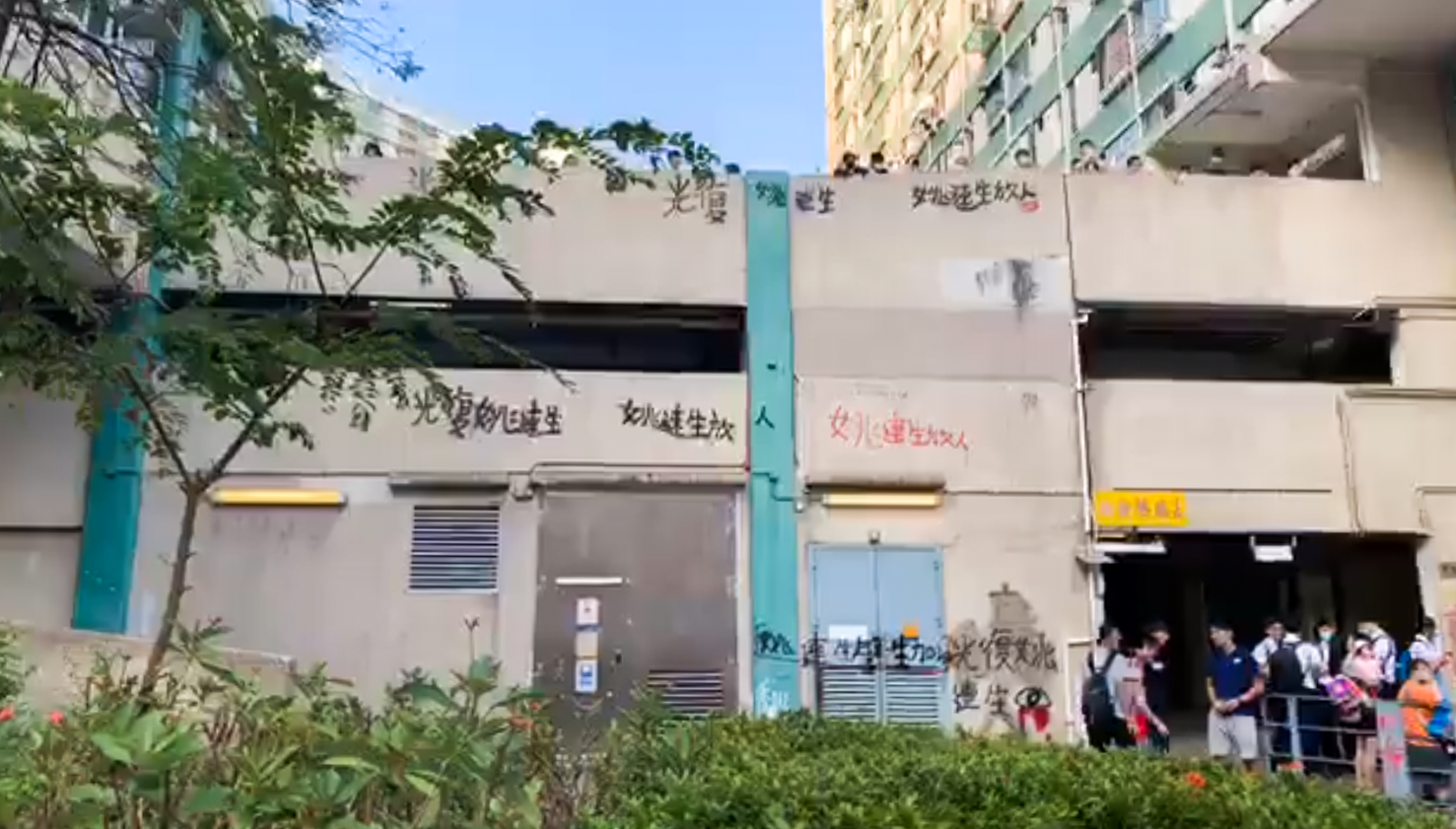
石圍角邨停車場外牆被噴上「光復姚連生」和「姚連生放人」字句
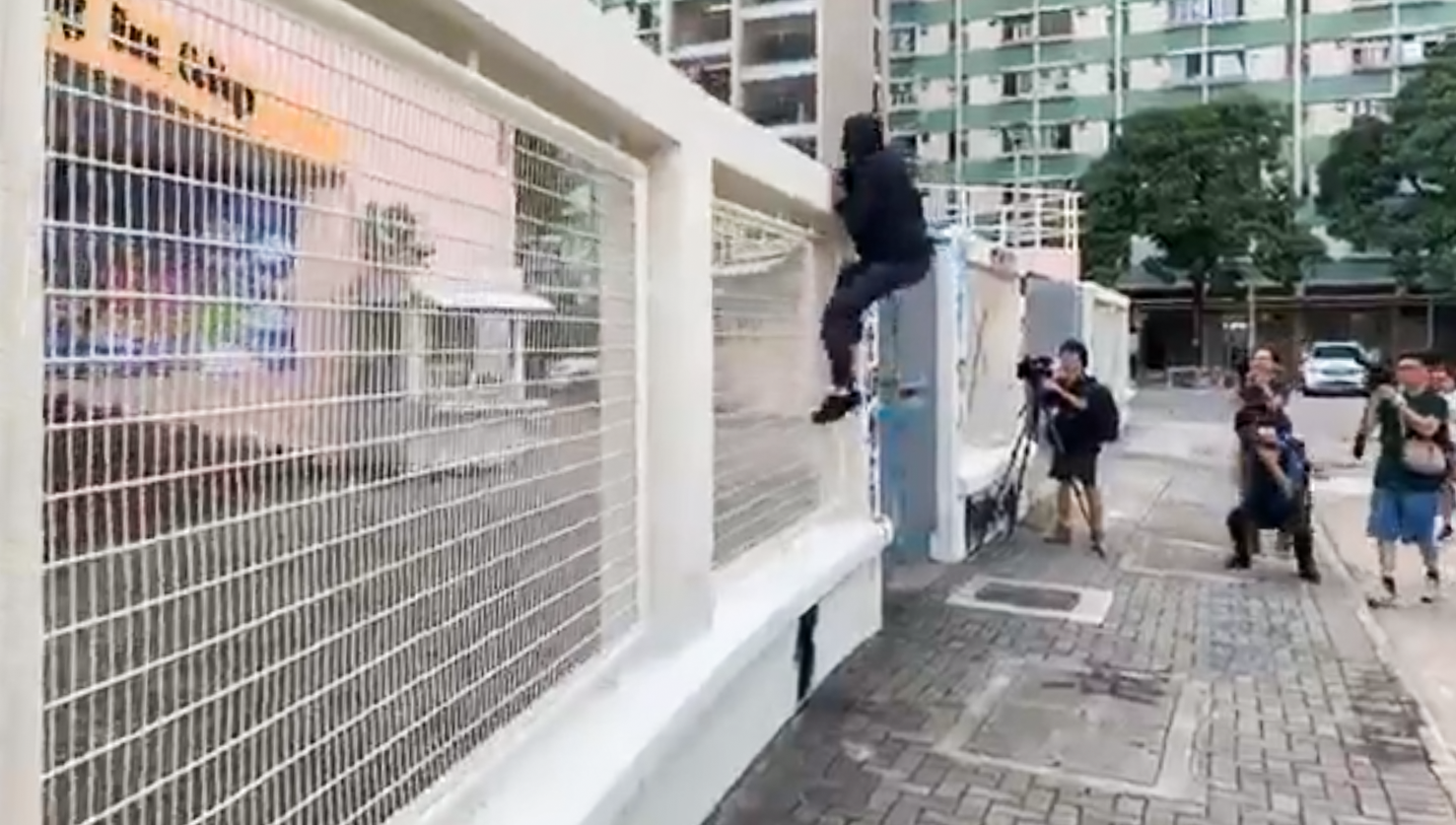
有學生爬入校園
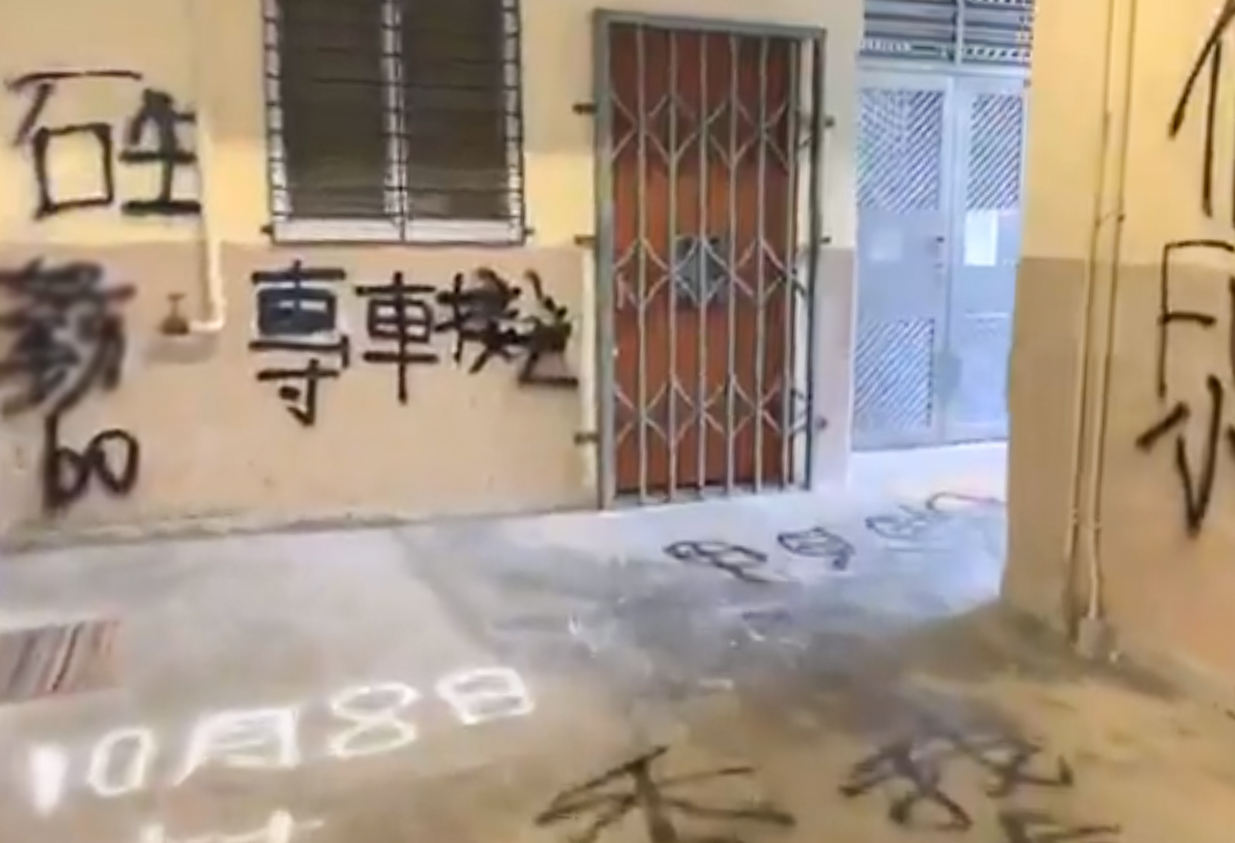
石圍角邨通道寫上了不少塗鴉
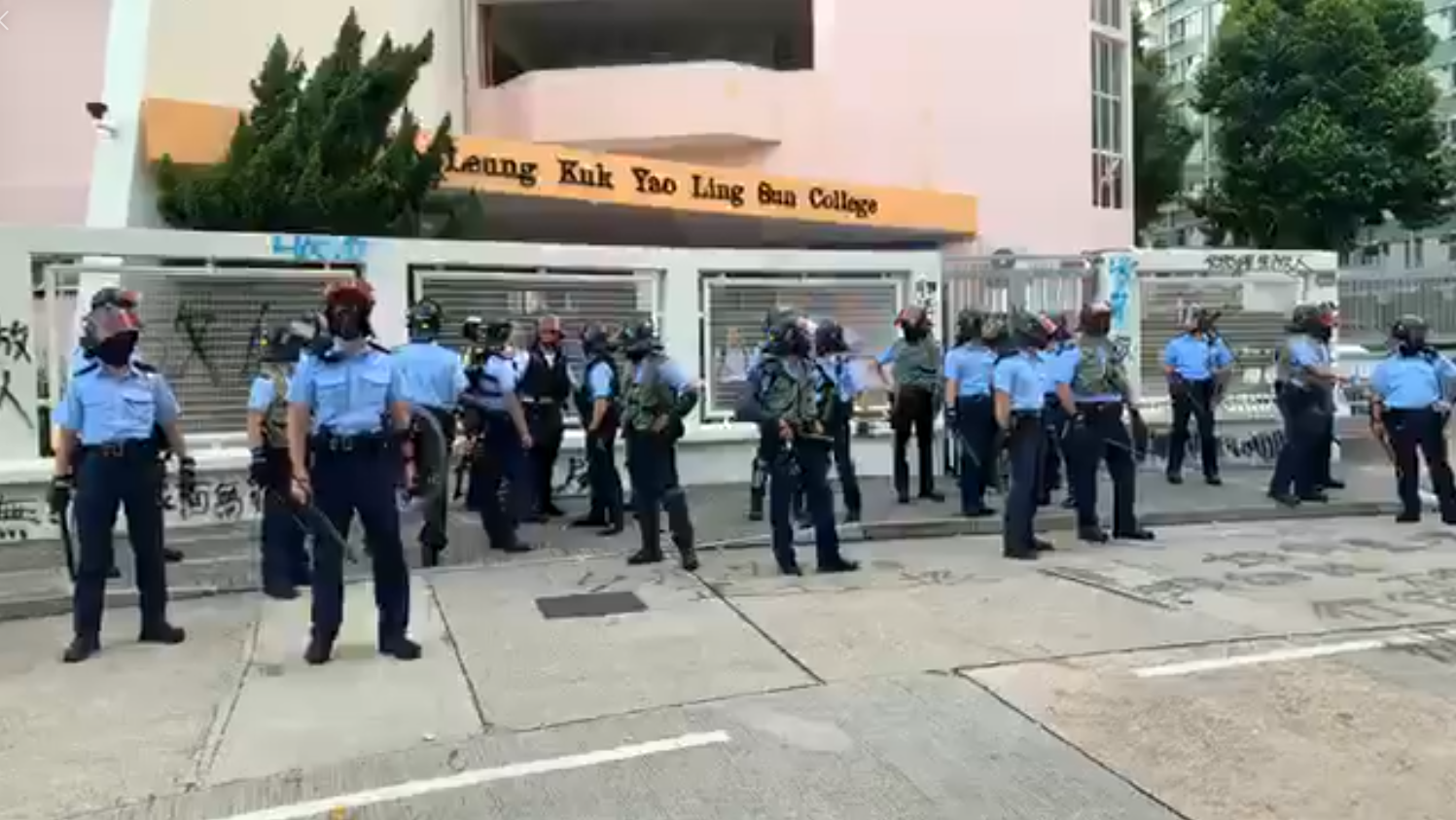
警員到學校門前戒備

### 抗議警方強扯記者面罩
於之前的示威中，在施放催淚彈期間，有記者被警員要求立即除下防毒面罩，以及被強行扯脫面罩。而當天記者會上，有現場記者集體戴上防毒面罩，抗議警方在執勤時扯甩記者面罩等行為。警方則承認記者符合法例的豁免條款，但表示由於條例實施時間短，需要時間適應及磨合。同日，記協去信政府要求確認記者採訪期間獲豁免，以及確認前線警員已收到清晰指令，不能要求正在採訪的記者除去面罩。

## 9日

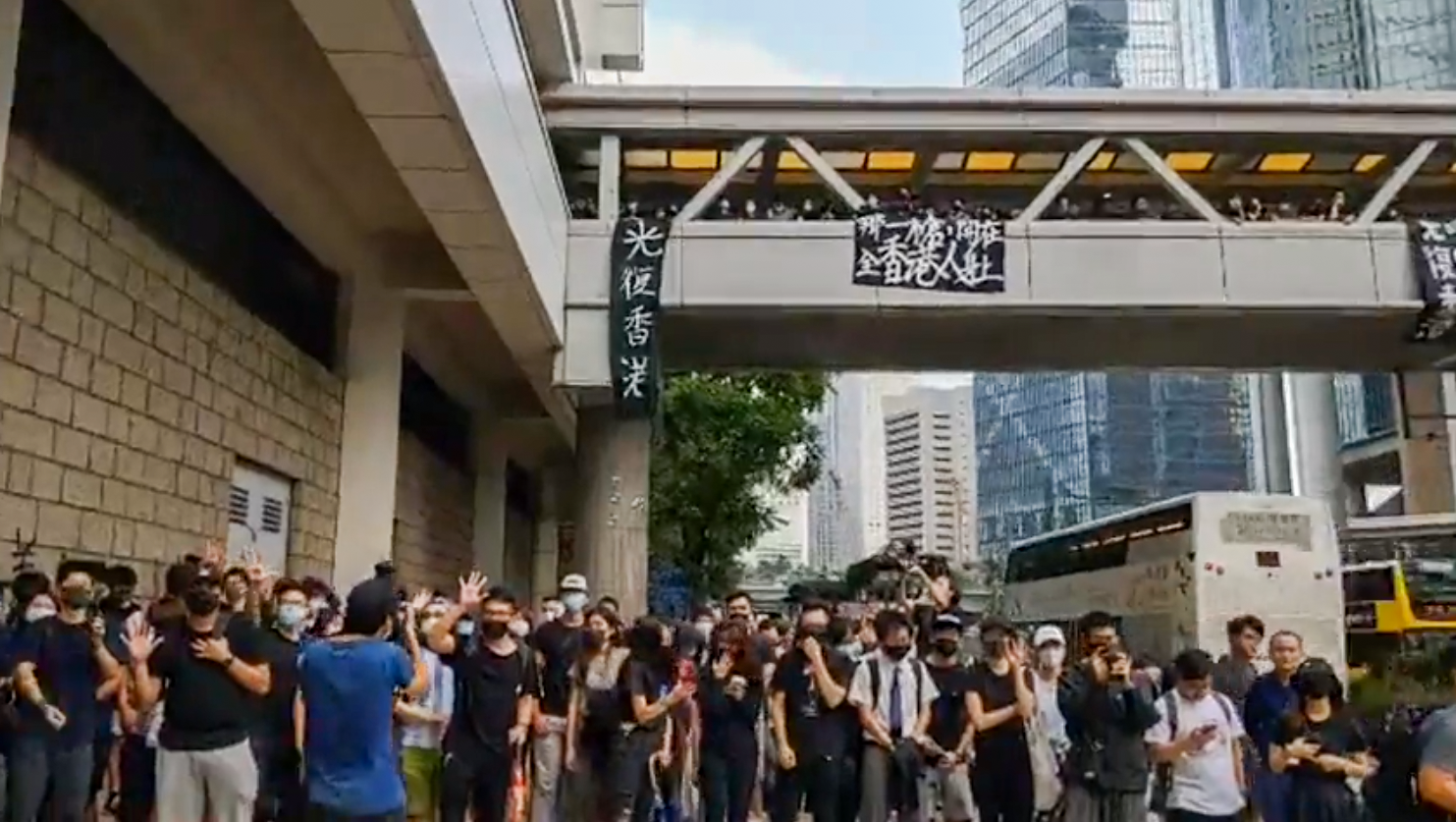
早上有不少年輕人往金鐘高等法院外聲援

### 聲援梁天琦
梁天琦就2016年旺角騷亂的刑期提出上訴，在高等法院審訊，早上有市民一早前往法院排隊取籌旁聽，以及到場聲援。

### 圍堵專上學院講師
多名理工大學香港專上學院的學生，因不滿該校講師陳偉強在接受報章訪問時建議當局以「暴動」罪起訴暴力示威者之言論，乘其於下午所任教的課節中進行圍堵，並以雷射筆向其照射，使課堂無法進行。最後被圍堵達5小時，並冀校方辭退講師。陳偉強堅決表明不會收回言論，亦拒絕道歉。而該名講師事後表示，當時感到人身受威脅，曾摔傷了腰骨，批評學生是反民主、反言論自由。

### 新港城中心商場保安涉阻差辦公被捕

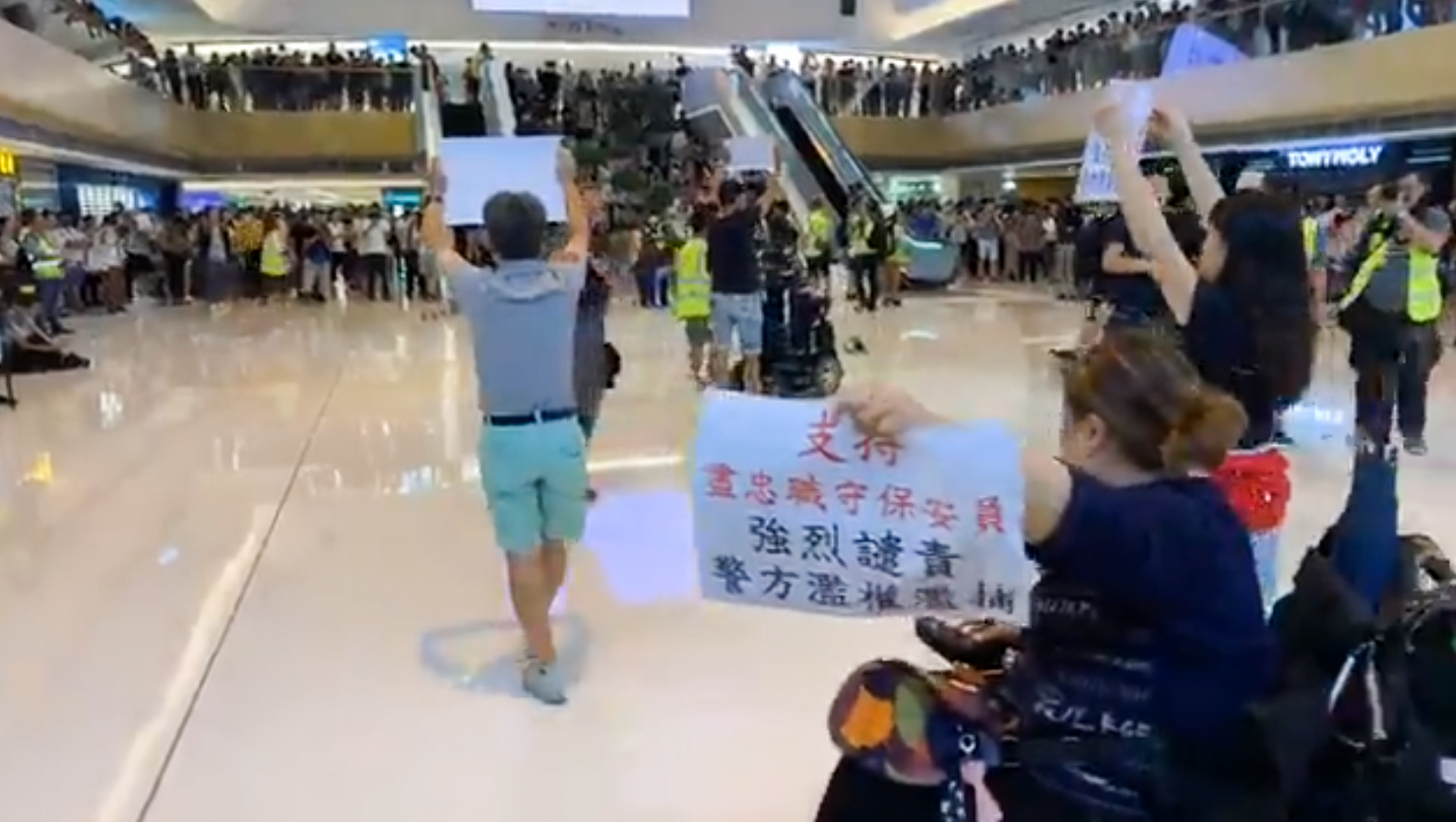
晚上7時半，有百多市民到馬鞍山新港城中心內聲援，手持「支持盡忠職守保安員，強烈譴責警方濫權濫捕」標語

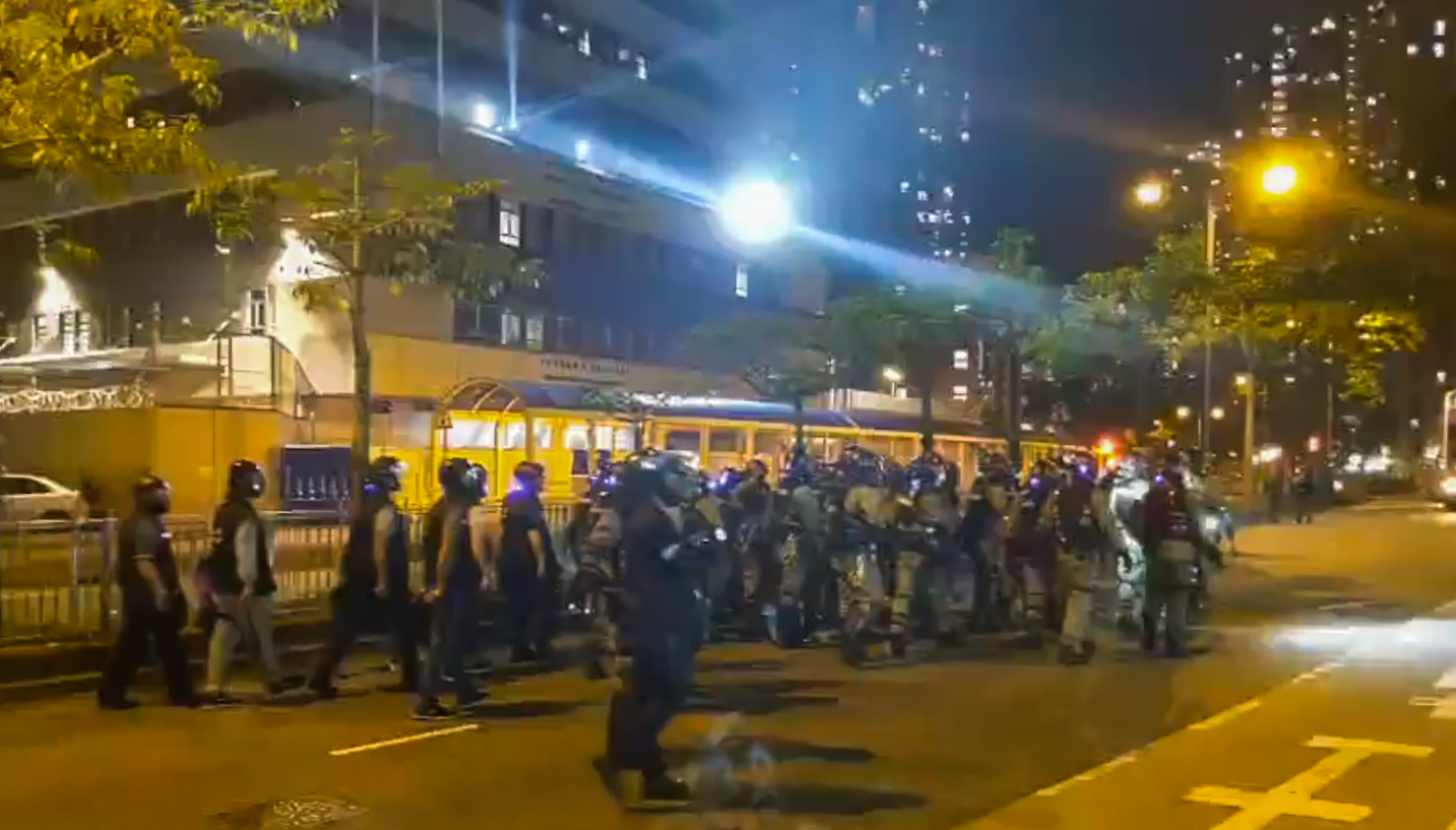
晚上10時45分，約80名防暴警從停車場內衝出馬路驅散

馬鞍山新港城中心四男一女保安涉阻止防暴警察進入商場，被控阻差辦公而被捕。晚上獲准保釋。商場在下午表示在7時正暫停營業。到晚上7時半，有百多市民到商場內聲援，手持「支持盡忠職守保安員，強烈譴責警方濫權濫捕」標語。期間約40名防暴警察一度在新港城中心出現，引起市民不滿，幾分鐘後離去。到晚上10時，市民出發往馬鞍山警署。到10時45分，約80名防暴警從停車場內衝出馬路驅散，大部分示威者立即離去。期間警署以照射燈照向附近住宅，引起居民喝罵警方。警員以「曱甴」指罵。到晚上11時，警員落車清理示威者設置的路障。而所有被捕的保安員已於當晚11時已獲保釋。2020年3月30日，警方指5人獲暫時釋放，未有被起訴。但會保留檢控權利。

### 青衣天橋連儂牆被縱火
凌晨3時，青衣站連儂牆的天橋懷疑被縱火，並傳出爆炸巨響及冒出大量黑煙。事後，天橋橋蓋被大火燒熔，橋面則被燒至熏黑。消防調查火警起源後認為有可疑，交由警方跟進，未有人被捕。該橋的連儂牆於8月時亦曾被縱火，惟火勢不大，由居民用滅火筒自行撲滅，事後警方亦有作出調查，但至今仍未有人被拘捕。

### 漫畫家井上雄彦被中国大陆網民抵制
日本漫畫家井上雄彦在2019年6月9日、6月13日在个人Twitter帐户上分别按讚了石平与河野太郎关于反送中运动的推文，当时并未引起关注，但是在10月初侯斯頓火箭时任总经理莫雷发表支持香港言论后，这两条推文被中国大陆网民挖出，引发中国大陆对井上雄彦本人及男兒當入樽的抵制。

## 10日

### 雙十國慶
10月10日正值中華民國國慶日，香港親台團體及人士在街頭插滿中華民國國旗，同時也發起「青天白日滿地紅遍香港、中華民國國旗插遍香港」、「愛國愛港、愛中華民國，雙十國慶、18區遍地開花」活動。香港親台團體在多處举行相關紀念活動，包括屯門的中山公園及調景嶺。部分網友藉著雙十節的機會，感謝台灣人支持香港的抗爭運動，鼓勵到台商企業消費。同日蔡英文在雙十講話中表示反對中國大陸推動的「一國兩制臺灣方案」，并認為香港的「一國兩制」處於失序邊緣。。

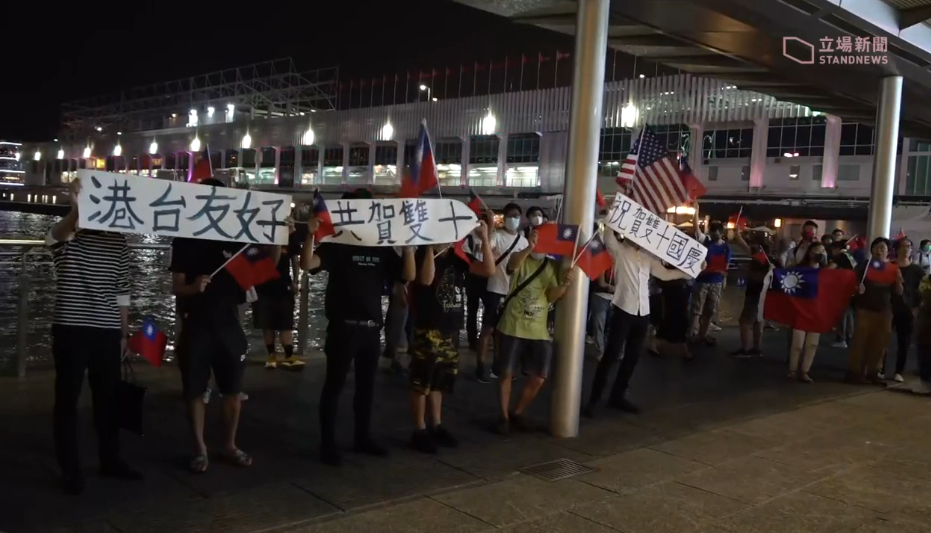
海港城門口
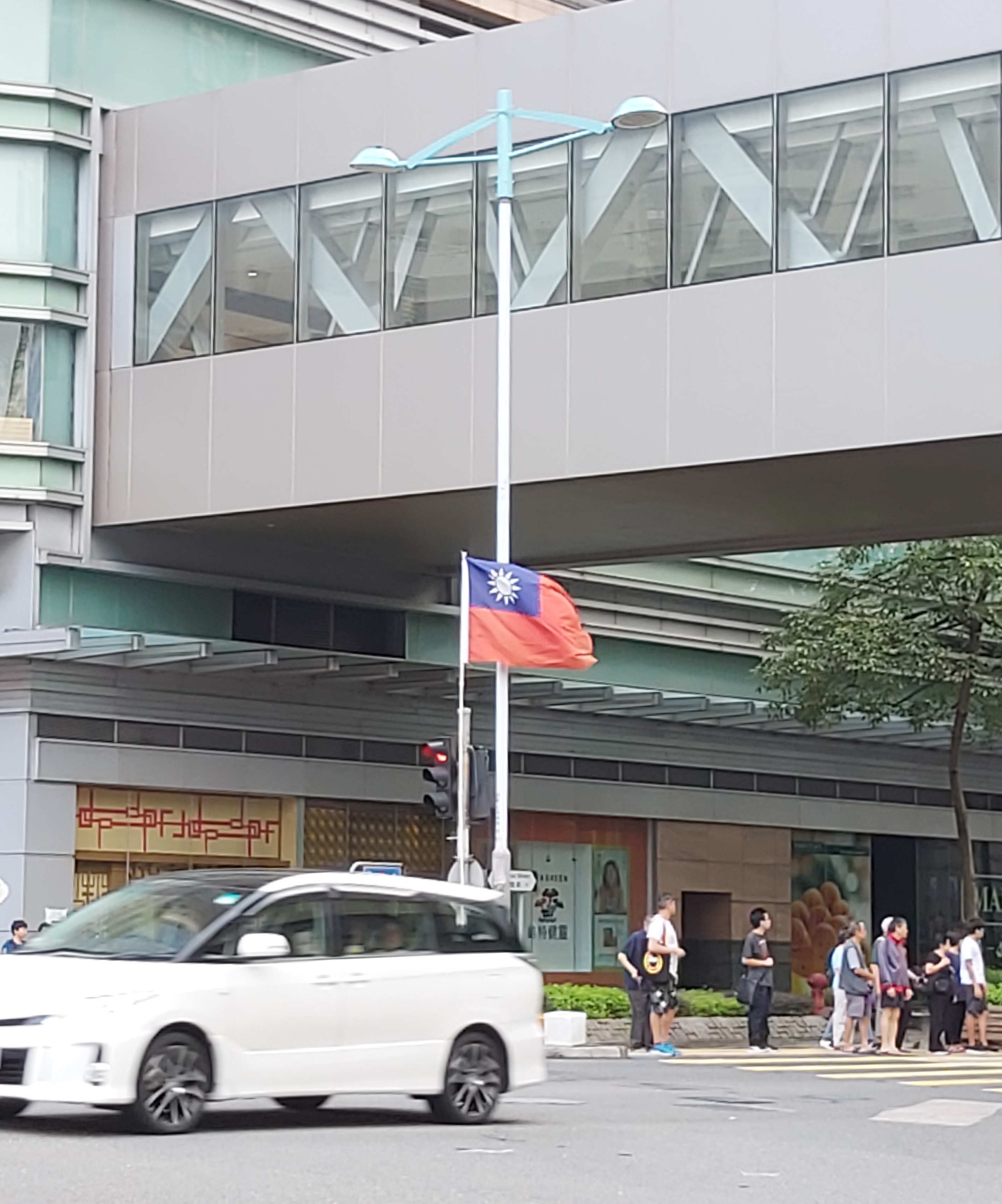
將軍澳Popcorn 2外
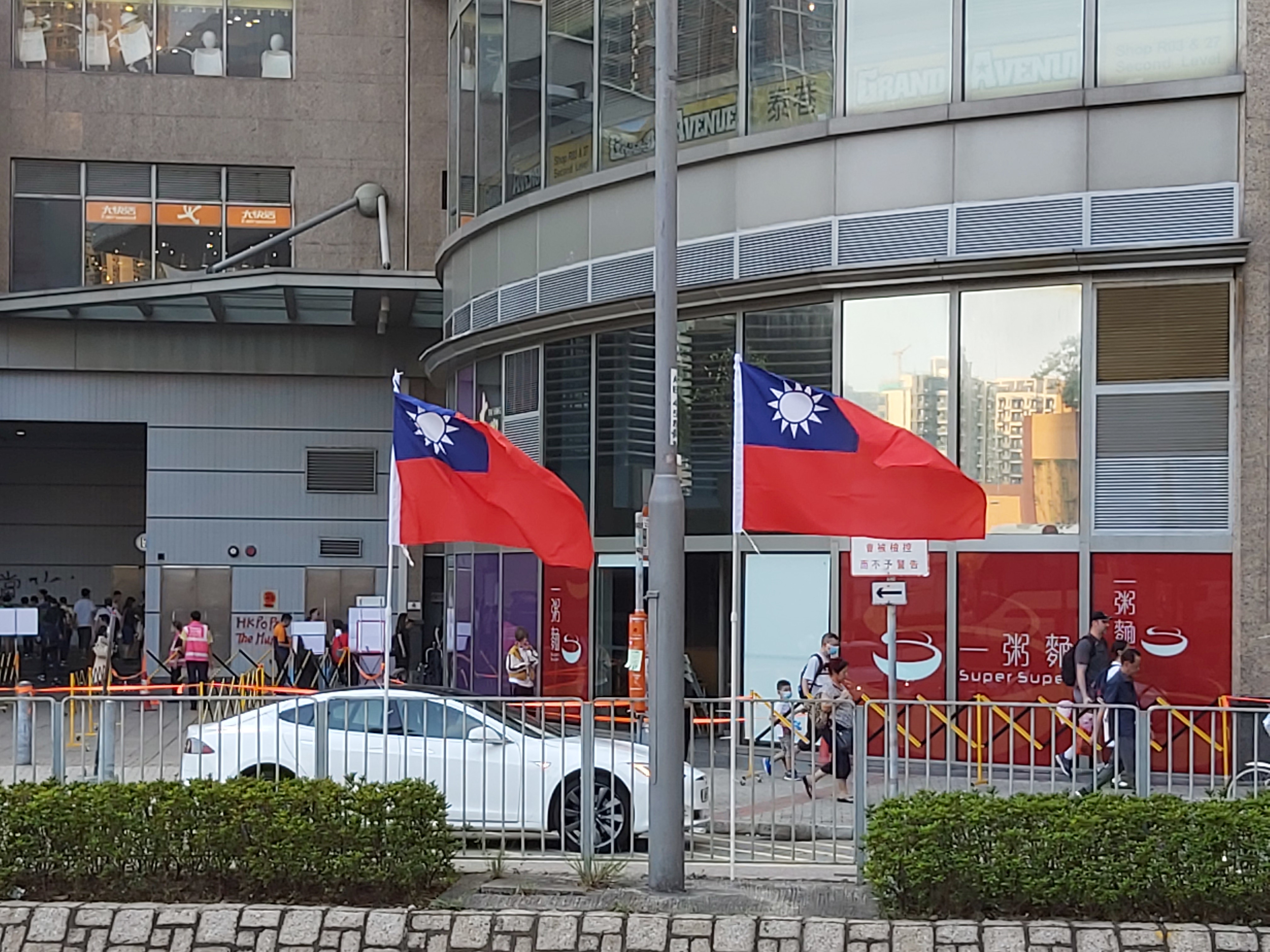
調景嶺鐵路站外
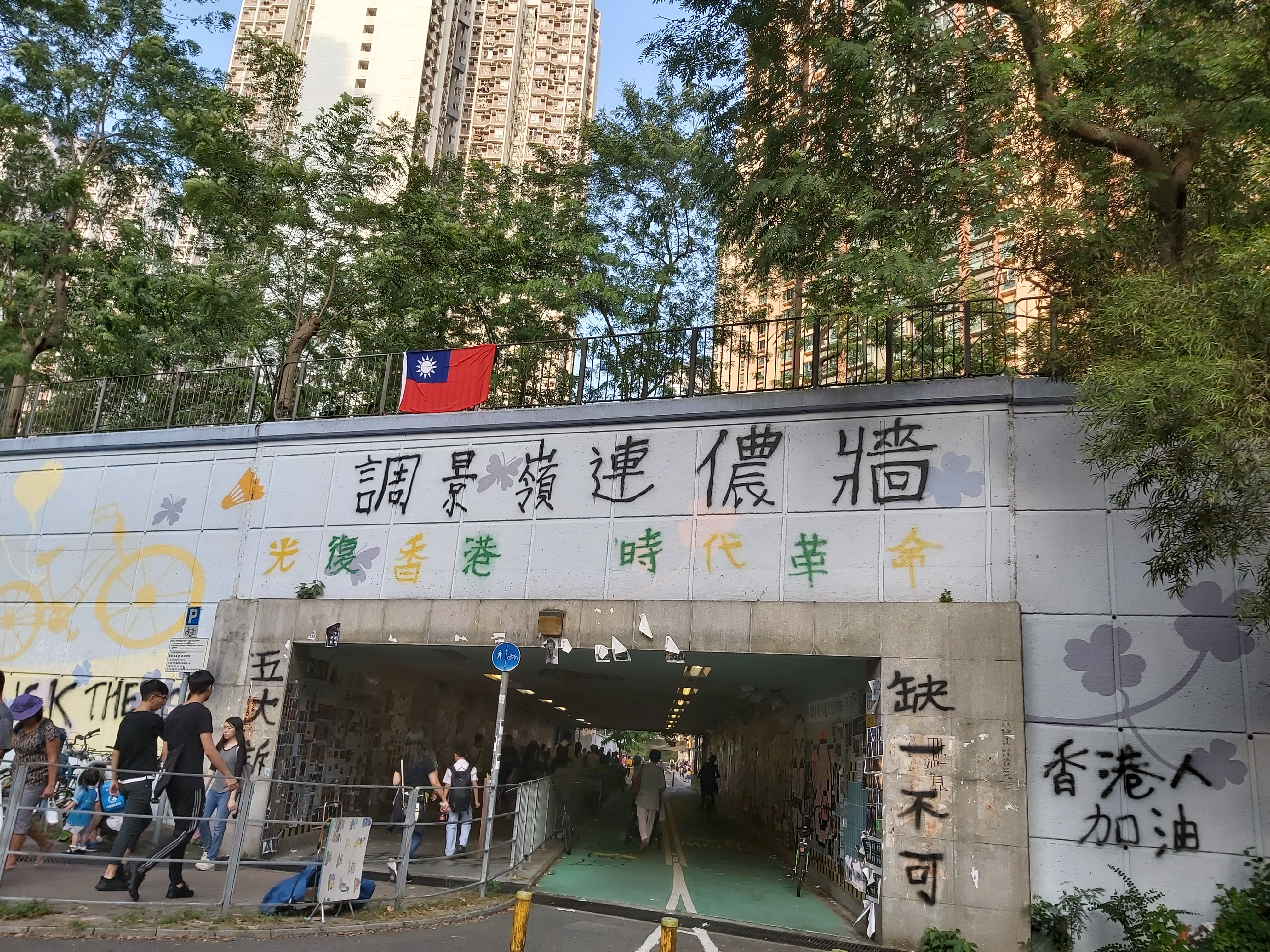
調景嶺連儂牆

### 發起「世界視覺日」聲援811失眼女義士
有網民發起適逢世界視覺日聲援「爆眼少女」活動，號召在尖沙咀警署外集會，及到海港城「齋睇唔買」。警方早已加強巡邏嚴防，又截查戴口罩及黑衣市民，商場、公園及多項公共設施亦提早關門。但截至晚上8時，多區均未有發生激烈衝突，警民雙方僅有零星口角。

### 中大對話會

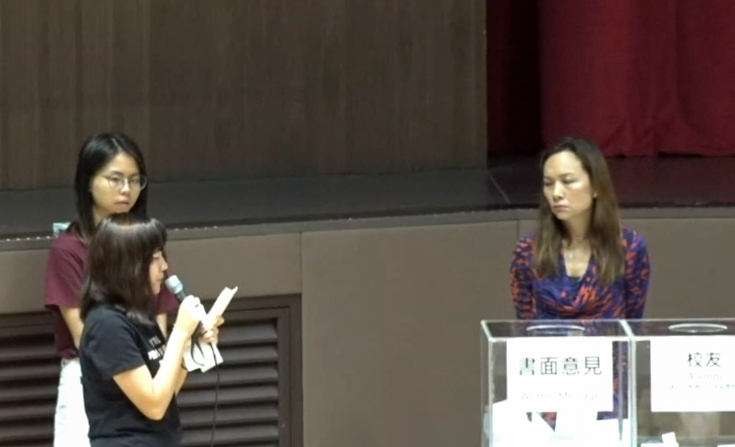
8‧31在太子站被捕的女學生吳傲雪發言時除口罩，控訴警性暴力和希望校長有勇氣譴責警方暴行

香港中文大學校長段崇智於邵逸夫堂舉行對話會，並主動邀學生及校友出席。除校長段崇智外，副校長吳樹培、吳基培均有出席，新聞與傳播學院院長李立峯主持。在對話會開始前，有部份學生手持標語紙牌到場表達訴求，亦有部份與會者戴上口罩。在段崇智發表言辭期間，亦不時被學生打斷，亦有人高呼「光復香港，時代革命」、「段狗可恥」等字句。
對話會完結後，段崇智與一眾校方高層打算離開，隨即被數十名學生包圍，要求段崇智發表聲明譴責警方使用過度武力。段崇智等人因被包圍而無法離開，及後重返座位，並向包圍他的學生及示威者發表講話，期間有戴口罩、穿黑衣學生當場哭訴，擔心校方不能協助他們。其後學生吳傲雪聲稱在被捕後遭受性暴力，並證實自己就是早前於毛孟靜記者會化名龍小姐、民間記者會的S傷者。她指自己是太子831事件的被捕人士，曾於新屋嶺扣留中心內被警員呼喚全名，及後雙手被鎖上手扣及帶至全黑的搜身室內，又指出不少被捕人士曾經遭受不只一名警員、不分性別，性侵及虐待。最後該名中大學生更脫下口罩，請求段崇智以校長身份發聲明譴責警方。段崇智及後回應指暴力並不對，包括是警方的暴力，並重申會譴責所有暴力。會後段崇智在被學生追問下，承諾下周五（10月18日）會發聲明，譴責警方性暴力。

### 全民感謝日
有網民發起「黃店感謝祭」以刺激本土經濟，鼓勵光顧支持「反修例運動」的小店，並抵制撐修例的「藍店」。有網民製作了「黃藍店清單」和「黃藍店地圖」供大眾瀏覽，再選擇光顧哪一間小店。有「黃店」負責人接受《明報》訪問，表示該日生意明顯增加了三至四成，且生意未受反修例運動影響。

### 網民自製「時代革命」手遊被下架
有網民自行開發一款名為「時代革命」的文字角色扮演遊戲及手機遊戲，故事內容主要環繞6月9日以來的反送中運動，並讓玩家扮演香港示威者。該遊戲開發表示籍此遊戲來作海外文宣，吸引不太熟悉抗議活動的人，以及將其收益捐予星火同盟支援被捕人士。而該開發者指他在兩日前收到Google通知，指其遊戲違反了敏感事件政策，即不能以自然災害、嚴重衝突和悲劇等事件生財，因此將遊戲下架。《華爾街日報》報道稱，Google當時收到香港政府對這款手遊的反對意見，而內部已經對這款遊戲作了標注。

## 11日

### 午飯時段集會和抗議

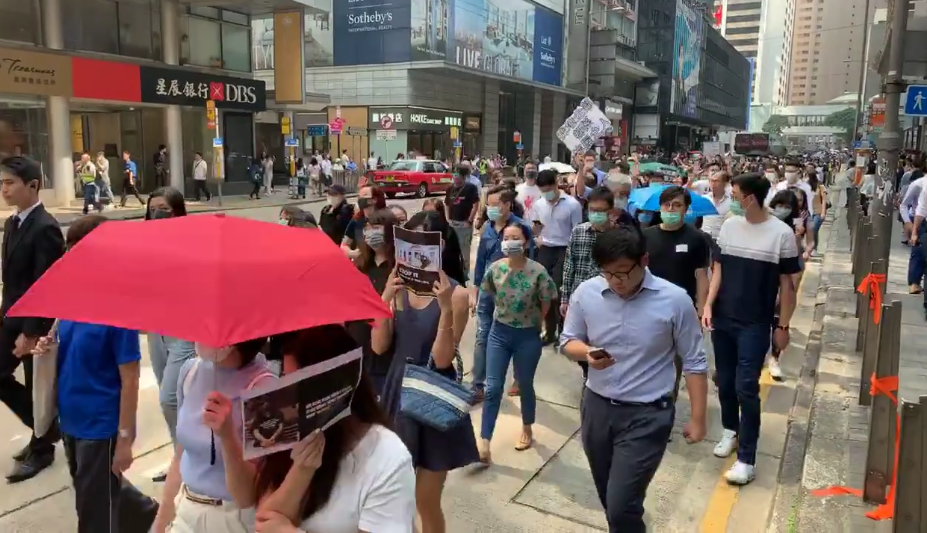
中午12時半午飯時間，在中環德輔道中有「快閃」遊行

中午12時半，逾百人響應網上號召，在中環遮打花園發起「中環快閃再集結」集會，聲援被警方於10月9日拘捕的馬鞍山新港城中心商場保安，及10月10日中大對話會中聲稱遭受警察性暴力對待的學生。集會期間，警員一度舉起黃旗警告，指集會人士正在參與非法集結及違反禁蒙面法。集會人士以「香港人反抗」、「我有權戴口罩」、「光復香港，時代革命」等字句回應警方。警員隨後離開遮打花園。半小時後，集會人士走出遮打花園，沿德輔道中往西環方向行走。遊行隊伍曾一度佔據多條行車線。其後轉入域多利皇后街，沿干諾道中折返金鐘方向前進，最終回到遮打花園和平散去，歷時約45分鐘。

### 公大學生與校長對話
香港公開大學校長黃玉山於10月4日答應學生將於11日舉行對話，惟校方於10日發出電郵延遲學生對話，引起公開大學學生不滿。中午，約200名學生在校園發起靜坐及不合作運動，要求與校長黃玉山對話。下午4時，黃玉山及副校長唐創時等高層與學生對話。黃玉山於對話中未有正面回應，會否就10月3日警方進入公開大學校園執法一事，向警方提出譴責。

### 「多區商場大合唱」活動
有網民發起「18區商場和你唱2.0」活動，多區市民響應號召，於各區大型商場合唱《願榮光歸香港》、《不屈進行曲》等反修例歌曲。

### 聲援中槍印尼記者示威
之前印尼女記者被警方射傷右眼，致永久失明。多個印尼移工組織發起起行動，數十印尼工人到銅鑼灣駐港印尼領事館前示威。他們抗議印尼政府不作為， 漠視國民在港工作的權益。並促請印尼當局要求特區政府徹查事件，及為事主向警方追究及索償，以保障國民的安全。另外，有領事館官員轉發「印尼姐姐每日收3000元參與示威後被捕」的假消息，警告在港印尼女工切勿做這樣的事。他們亦要求領事館澄清及徹查事件，並辭退該名散播傳言的職員，還印尼工人一個公道。領事館職員到場接收請願信，他們要求印尼當局儘快回應訴求，否則會有下一步抗議行動。

### 警方稱商戶遭以政見勒索
警方在記者會上稱，較早前有4間商戶報警指收到勒索，包括富臨集團及御藥堂。其中網上流傳富臨集團所收的勒索電郵，寄件者自稱勇武護港聯盟」的陳姓負責人，指該集團為親共商戶和破壞香港的民主和自由，並會對富臨集團及相關經營者實施毀滅性打擊。但是他們表示明白營商艱難，亦明白不得已而為之的苦衷，故願意給予一次贖罪機會。他們要求富臨十日內以比特幣之形式捐出8千元或以上金額，自此既往不咎及不再干涉富臨政治立場。如不從指示，則會嚴懲富臨集團及相關經營者，使他們倒閉。而御藥堂亦收到類似內容的電郵，但需以比特幣之形式捐出4萬元或以上金額。

### 警方承認購入中國大陸製催淚彈
警方在記者會上承認，警方現時有向中國大陸購入彈藥，但拒絕透露具體生廠商資料。並表示現時引入的彈藥效果相同，因如要購入不同效果彈藥，需用長時間測試，以確保警員使用安全及對公眾負責。

### 法庭提堂
- 3名青年於2019年10月11日，在紅磡明安街近必嘉街交界，襲擊警員徐家俊；和於同日在紅磡道近德民街交界處投擲磚頭及竹枝，對交通造成阻礙。被控襲警罪，2019年10月14日於九龍城裁判法院首度提堂。2020年1月7日再訊時，控方加控一項對公眾地方交通造成阻礙罪。2020年4月27日再提堂時，3人否認控罪。案件於8月10日開審，直到2020年9月25日宣佈罪名成立，裁判官下令將他們還押至10月16日判刑，期間索取勞教中心和社會服務令等報告。[174][175][176][177][178]

- 一名29歲女文員於銅鑼灣時代廣場疑被搜出鐳射筆及士巴拿，2021年被裁定兩罪不成立。控方事後就次罪「管有物品意圖損壞財產」的無罪裁決提出覆核聆訊。到2022年10月6日，九龍城裁判法院裁判官崔美霞駁回控方控罪，維持無罪裁決。[179]

## 12日

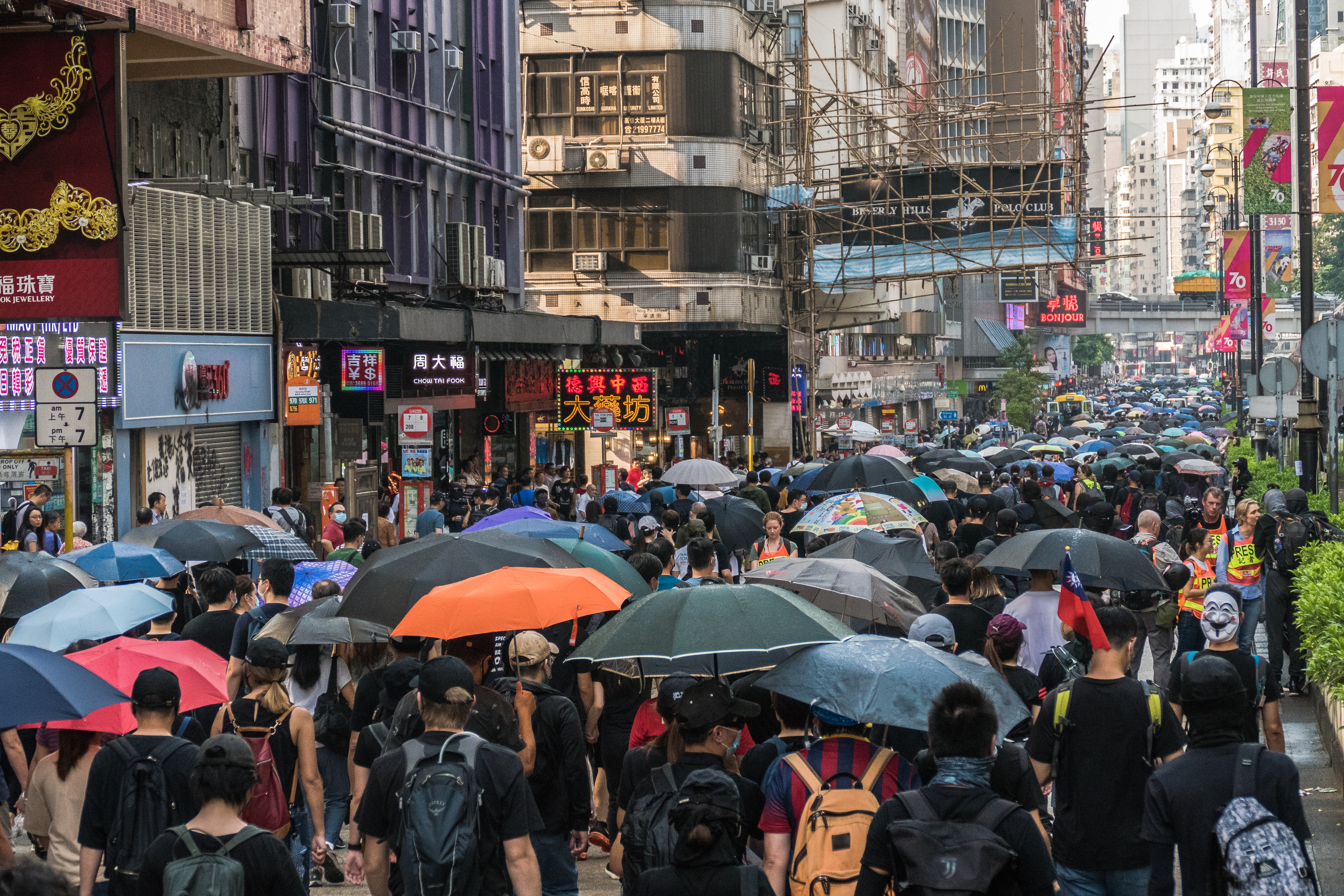
「反緊急法遊行」

### 「銀髮族」發起警總外靜坐
下午2時，「銀髮族」在灣仔香港警察總部外發起靜坐48小時行動，要求成立獨立調查委員會，並抗議警方濫權，濫捕及濫暴。48小時代表被捕者最長會被扣留時間，「銀髮族」會與被捕者同行。是次行動有逾百名長者參加。部分靜坐長者戴上口罩，舉起「沒有暴動只有暴政」、「孩子未來一同守護」的標語。參加者不時叫起「香港人反抗」、「沒有暴徒，只有暴政」等口號，及唱起《願榮光歸香港》。

### 尖沙咀遊行
網民發起「反緊急法遊行」，於下午3時在尖沙嘴鐘樓集合，遊行至深水埗運動場。遊行前，警方於廣東道、北京道、九龍公園徑一帶戒備。遊行於下午3時15分起步，沿途佔據彌敦道多條行車線。大部分遊行人士戴上口罩，沿途高叫「香港人反抗 」、「我有權戴口罩」等口號。
事後4名28至42歲男子被控於當日用汽油焚燒港鐵九龍塘站閘機，被控串謀而用火摧毀或損毀他人財產，及意圖藉此危害他人生命，或罔顧他人生命會否受到危害。曾另被控管有物品意圖摧毀或損毀財產、管有攻擊性武器或適合作非法用途的工具、及無牌管有槍械共3罪。其中兩名縱火者早前認罪。到2021年12月28日，區域法院法官李慶年指出雖然被告向港鐵設施縱火，會對站內工作者及乘客產生生命威脅，因此判刑須具阻嚇性。加上WhatsApp紀錄、閉路電視片段及錄影會面的證據下，認為其中兩名被告有抗爭理念，必定是在知情下犯案，並負責提供支援和供應物資。最後裁定33歲被告罪脫，其餘3人罪成，判處監禁4年2個月至4年半。3人同時需要向港鐵賠償9,368元。

### 美國參議員訪港
10月12日，刚在台湾出席中华民国國慶大典的美國共和黨參議員泰德·克魯茲結束訪台行程并抵达香港，抵达时有香港自治運動組織成員進入香港国际机场接機。访问期间，他计划會與香港特区行政长官林鄭月娥見面，但最終林鄭取消此次會晤。克鲁兹认为，林鄭月娥取消會面“不是強勢的表現，而是軟弱的表現，顯示她害怕在香港街頭的示威者”。他又質疑林鄭月娥“不理解言論自由與新聞自由”。对此，中华人民共和国外交部驻香港特别行政区特派员公署回应称，克鲁兹“肆意践踏国际法和国际关系基本准则，睁着眼睛说瞎话，昧着良心搞破坏，公然来港作秀表演，为极端暴力分子摇旗呐喊、撑腰打气，对香港事务和中国内政大放厥词、指手画脚，我们对此表示极度愤慨，予以强烈谴责”。

## 13日

### 「18區開花」行動
香港多區有「18區開花」行動，並在多個商場進行「罷買日」。警方先後衝入將軍澳PopCorn商場和荃灣廣場拘捕市民。而晚上將軍澳唐俊街有一名便衣警被指滲入示威者，而被示威者追打，其後大批防暴警員到場驅趕及截查在場的人，並在晚上接近凌晨12時一度走入尚德邨，指邨內的居民非法集結。

### Now新聞台車長中彈
10月13日，Now新闻台摄影队的外判车长在旺角警署附近中布袋弹受伤，并被警员带入警署扣查。据报道，受伤的车长身上有至少9处明显伤痕。按受傷車長所表示，他曾在警署內遭受警員暴力對待，以警棍打頭、手和腳。对此，该台发表声明就此事件表示极度遗憾，并强烈谴责警方滥用武力，促请警方彻底调查。

### 黎智英次子食肆遭淋油
10月13日上午10时许，位于中环九如坊6-10号林氏大厦地下一间日本寿司刺身蟹店、中环歌赋街29-31地下一间日本料理，以及中环雪厂街22号乐成行地下一间寿司店，墙身均被淋泼蓝色及红色油漆。其中九如坊餐厅的员工发现此情况后报案，其余两间则没有报警。警员接报到场后，立即翻查附近天眼调查事件，并将案件列刑事毁坏处理。然而不久后三间餐厅负责人均表示不欲追究事件，并迅速关门暂停营业。据资料显示，上述餐厅均由黎智英的次子黎耀恩出任公司董事。

### 台灣內政部稱對移民審核嚴格把關
在台灣，網上有消息稱，部分濫用暴力的香港警察因害怕被共產黨清算，正大規模申請移民台灣。對此，台灣內政部移民署強調會嚴格把關移民審核，依移民辦法第22條，「如申請人有事實足認為有犯罪行為、有危害國家利益、公共安全、公共秩序或從事恐怖活動之虞、參加或資助恐怖或暴力非法組織或其活動而隱瞞不報等情事，移民署得不予許可其申請」，將不法及犯罪阻絕於境外。

### 香港民主女神像被送上獅子山山頂
據製作團隊表示，凌晨五時許，一行二十多人，把香港自由民主女神成功運上獅子山位置。而團隊希望藉此雕像及行動，為參與這場運動的香港人打氣及帶來希望，亦表示獅子山山頂是此雕像的最後歸所。

### 示威者在旺角凌空踢警 被判監禁7年
防暴警員在旺角彌敦道雅蘭中心外追捕期間，一名17歲學生被警員制服，並大叫「救命，救人」，其後轉身用雙手推開警員。之後有至少兩名示威者嘗試拉走他和腳踢警員，被告伺機逃走。而一名示威者搶去警員手持的霰彈槍。事後兩名被告於在同日稍後時間被拘捕。
一名31歲地盤工人在警員被踢倒後上前襲擊警員，之後承認非法集結及襲警兩項控罪，否認企圖搶劫。到2021年10月20日被裁定企圖搶劫等3項罪名罪成，被判監禁7年，為區院判刑上限。而17歲次被告被判入更生中心。他不服刑期提出上訴，案件2022年9月23日在高院聆訊，獲批准刑期上訴許可。辯方提出原審法官錯用「茆廣生」案例，該案例指普通搶劫判4年，亮出武器判5年，直接襲擊受害人則判7年。

### 青年用利器割傷防暴警頸部

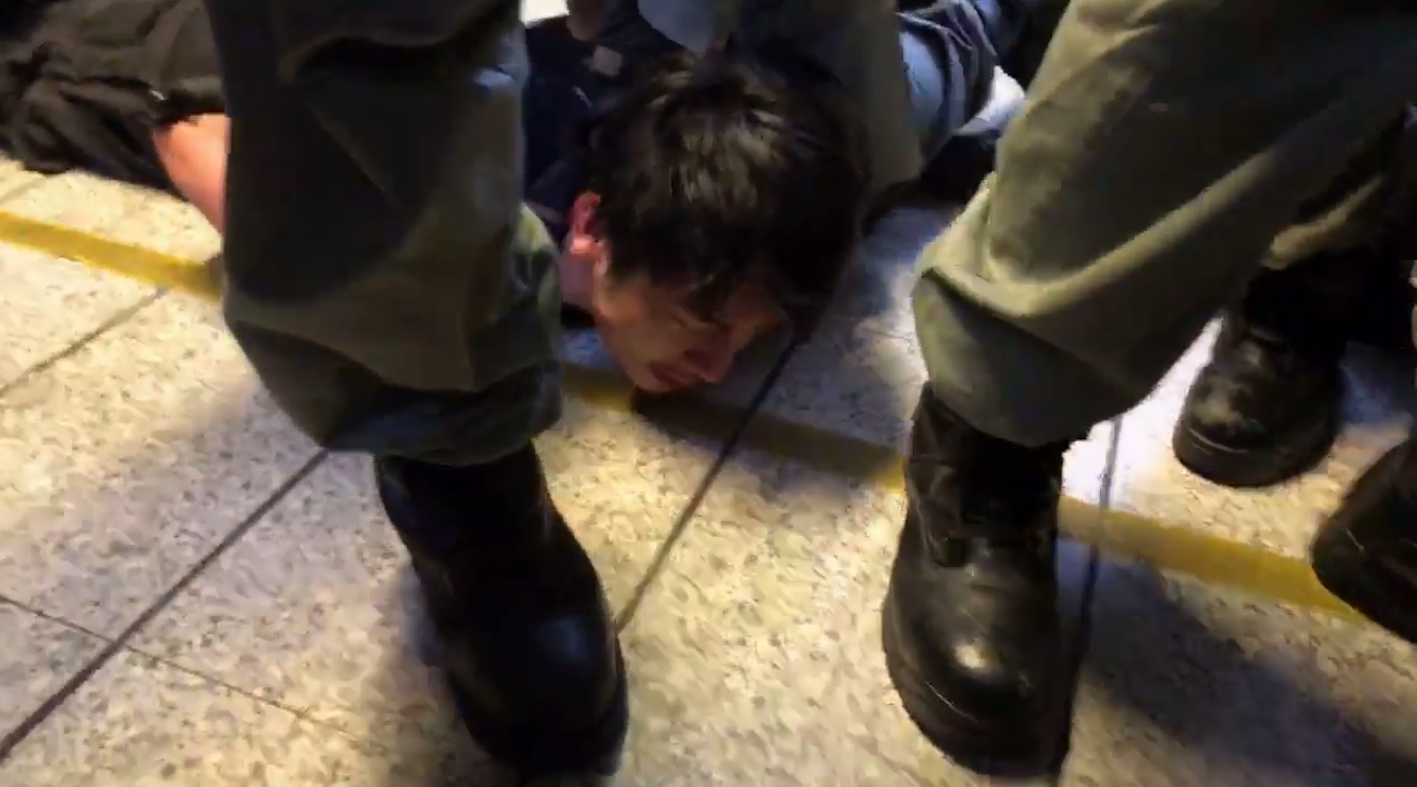
下午5時半左右，一名男子在觀塘站接近警員，拿著一件物件伸手向前，防暴警員隨即上前將他制服

一名18歲青年在港鐵觀塘站近A1出口天橋，用利器割傷一名防暴警察，導致其聲帶永久性損傷。青年承認一項蓄意傷人罪。高等法院法官陳慶偉指，被告明顯攻擊警員身體最脆弱的部份，加上沒有遭受挑釁而針對警務人員襲擊，因而需要加刑。法官以監禁10年為量刑起點，由於被告開審前認罪，獲扣減至監禁7年9個月。

## 14日

### 中環遮打花園集會

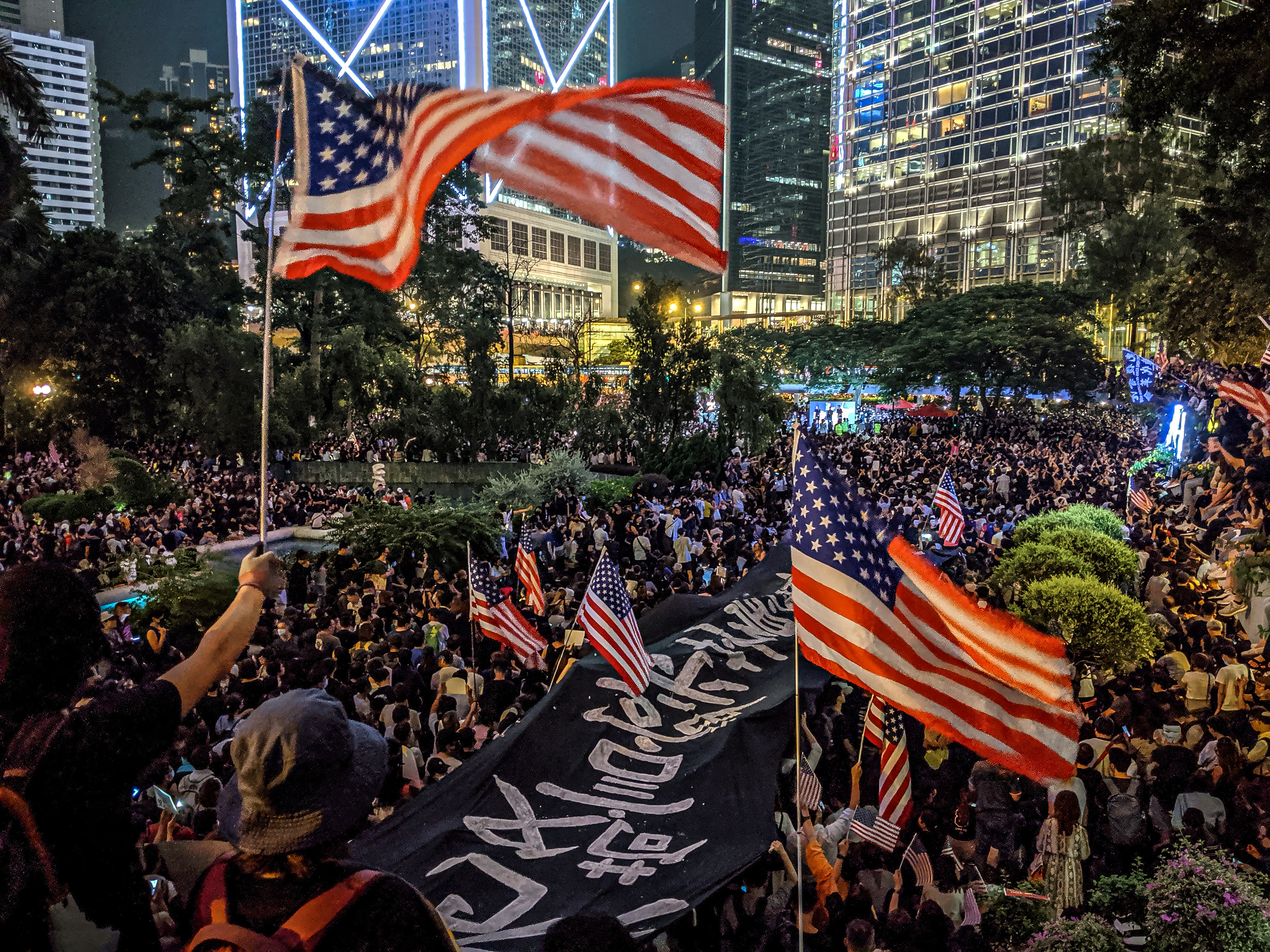
晚上7時團體在中環遮打花園發起「香港人權民主法案集氣大會」，稱有逾13萬人參加

晚上7時，有團體在中環遮打花園發起「香港人權民主法案集氣大會」，以促請美國國會盡快審議《香港人權與民主法案》。是次集會為《禁止蒙面規例》生效後，首個獲警方發出不反對通知書的集會。集會現場掛有「香港警察、蓄意謀殺」的巨型直幡。有參與集會人士帶同美國國旗，在場揮動。亦有人戴上口罩。集會人士在場亮起手機燈，高叫「光復香港，時代革命」及「五大訴求，缺一不可」等反修例口號，及合唱《願榮光歸香港》。由於參與人數眾多，集會人士一度堵塞遮打道、德輔道中、干諾道中等多條行車線。而香港大會堂的美心食肆，再次遭到破壞。舉辦團體稱集會有逾13萬人參加。晚上9時，政府發出新聞稿，對集會人士促請美國國會通過《香港人權與民主法案》草案表示遺憾。
晚上10時，大批防暴警在香港站外對開的行人路看到有人用行李車撞向警車後，制服一名男子，其後有示威者在附近聚集及設置路障。到10時30分，一批防暴警高速向大會堂方向驅散，制服一名黑衣男子，同時一度向記者舉起胡椒噴霧。
事隔三年，一名28歲乒乓球教練被起訴1項參與非法集結罪及3項拒捕罪，在2022年10月26日在東區裁判法院首度提堂。總裁判官蘇惠德批准被告以2萬元保釋，期間不得離港、須交出旅遊證件，以及每周往警署報到一次。

### 知專公開閉路電視片段

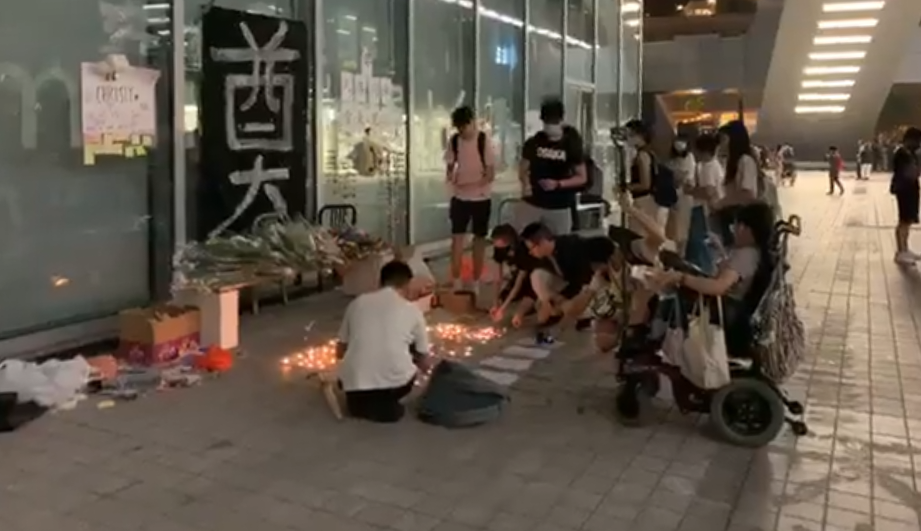
知專學院學生和市民到校內悼念陳彥霖

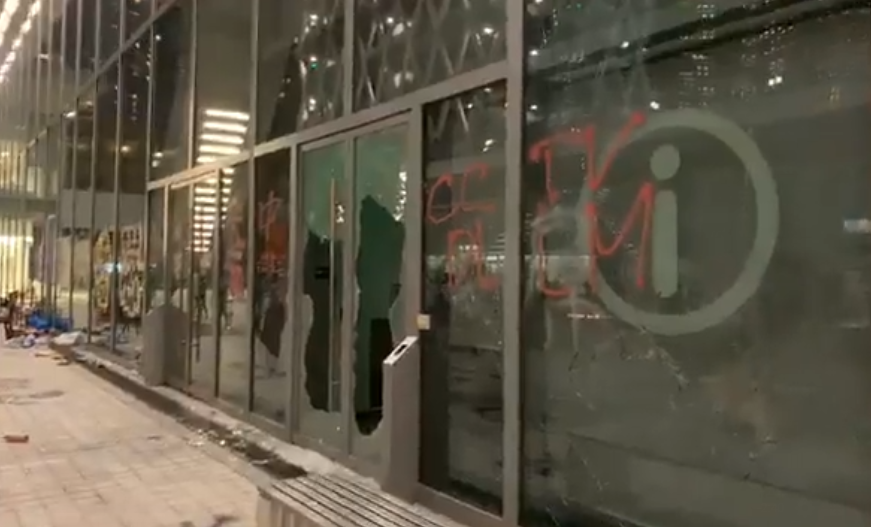
到晚上，有人於校園內破壞，噴漆和打破多塊玻璃

香港知專設計學院學生陳彥霖於9月19日失蹤後，於9月22日被發現全裸浮屍於魔鬼山附近海面。警方稱死因無可疑，但有死者朋友質疑死者是游泳健將，其死亡可能與參與反修例示威活動有關。警方稱閉路電視片段顯示死者曾有可疑行為。她曾將個人物品留於校園後，赤腳向海濱公園方向行走。
10月14日，多名知專學院學生和市民到校悼念，並要求校方公開當日閉路電視片段，以印證警方說法。至約下午4時多，校方向學生播放兩段片段，分別是事主經過停車場和乘搭升降機的片段。學生不滿片段懷疑經過剪接，時間記錄曾向前向後跳動，又於事主離開升降機前一刻停止片段，超過600人離場到室外抗議。校方則堅持沒有修改片段。其後，學生訂下校方回應死線過後，有人於校園內破壞，噴漆和打破多塊玻璃，有消防灑水器受損。

### 法庭頒下臨時禁制令
2019年10月14日，警方向法庭申請禁制令，禁制任何人士針對紀律部隊宿舍及已婚警察宿舍的破壞行為。周家明法官頒下頒布臨時禁制令，禁令涵蓋21個紀律部隊宿舍及已婚警察宿舍。

### 醫護靜坐聲援被捕醫生
在2019年10月13日的「18區開花」行動中，警方在將軍澳Popcorn商場內制服至少3人，而其中一人為將軍澳醫院的醫生。翌日（14日）將軍澳醫院主座地下有大約一百名醫護人員靜坐，聲援被捕的張姓醫生。靜坐的醫護人員大多戴上黑色口罩及繫上黑絲帶，期間他們高叫口號並合唱《願榮光歸香港》，又展示標語以抗議警方濫捕。院方一度用膠帶在地下大堂，圍起一個區域讓醫院職員靜坐，其後有市民想進入但被保安拒絕，惹來不滿，最終保安容許市民進入靜坐區。

### 游戏《闪耀暖暖》口罩造型被修改
2019年10月14日，游戏《闪耀暖暖》繁体中文版因資源包更新，于当年4月上線時推出的「特務風潮」主題活動的奖品「黑鴉（口罩）」（特殊配件）模組被修改。在修改前，口罩原本可正常佩戴，遮住暖暖的下半面；而在更新後，口罩變成只能掛在右耳上露出整塊臉。而物品資料說明也從原來的「經典的蒙面造型」改為「靈感來自明星的機場照」。有网友认为此举可能是因香港近期实施的《禁止蒙面规例》影响而紧急修改，也有一些网友就此表示反对。更有网友自發將暖暖各種可以遮臉的照片換成遊戲头像，並在玩家個人簡介加入反送中运动期间的示威者标语，如「光復香港，時代革命」等。而一些中國大陆玩家紛紛於微博也表示抗议，呼吁“遇到这些玩家要順手舉報、拉黑”，亦有网友留言“不要把政治带入游戏”“这里不是让你们搞‘港独’的地方”。对此游戏开发商表示这是“原厂设定”，是为了“维护健康、和谐的游戏氛围”，同时也会“维护好暖暖的个人形象”。而系统亦開始禁止玩家個人簡介輸入敏感词，如「光復」、「時代革命」、「解放」等。

### 香港民主女神像被破壞
四米高的港版「民主女神像」由「Lady Liberty HK 香港民主女神」團隊運上獅子山上。翌日，雕像發現遭人毀壞，倒卧在獅子山上，團隊回應稱，女神像被毀壞是意料中事，認為「女神係獅子山上的姿態已經被全香港人見證，此記憶無人可以破壞並已成事實。」亦有人發現獅子山上的女神像不見了，懷疑被人惡意推落山。

## 15日

### 「食慣洋腸」論
立法會內務委員會當日繼續會選舉主席，在民主派互相提名下，有22位泛民議員出選，挑戰現任內會主席李慧琼。其間何君堯斥責毛孟靜誤解他的言論時，用「食慣洋腸」形容毛孟靜，惹起民主派議員不滿。主持郭榮鏗其後認為何君堯的言論不當及有冒犯性，要求他收回言論，但何拒絕，最終郭榮鏗下令何君堯退席。

### 何君堯倡禁止連登討論區運作
何君堯向特首林鄭月娥發信，認為連登討論區和通訊軟件Telegram是示威者一直依靠的社交平台，發放煽動及煽惑性言論，違反香港法例第200條《刑事罪行條例》第7、9及10章，故何建議特首林鄭月娥提議用《緊急法》取締連登討論區。

### 「Stand With Morey」籃球之夜
有網民發起於灣仔修頓球場舉行「Stand With Morey」籃球之夜感謝莫利聲援香港，號召NBA球迷穿球衣出席。晚上約200名球迷風雨無阻響應號召，球場牆上貼有莫利及諷刺勒邦占士文宣，籃球架上貼有特首林鄭月娥圖片，球迷輪番投籃。

### 諾貝爾和平獎提名
挪威國會議員古里·梅爾比宣布她提名了全體香港人競逐2020年的諾貝爾和平獎，希望能鼓勵香港人繼續以非暴力方式進行抗爭。

### 警方在大角咀一單位發現爆炸品
警方在大角咀一單位發現爆炸品，搜出共723 克硝酸鉀，大約可製成700克的黑火藥。案件中19歲學生和25歲少女被捕，其後兩人承認串謀製造爆炸品及管有爆炸品罪名，並一直還押。2021年9月16日，兩人在區域法院被判囚4年及31個月。不過次被告已經服畢所有刑期，最快可以同日獲釋；而首被告仍然有約9個月刑期。法官李慶年形容單位猶如「小型軍火庫」，目的和意圖帶有恐怖主義成分。

## 16日

### 美国众议院通過《香港人權及民主法案》和《保護香港法案》
2019年10月16日，美國眾議院以口頭表決（voice vote）形式一致通過《香港人權及民主法案》和《保護香港法案》。

### 林郑月娥发表施政报告被打断
泛民主派议员在林郑月娥准备进入香港立法会会议厅发表2019年《施政报告》前叫喊“五大诉求、缺一不可”等口号，致使立法会主席梁君彦两度宣布暂停会议，这是香港回归以来，行政长官第一次无法在立法会会议厅发表报告。最终香港政府新闻处宣布林郑月娥将以录影片段形式发表《施政报告》。

### 未能撤回逃犯條例修訂
林鄭月娥本來承諾於立法會復會首天安排按《議事規則》提出撤回條例草案，惟因立法會會議被中斷，最終未能宣布撤回。隨後立法會主席梁君彥宣布延遲在10月23日撤回條例草案。

### 岑子遇襲
10月16日晚上約7時，民間人權陣線召集人岑子在旺角鴉蘭里被數名人士以鐵槌襲擊，頭部流血，其後被送往廣華醫院治理。當岑子杰遇襲時，有途經的市民想救他，但被兇徒持刀阻嚇而未能成功，而兇徒在施襲後很快便乘車離開。這次是岑子杰在兩個月內第二次遇襲，他在8月29日亦曾被兩名手持壘球棍及鐵通的蒙面男子襲擊，但當時他並未受傷。
民間人權陣線強烈譴責兇徒行為，批評此事更難免令人聯想到是散布政治恐慌，製造寒蟬效應。民主黨立法會議員林卓廷亦對岑子杰再度遇襲表示震怒，強烈譴責兇徒的有組織暴行，並指有關襲擊行為明顯出於政治動機，意圖威脅反送中運動組織者。

## 17日

### 施政报告答问大会被打断

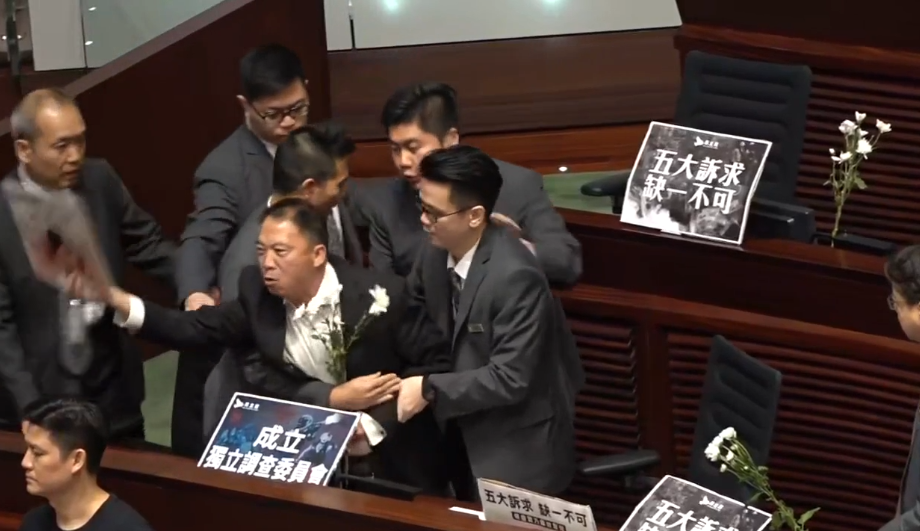
立法會主席梁君彥因叫號等原因，先後將13名民主派議員趕離會議廳。圖為胡志偉議員

10月17日，林郑月娥到立法会出席施政报告答问大会。期间多名泛民主派议员在议事厅内仍然高喊“五大诉求缺一不可”口号扰乱会议进行，更有一些议员高喊“林郑月娥，滚蛋”，还有议员称林郑是“香港希特勒”，亦有议员高举道具，包括写上“郑”的灯笼抗议。香港立法会主席梁君彦要求泛民主派议员保持肃静，但仍有议员不顾警告继续高喊口号。梁君彦先后驱逐泛民主派议员陈志全、许智峰、毛孟静、朱凯迪、郭家麒、尹兆坚、梁耀忠、邵家臻等，而范国威更是被现场保安人员直接抬走。受此影响，90分钟的答问会上总共暂停两次，而林郑仅回答3位建制派议员的提问。

### 行政長官「和理傾」網上直播
行政長官林鄭月娥在社交網站專頁進行直播，回應網上留言。

### 無線電視訪問陳彥霖母親
無線電視訪問早前逝世的15歲少女陳彥霖的母親何女士，陳彥霖的死亡疑點重重，但何在報道稱，陳彥霖是「自殺不是被殺」。何女士稱：「六月女兒有份去派文宣，到七月時她跟我說『媽媽我已不想出去了，因為已經變了質』。何女士亦指女兒八月起，至少兩次說過，有一把聲音經常在耳邊出現，懷疑她受思覺失調困擾。何女士在訪問的最後表示：「不需要你們去為她沉冤得雪，我們一家人已經夠慘，已經失去了我們最愛的女兒，不要再推猜，不要胡亂去講任何你們認為的事，我只想他們放過我們一家人。我想我的女兒安息，以前她最怕人煩最怕人吵，你們天天在吵，很困擾，我相信她在天之靈也覺得困擾。」

### 葵涌邨遊行
有葵青區議員發起遊行，由葵涌邨曉葵樓遊行到邨內兩個屋邨辦事處請願，要求房屋署出席居民會，交待月初有大批警員，無故進入葵涌邨範圍，及無理拘捕十多名街坊的事。

## 18日

### 五區快閃遊行

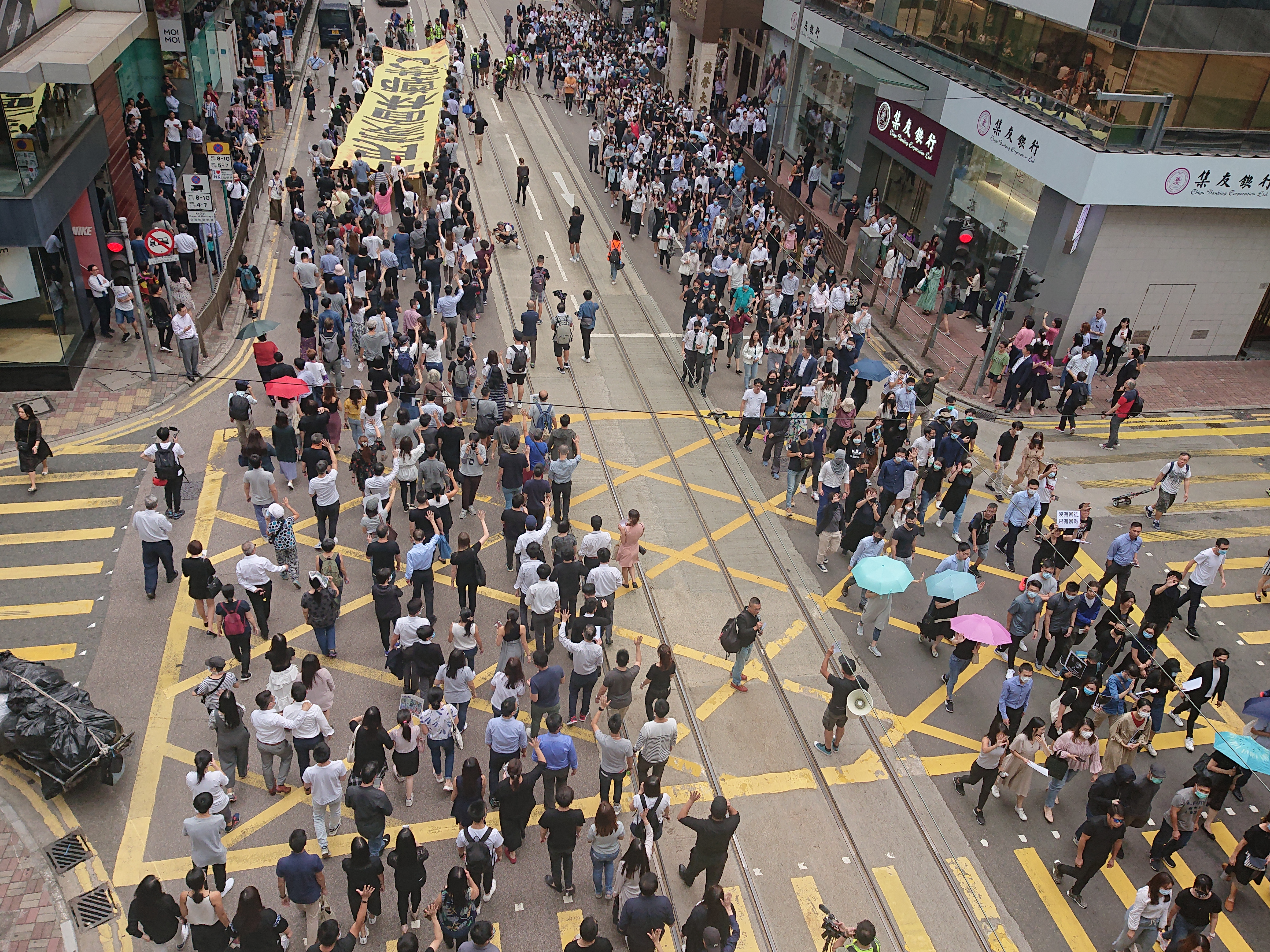
遊行人士沿中環德輔道中遊行

有網民發起午飯時間於中環、尖沙嘴、旺角、深水埗、葵芳及觀塘快閃集會和遊行，反對禁蒙面法和悼念早前死亡的陳彥霖。各區均有數百人聚集，多人戴上口罩或面具。
警方一度於遮打花園舉起黃旗警告在場人士違法。所有遊行於下午2時前結束。

### 面具人鏈活動

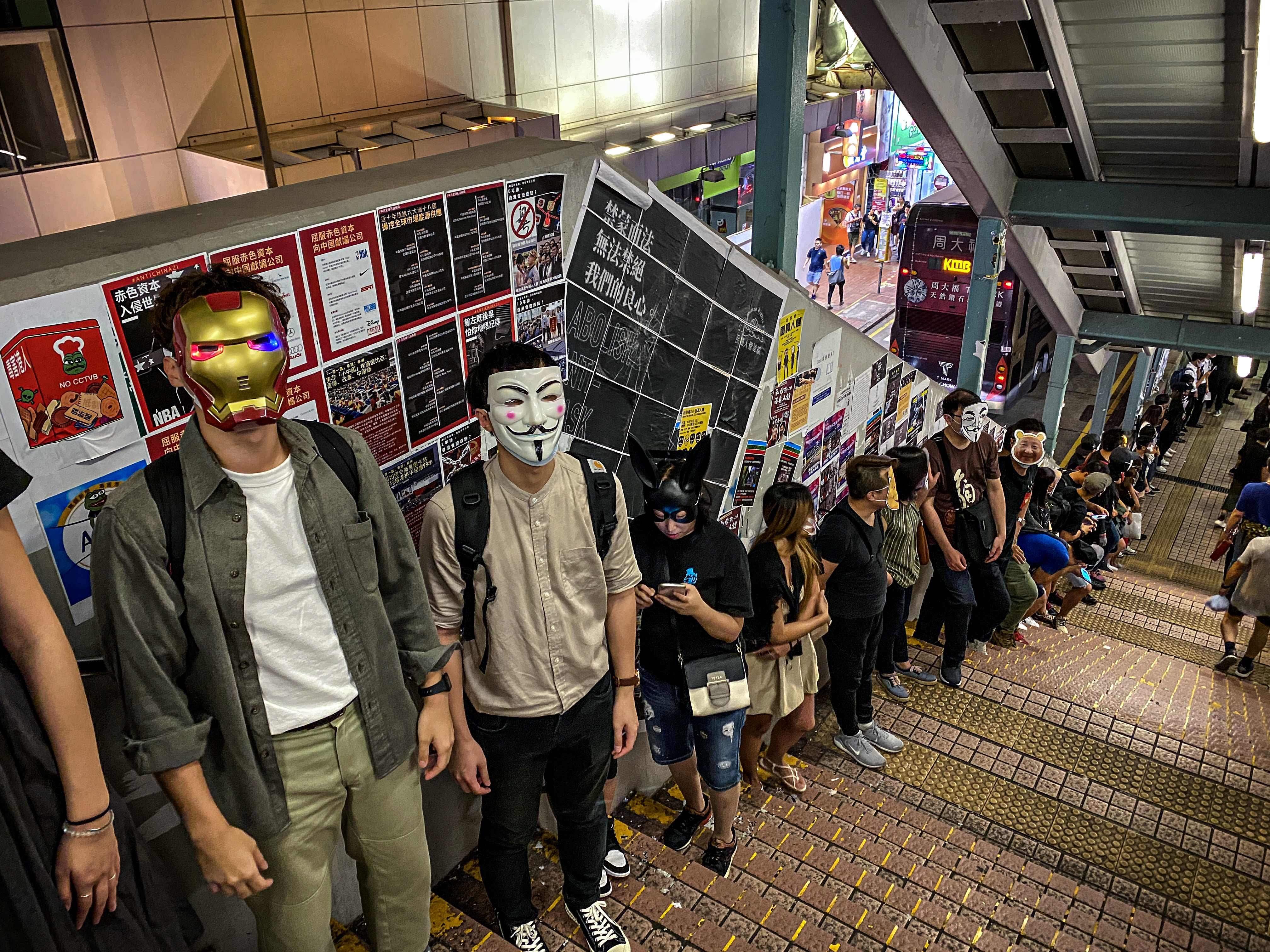
網民在「和你拖·面具人鏈」活動戴上面具組成人鏈，抗議禁蒙面法

有網民發起晚上7時於全港各區集合，舉行「和你拖·面具人鏈」活動，戴上面具組成人鏈，抗議禁蒙面法。各區有多人戴上口罩或小熊維尼、V煞、政治人物頭像等各式面具響應。各區人鏈至晚上約9時和平散去。

### 中學生反警暴集會
11間中學反修例關注組發起下午5時半於香港大學中山廣場舉行反警暴集會，大會估計有400人出席。多數人身穿校服和戴口罩。

### 陳同佳稱願意自首
香港聖公會教省秘書長管浩鳴確認他已勸服觸發修例的台灣殺人案疑犯陳同佳自首，並稱陳同佳希望他自首可以稍為平息修例風波，陳同佳亦對案件有很大歉意。陳同佳其後致函林鄭月娥，請求港府協助安排手續。

### 屯門醫院靜坐
過百名醫護人員於屯門醫院靜坐抗議，不滿早前有防暴警員持槍進入醫院和有男警員進入產房，認為警方侵犯病人私隱和權益。

### 中大校長段崇智發公開信
香港中文大學校長段崇智在10月10日與學生及校友進行對話會後，按承諾就事件回應。段崇智在公開信內表示，在10月10日的對話會後，校方聯絡逾30位被捕同學以了解他們的被捕遭遇，其中大部分曾遭受不合理的對待，包括不准聯絡律師家人、被逼在沒有律師陪同下錄口供、不允許睡覺或躺臥休息、得不到所需的醫療協助等。另外，有部分人指出在錄口供或扣留期間曾被警員掌摑，更有兩位同學表示在搜身前獲告知不需脫衣，但在搜身房內被同性警員強逼脫下所有衣物。段指出警方必須確保在拘捕及扣留過程中，被捕人士應有的權利不被剝削，對於部分警員涉不當使用暴力違反人權，經查證後須予譴責。另外，段表示將會去信行政長官林鄭月娥，促請特首考慮針對現時大學已掌握初步資料的約20宗個案，在現有機制外作出嚴正跟進。段亦呼籲政府正視社會上對要求政府成立獨立調查委員會的強烈聲音，查找警民衝突以至整個事件的真相。
其後警察公共關係科署理總警司江永祥在警方記者會上回應，表示任何人在拘捕期間有「不滿或受屈」都應盡快作出投訴，同時亦指出段的公開信連最基本的資料都欠缺，並強調當事人口供是調查「最重要的拼圖」。針對早前有中大女生指出在收押期間遭警員以性暴力對待，江表示警方已多次以不同渠道聯絡對方不果，已要求校方及段崇智協助，並呼籲事主盡快聯絡警方。另一方面，江亦表示自稱受辱受屈的人每次所說的內容都有少許不同，質疑哪一次所述的內容才是事實的全部。

## 19日

### 警暴展覽遭康文署保安阻止

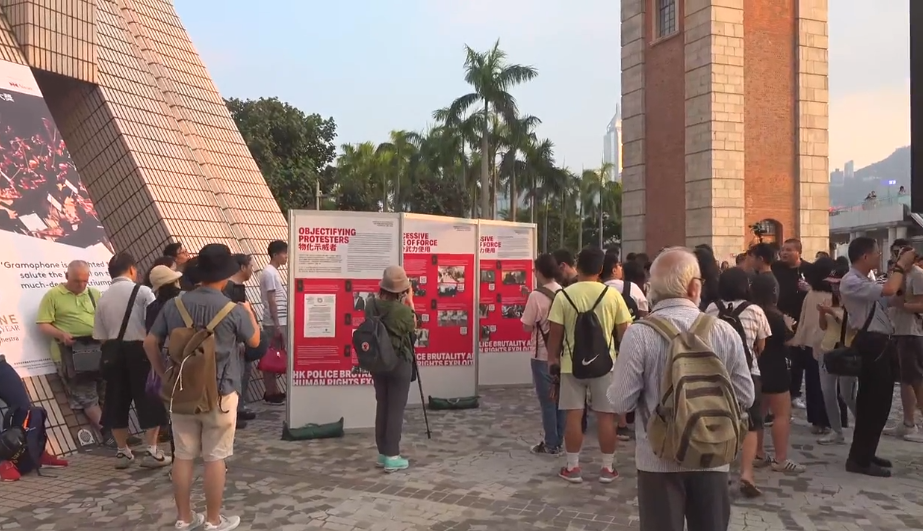
警察濫用暴力侵害人權展在尖沙咀香港文化中心舉行

下午3時許，有網民發起在尖沙咀香港文化中心外的廣場舉行「香港警察濫用暴力、剝削人權展覽」，稱要向外國遊客及媒體展示濫用暴力情況，以喚起國際關注。不過展覽開始前，有康文署的保安人員指發起人未有提出申請，以及現場不可舉辦有關政治的活動。展覽籌委楊小姐表示，根據《公安條例》，文化學術的活動並不需要申請不反對通知書，表示會繼續舉行展覽，質疑康文署是打壓市民。

### 大埔有人派發遊行傳單期間遇襲
下午5時許，一名19歲穿黑衣、戴口罩青年在大埔連儂隧道一帶派發有關遊行的傳單時被一名持雙程證來港的22歲內地男子以刀割頸，青年逃跑，其後跌倒，施襲者追上再以刀斬青年腹部致劏開，腸臟溢出。現場消息稱施襲者曾大叫「香港廢青聽着，香港是中國的」和「你們搞亂香港」等語句

### 國際人道救援祈禱會
晚上7時，有網民發起於中環愛丁堡廣場舉行國際人道救援祈禱會。牧師帶領在場人士祈禱和分享，大會亦播放有關反對逃犯條例修訂草案運動的片段，並以中文，英文，日文等多國語言朗讀國際人道救援宣言。最後，在場人士用手機燈打出三短、三長、三短的摩斯電碼，向國際發出求救信號和尋求人道救援。集會於晚上8時結束，警方指高峰時有1600人參與集會。

### 工展会展期缩减
因應反修例運動，2019年工展會入場費由12元減至8元，展期和營業時間亦縮減。同時為加強保安，入場者需進行安檢，場內增設閉路電視，增聘外籍特別保安員和以塑膠圍欄代替鐵馬。而在場人士在會場叫口號會遠距離監視，若發生圍堵或破壞將報警處理。參加工展會多年的威馬電器表示不會參展，有展商批評要簽免責聲明同意書，對工展會萬一取消後，將無法追討賠償的條件是「大石砸死蟹」。

## 20日

### 九龍區大遊行

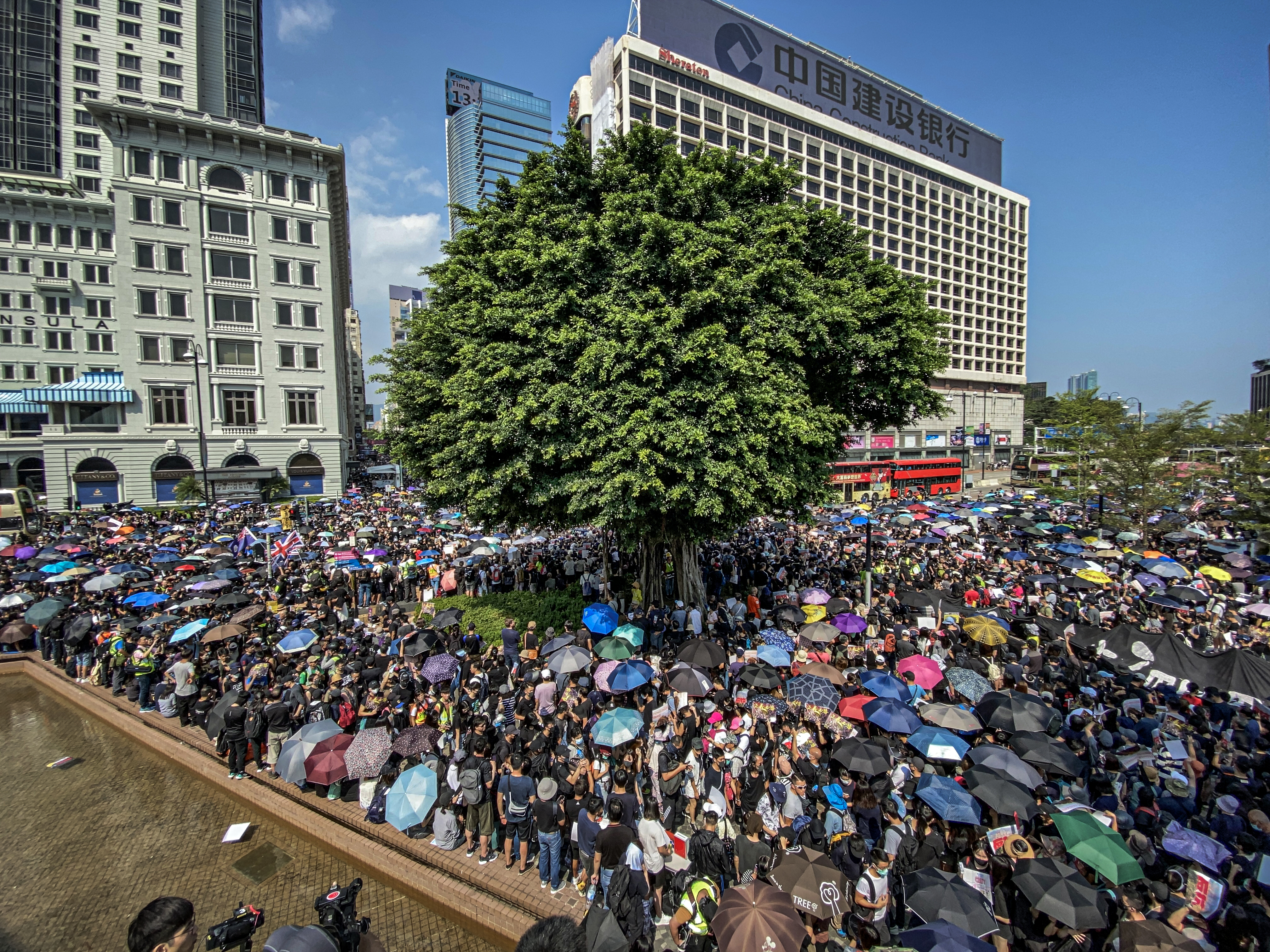
下午1时，示威者在梳士巴利花园聚集

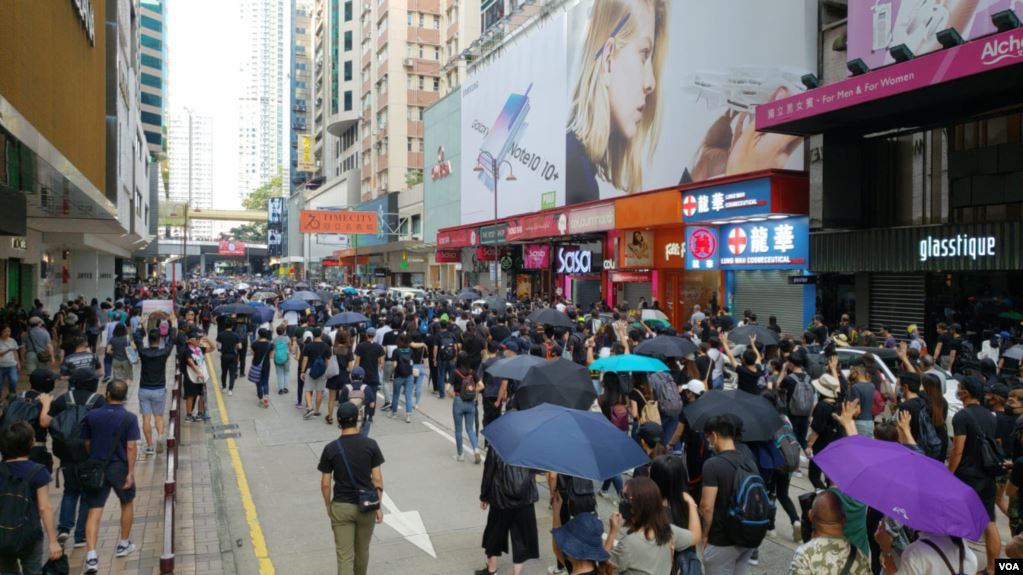
示威者参加九龍區大遊行

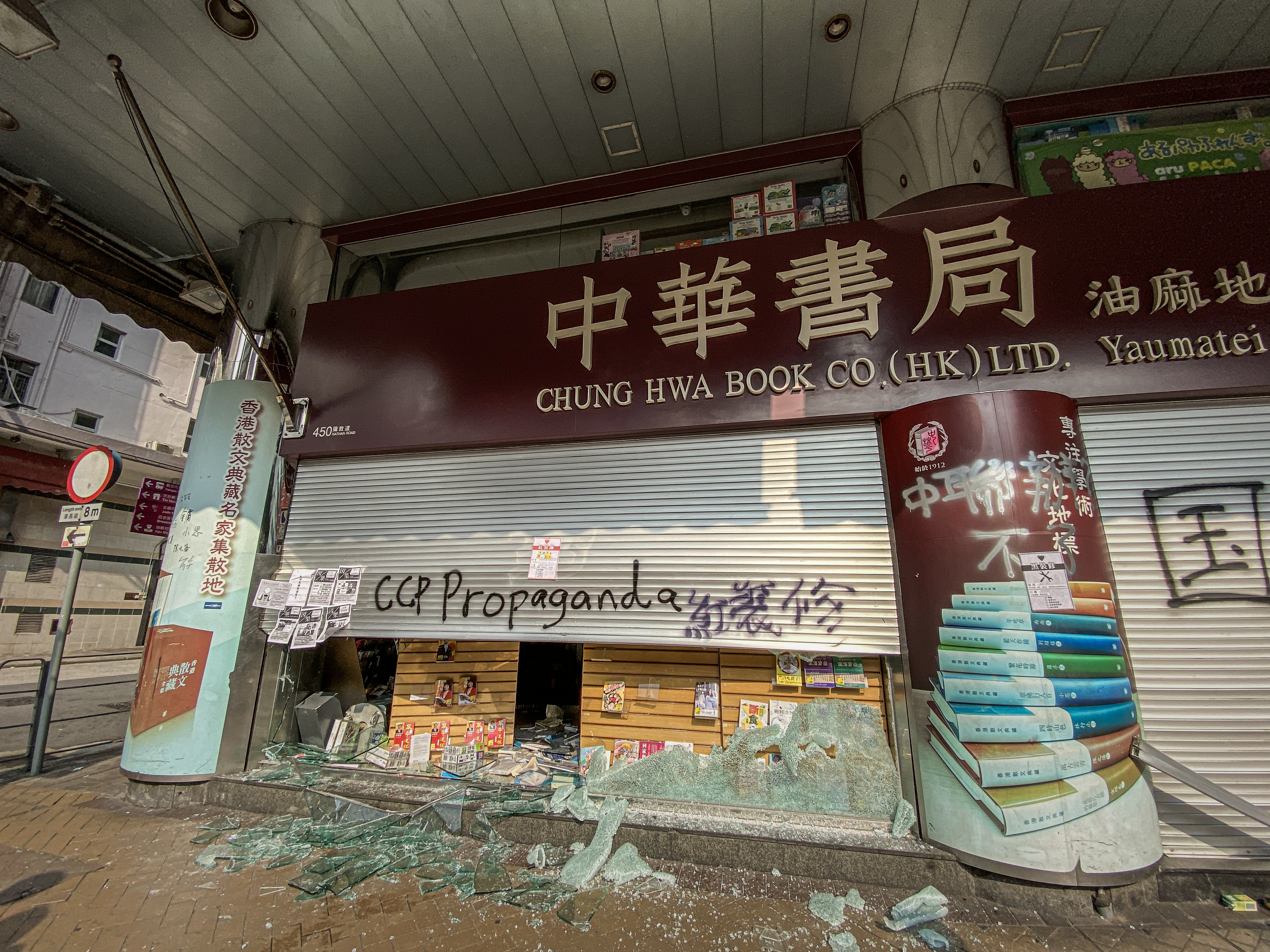
示威期间，中华书局油麻地门市部遭示威者毁坏

2019年10月20日，原由民間人權陣線發起的“九龍區大遊行”，最終警方以安全理由，发出反对通知书，后民陣发起上诉，但遭到驳回。当日，仍有大批示威者走上街頭，包括泛民主派3名前立法会议员何俊仁、梁国雄、何秀兰及民阵副召集人陈皓桓以个人名义发起游行。游行期间港铁柯士甸站、尖沙咀站临时关闭，西九龙站也仅开放少数出入口，进站时也需要出示当日有效车票和身份证明。下午1时，示威者在梳士巴利花园聚集，1时半开始向西九龙站游行，期间多个港铁站被示威者破坏和焚烧，多间店铺及银行亦遭到破坏。
遊行結束後，有大批示威者徘徊在尖沙咀一帶，並於尖沙咀警署外與警方發生衝突。其后，警方又向九龙清真寺發射藍色水炮。

### 台湾方面拒绝陈同佳入境
2019年10月20日，台湾内政部移民署將陳同佳及勸說其來台投案、身兼北京巿政協委員的香港聖公會教省秘書長管浩鳴註記管制，無法入境台灣。本案嫌犯與被害人皆為香港居民，惟港方對之前多次的司法互助請求已讀不回。对此，香港特区政府发表声明，称陈同佳此次是自愿自首，“不涉及政治操作”，应按一般自愿自首情况处理。该声明称香港律政司已就此案考虑了警方调查及证据，同时指出“对于无中生有，凭空捏造的说法，表示深切遗憾”。

### 八大校董會發聯合公告
八大校董會主席今日發佈聯合公告，指認同大學要珍惜多元意見，然而絕不是尋求政治議題解決方案的戰場，不應捲入支持某一特定政治立場的漩渦。

## 21日

### 港鐵站靜坐

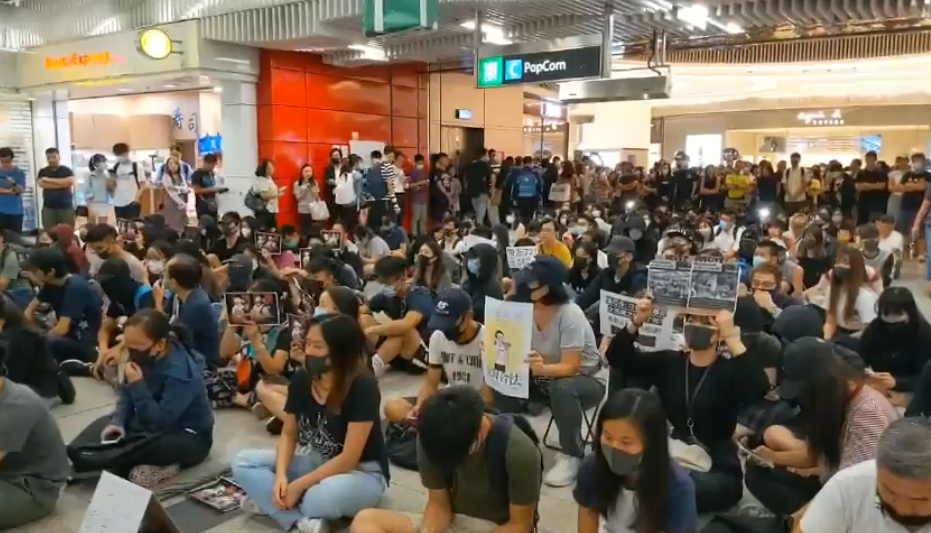
近百名市民在將軍澳站內舉行集會

在晚上，西鐵屯門站、銅鑼灣站、將軍澳站、太古站、旺角站、太子站、中環站、九龍塘站等，都有大批市民為7月21日發生的元朗襲撃事件靜坐。

### 中學生在荃灣站塗鴉被便衣警拘捕
晚上約9時，港鐵荃灣站外天橋有數名青年在牆上塗鴉期間，被多名便衣警員截查，其中一名青年制服時被推倒在地上。市民隨即上前指罵警員和要求出示委任證，警員向在場市民噴射胡椒及催淚水劑，多名街坊被射中眼部及手部，需要清洗雙眼。其後約40名防暴警到場增援，4男1女年齡約14至16歲中學生涉阻差辦公及遊蕩罪被捕。據悉被捕學生來自石籬天主教中學及仁濟醫院林百欣中學。

### 行政長官前往清真寺道歉

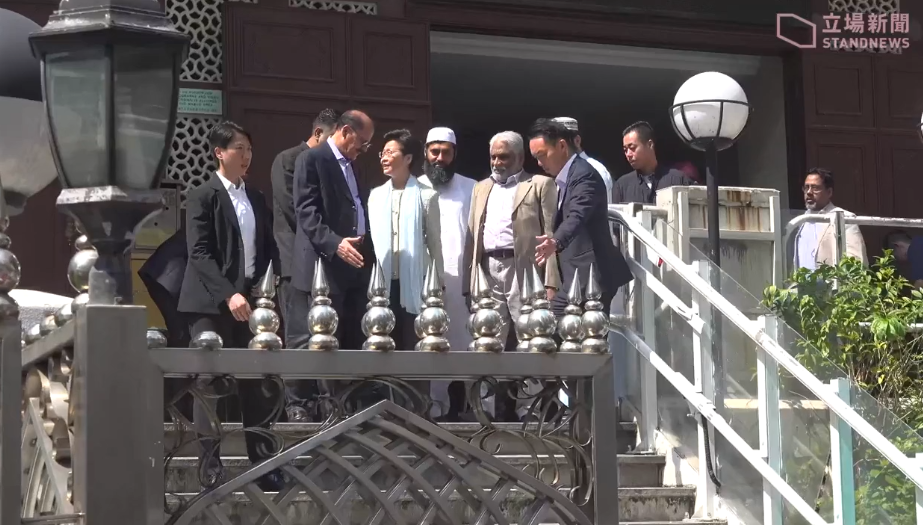
特首林鄭月娥離開九龍清真寺

行政長官林鄭月娥及警務處處長盧偉聰等人在早上11時許到訪清真寺，就警方水炮車在尖沙咀驅散示威者期間，一度向清真寺正門噴射藍色水柱道歉，有穆斯林團體代表指，政府已就事件正式道歉，認為警隊並非故意破壞清真寺，又感謝所有替清真寺清潔的人。
不過被水炮車藍色水劑射中的印度協會前主席毛漢接受香港電台《千禧年代》訪問時表示，不會接受警方記者會的解釋。

## 22日

### 港大聯署促校方譴責警察和政府
香港大學約100名學生發起聲援行動，以及向港大校方遞交師生聯署信，他們舉起「尋人啟事」單張，批評港大校長張翔「失蹤」。截止今午2時約有2600人參與聯署，其中4成為港大學生，其餘為校友及教職員。聯署發起人宣讀聲明，要求校方下星期一之前，回應他們提出的四項訴求，包括發聲明譴責政府及警方使用暴力，要求校方承諾不容許警方進入校園範圍內搜捕，亦要主動接觸並協助被捕同學，及再度舉辦對話會。

### 台灣陸委會決定派員赴港押陳同佳返台
陸委會致函港府，要求港府就移送陳同佳及轉交口供及證據等，向台方提供協助。
陸委會副主委邱垂正指，香港保安局昨日的聲明顯示，港府無意在港處理陳同佳案，為了務實處理案件，台方已致函港府，要求港方助台方派人到港，確認陳同佳身分，並將他押至台灣受審。

## 23日

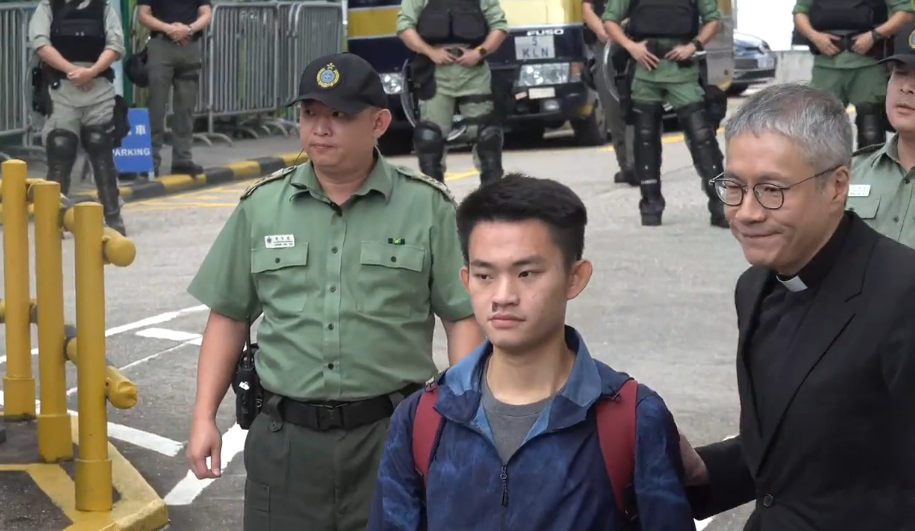
10月23日早上9時，陳同佳在聖公會教省秘書長管浩鳴陪同下離開壁屋懲教所

### 正式撤回逃犯條例修訂
立法會今日召開大會，保安局局長李家超在會上動議恢復二讀辯論《逃犯條例》修訂，以宣布撤回修例，《逃犯條例》修訂草案的撤回程序由下午2時57分展開，3時01分完成整個程序，僅耗時五分鐘。

### 陳同佳出獄
台灣殺人案疑犯陳同佳在港被控洗黑錢罪成判囚，昨刑滿出獄。他步出監獄後首先向案中死者潘曉穎的家人道歉，並作90度鞠躬，稱自己願意前往台灣受審。陳同佳又向社會和香港人說「對不起」，冀大家能給予他機會重新做人，其後再次鞠躬，並在聖公會教省秘書長管浩鳴陪同下登車離開。雖然陳同佳表示欲「為自己犯下的錯事自首」及到台灣受審，但事件已由司法問題升級至港台政府政治角力，陳同佳何時赴台仍未確定。他之後由聖公會教省秘書長管浩鳴陪同下登上白色七人車前往油麻地京士柏山。管浩鳴表示，目前要諮詢法律意見，陳同佳至今日都不會到台灣自首。

### 動物權益團體投訴警察
關注動物權益團體主席麥志豪到投訴警察課投訴，不滿警員在處理大型示威活動時，有虐待動物的嫌疑。麥志豪表示，愛護動物是不分政治立場，不應該將無辜的動物牽涉在政治運動。

### 英國領事館人鏈

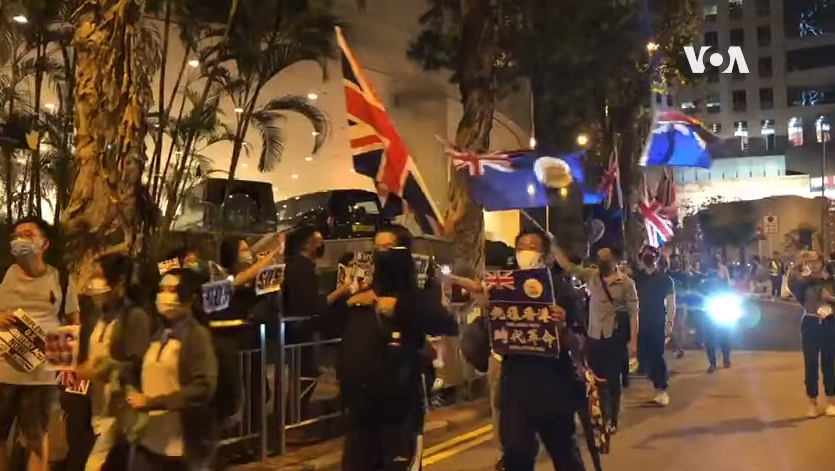
大批市民晚上在英國駐港總領事館門外高舉英國和港英旗及標語，呼籲英國給予香港人第二國籍和居英權

有近千人響應網上號召，到金鐘英國駐港總領事館門外集會，人潮延伸至接近金鐘道。參與群眾大多以口罩蒙面，亮起手機的燈，又高唱英國國歌和以英文高呼支持香港的口號，他們手上揮着大大小小的港英旗，以「國旗人鏈」支持英國議會就香港問題辯論，給予香港人第二國籍和居英權。

### 成立選舉公平關注組
11位支持政府人士以個人名義組成「選舉公平關注組」，向香港特區政府發出緊急呼籲：要求社會回復理性和平，要求政府採取緊急措施止暴制亂，確保「1124」區議會選舉在正常社會秩序下進行。

### 重慶大廈大合唱
有網民發起重慶大廈大合唱活動，聲稱感謝南亞人對反修例示威者活動的支持。晚上7時，過百名市民在重慶大廈門外合唱《願榮光歸香港》及《光輝歲月》等曲。

### 傳出中央任命臨時行政長官
英國《金融時報》引述消息人士指，中央政府正在計劃任命一名臨時行政長官，明年三月取代現任行政長官林鄭月娥。

## 24日

### 蔣麗芸倡支持「暴徒」的議員減薪
立法會議員蔣麗芸表示近日示威衝突影響市民日常生活，不少人「失去自由」，認為香港是最民主、最自由的地方，批評現時有人稱要爭取民主自由，卻有市民吉日想去飲茶都不敢去。蔣麗芸又表示不排除動議任何參與暴亂和支持「暴徒」的議員皆減薪一半。

### 香港聲援加泰隆尼亞集會

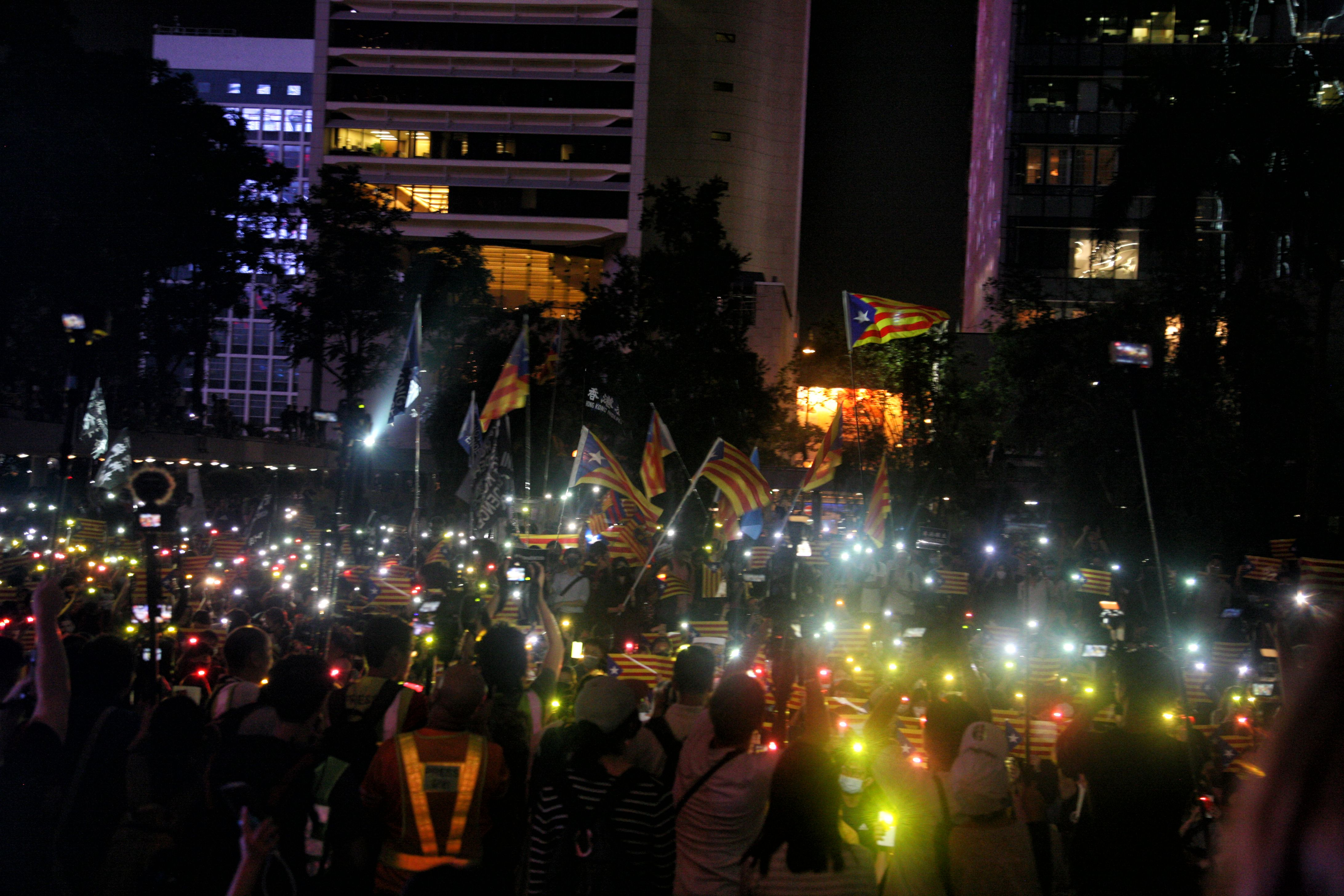
香港加泰人權自由集會

有市民在中環遮打花園舉行香港聲援加泰隆尼亞集會，部份民眾戴上口罩，手持標語，高舉加泰旗幟，聲援加泰隆尼亞人爭取自由和人權，呼籲西班牙政府和平處理加泰示威，並譴責西班牙警察暴力對待示威者。並且形容加泰隆尼亞的情況與香港相同。

### 區議會簡介會腰斬

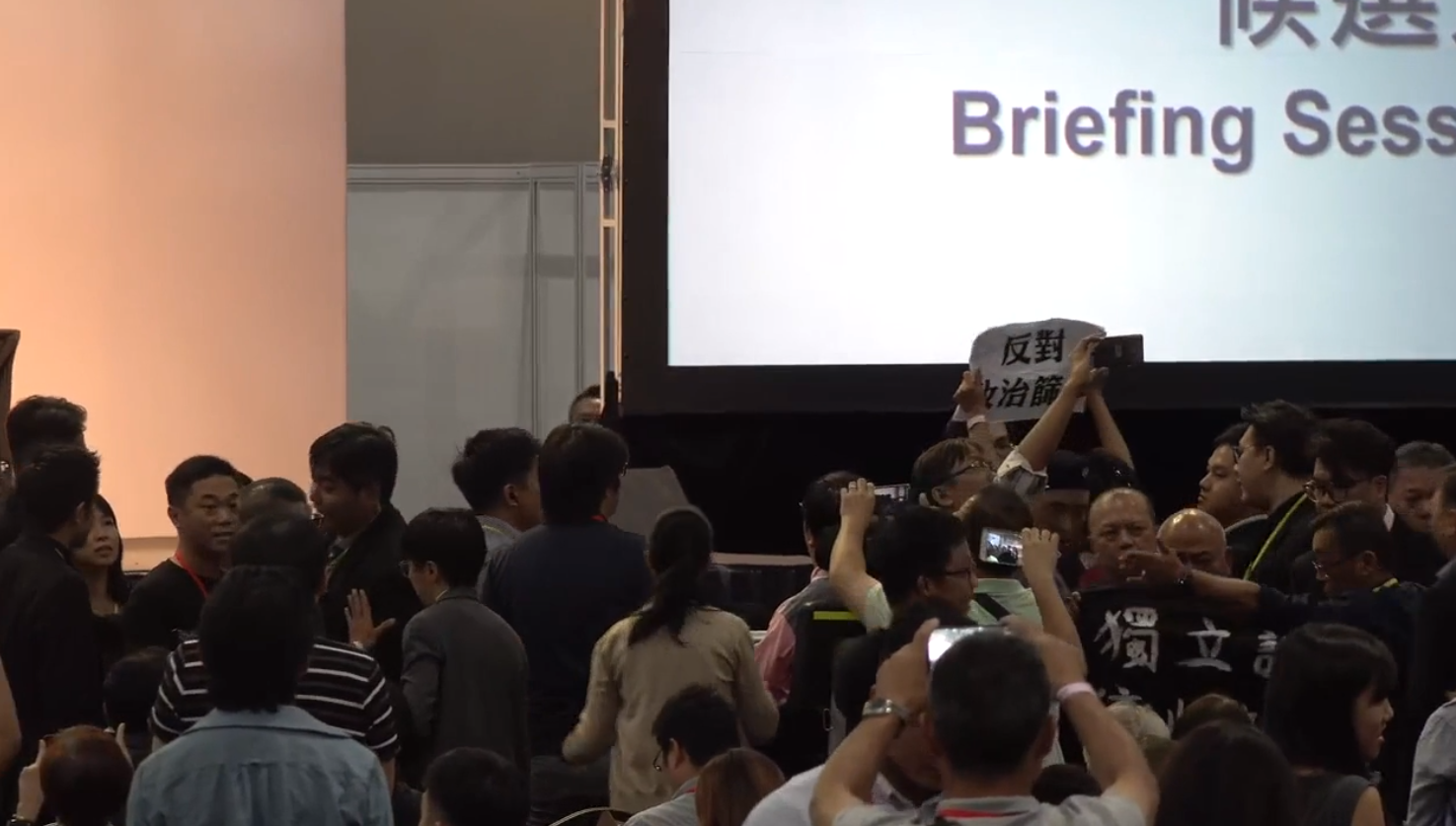
簡介會開始前，多名候選人高舉標語和叫口號，反對政治篩選

選舉管理委員會舉行區議會選舉候選人簡介會，但簡介會一開始就有人高舉標語和叫口號，以選舉代理人身份到場的黃之鋒，以及梁國雄和曾建成等人在場示威，最後情況混亂腰斬。

## 25日

### 步行上班

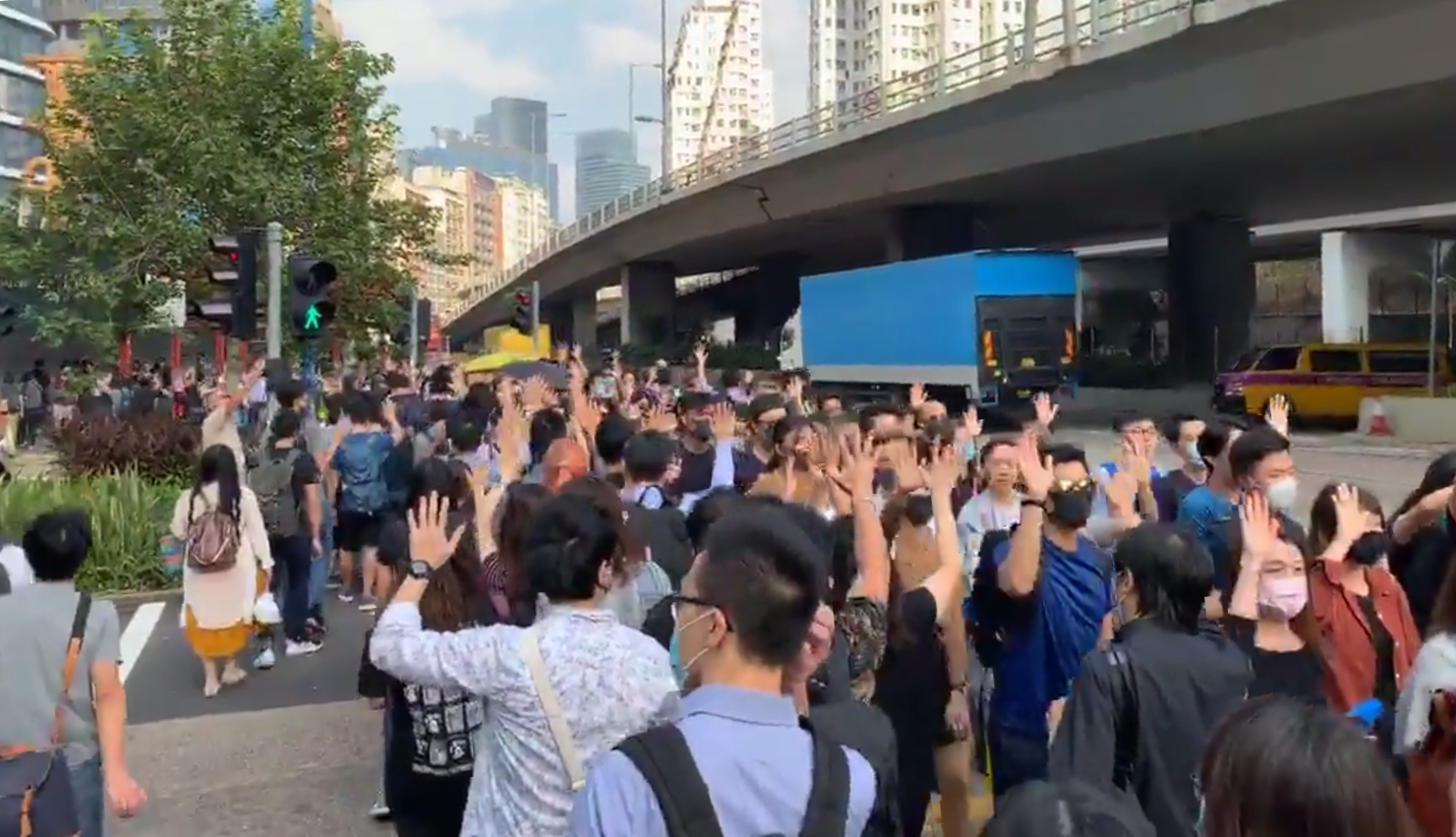
牛頭角「和你返工」的步行上班行動，多人舉起五大訴求手勢

早上上班時間，有網民發起在多區舉行「和你返工」的步行上班行動，在銅鑼灣、尖沙咀、旺角、牛頭角、觀塘等地有數十至約百市民響應。

### 禁止披露警員及家屬資料禁制令
10月25日，香港律政司和警务处向高等法院上诉，要求法院颁發禁制令。高等法院其后正式颁布临时禁制令，明确禁止任何人公开警员及其家人的个人资料、恐吓及骚扰警员及其家属，该禁制令有效期至11月8日。

### 將軍澳人鏈

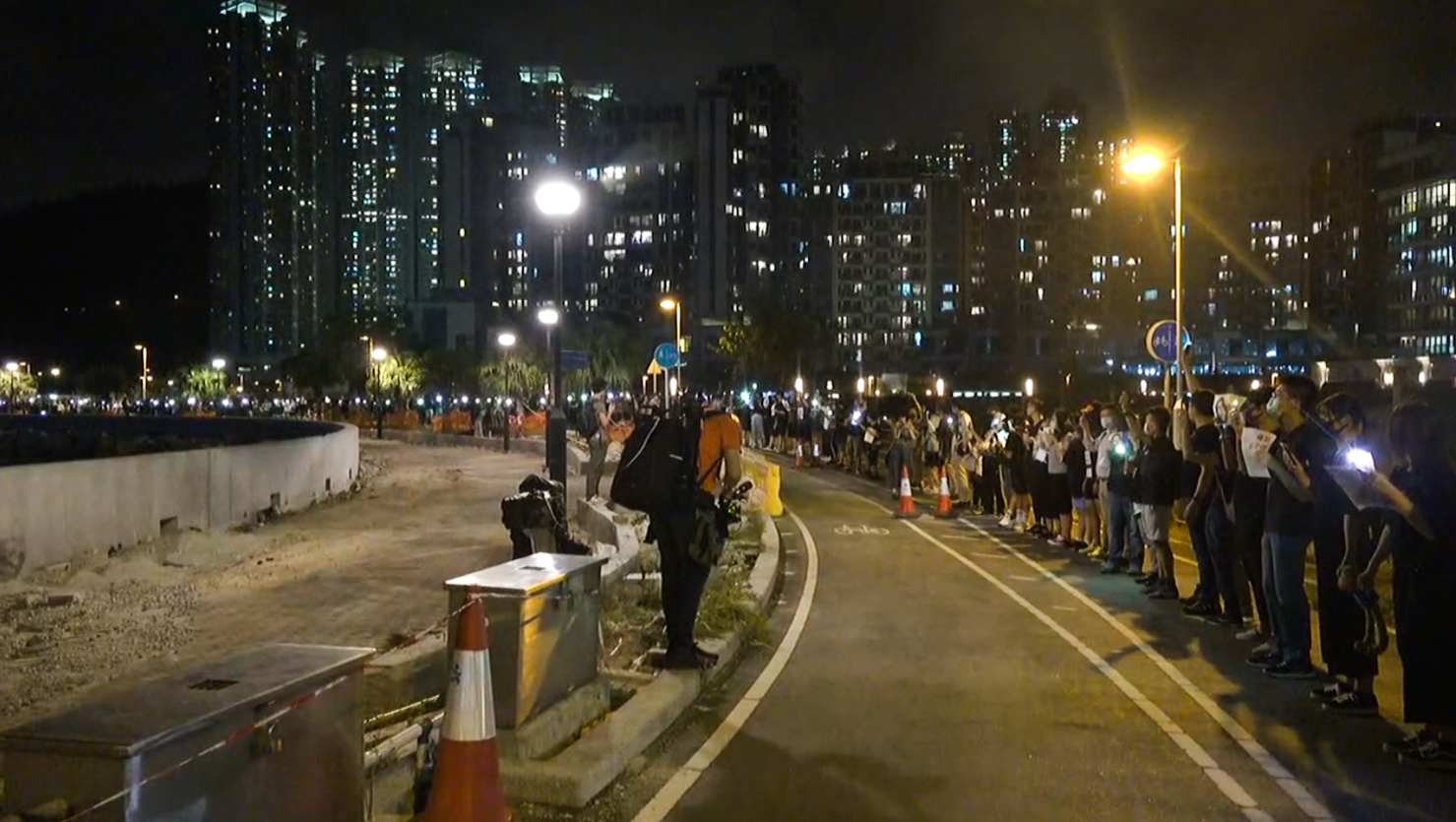
將軍澳南海濱長廊的人鏈

晚上，約200至300名市民自發在調景嶺知專學院地下組成人鏈，悼念早前浮屍海面的青年學院女學生陳彥霖。人鏈由景嶺路、翠嶺路、唐賢街延伸至將軍澳南海濱長廊，大部分市民載上口罩。

### 光復學界人鏈
過百名港九區學生於D1泳賽中午休息時段在場外築成「光復學界人鏈」表達訴求，「人鏈」由九龍公園游泳池入口延伸至龍堡酒店門外，期間有學生高叫口號及唱歌。

### 《遺盔》藝術展開幕
本地藝術家Peggy Chan將連同土瓜灣街坊在牛棚藝術村舉辦「遺．盔」社區藝術展，開幕日當晚更會有「願榮光歸香港」街坊大合唱。她希望利用只具保護性質的「頭盔」作藝術裝置，令廣大市民了解過去這四個多月來香港社會發生的事，並從中體會到民主與自由處於生死存亡之際。

## 26日

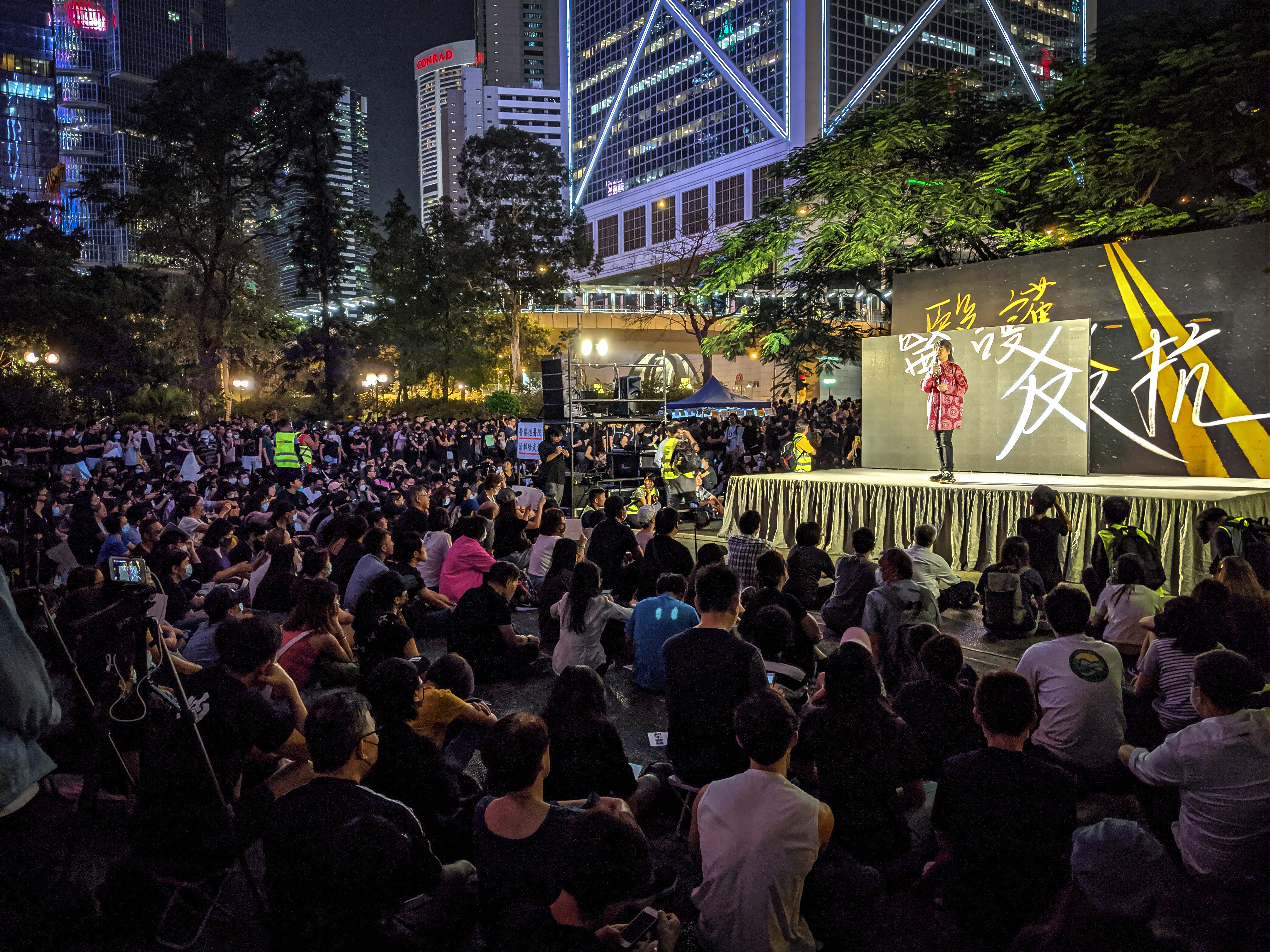
晚上，醫療專職人員以「尊重人權，克制警權」為主題，於遮打花園發起集會

### 對抗白色恐怖反極權集會
有市民發起於在添馬公園舉行主題為「對抗白色恐怖反極權」集會，聲援因曾參與示威而被企業解僱的員工。

### 玫瑰經祈禱會
香港天主教正義和平委員會於中環遮打花園舉辦的「播種和平」玫瑰經祈禱會，由夏志誠輔理主教主禮，指「為香港人的平安，為這城的民主和自由祈禱，祈求香港社會變得更仁愛和公義，更符合天主的旨意。」夏志誠於祈禱會上呼籲不要物化任何人，並指「無一個人係曱甴、無一個人係狗、無一個人係黃色物體」。他又呼籲教徒就成立獨立調查委員會每晚十時祈禱。

### 爆買黃店日
有網民發起今日為「爆買黃店日」，測試「黃店」存貨壓力，中午起於全港18區的「黃店」消費。

### 元朗靜坐活動

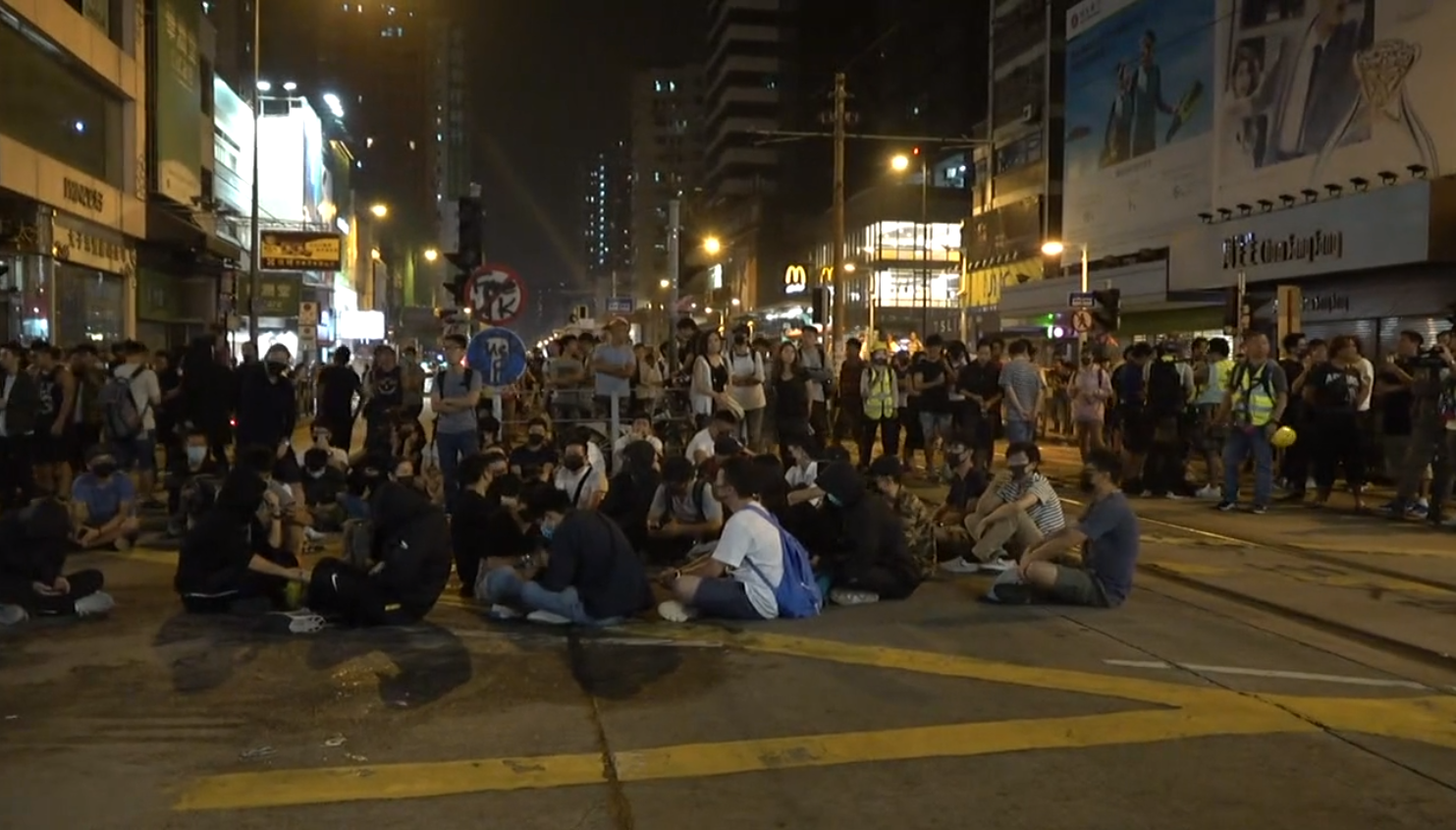
晚上10時半20多人在元朗大馬路靜坐，聲援在反修例運動中的被捕人士

有網民發起晚上在元朗大馬路靜坐，聲援在反修例運動中的被捕人士，防暴警察曾在大馬路推進，曾舉起黑旗及藍旗，並在無警示下在西菁街發射催淚彈。

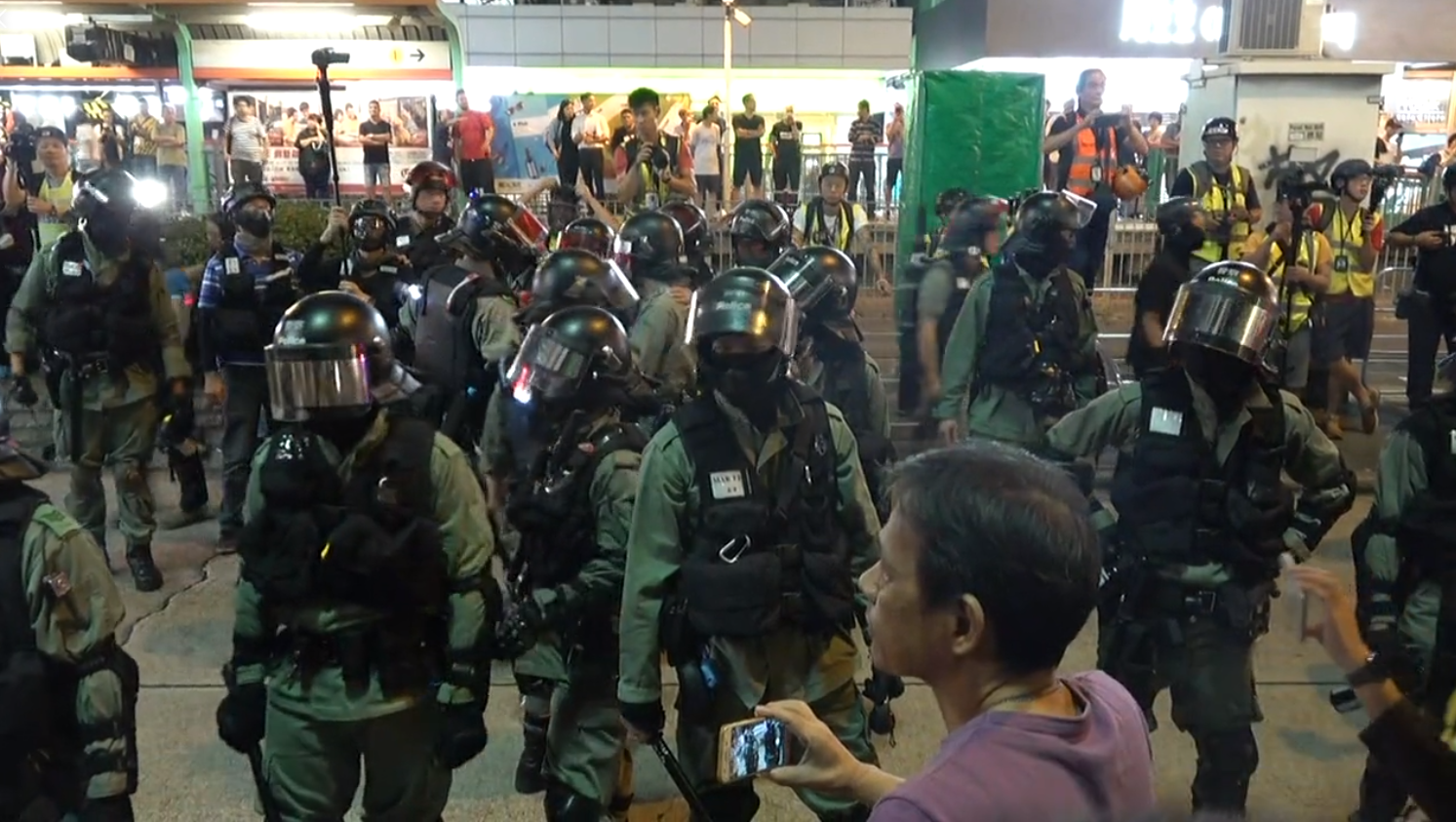
晚上9時許，防暴警察到大馬路的輕鐵站外戒備
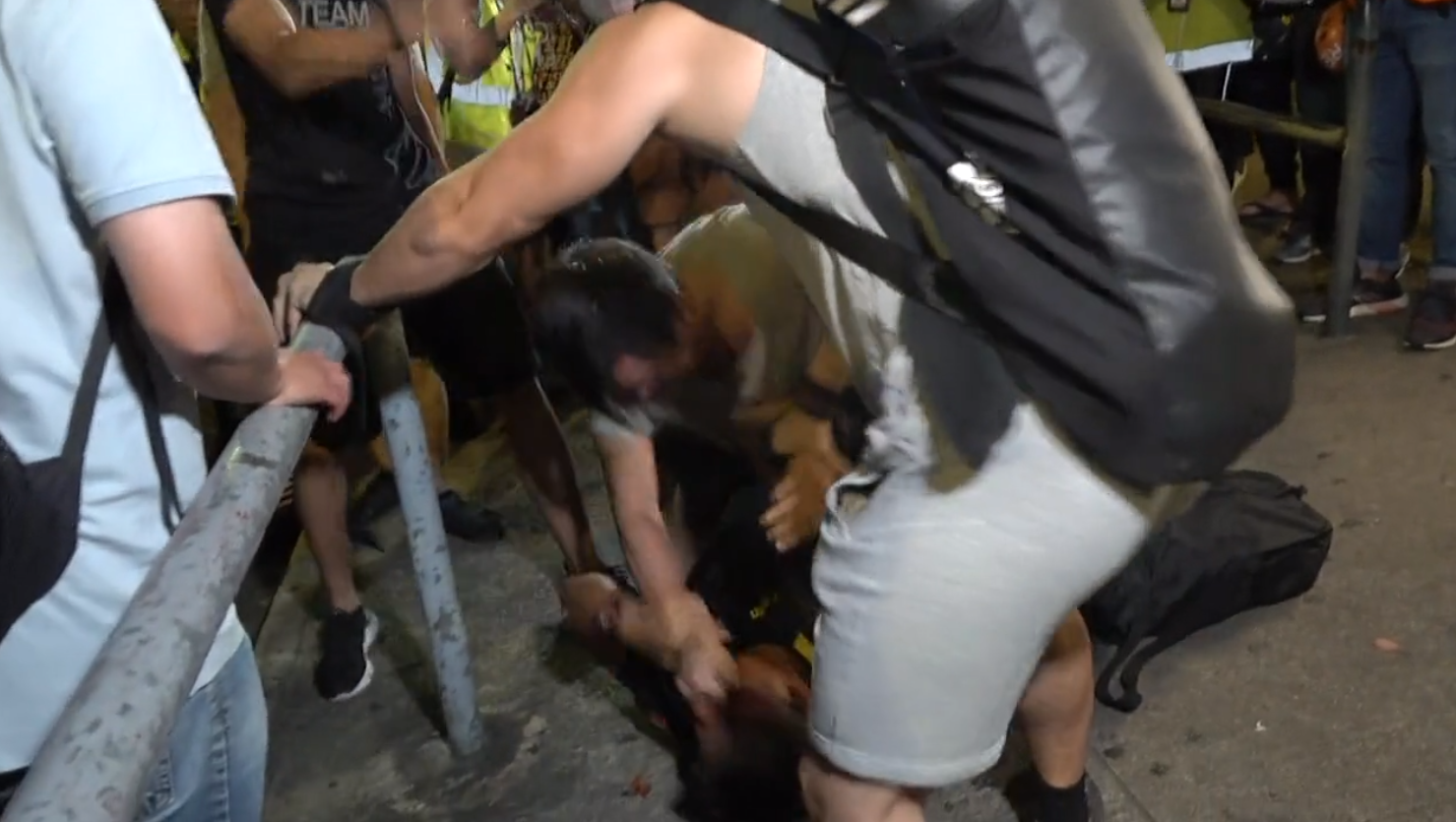
有市民被多人毆打
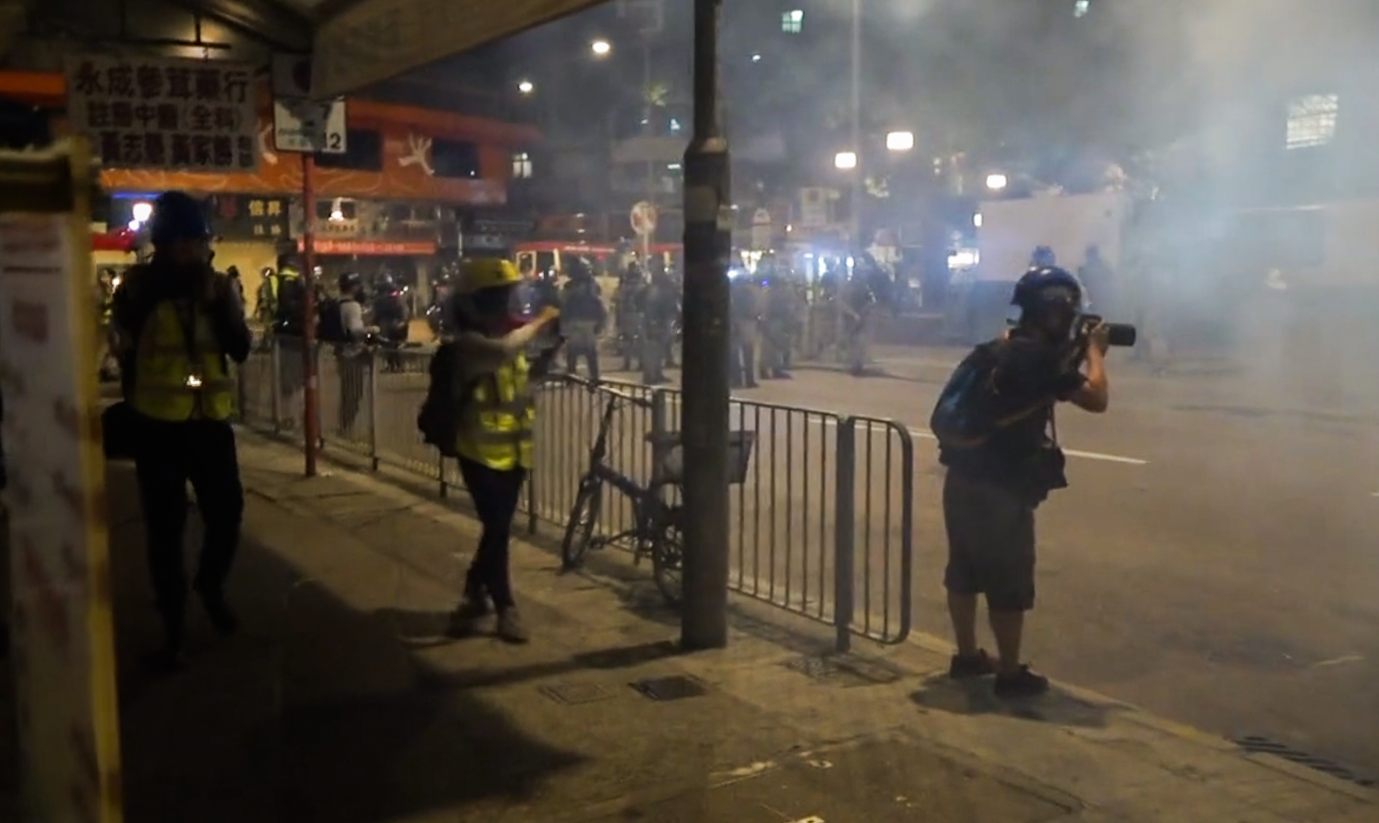
防暴警察無警示下在西菁街發射催淚彈
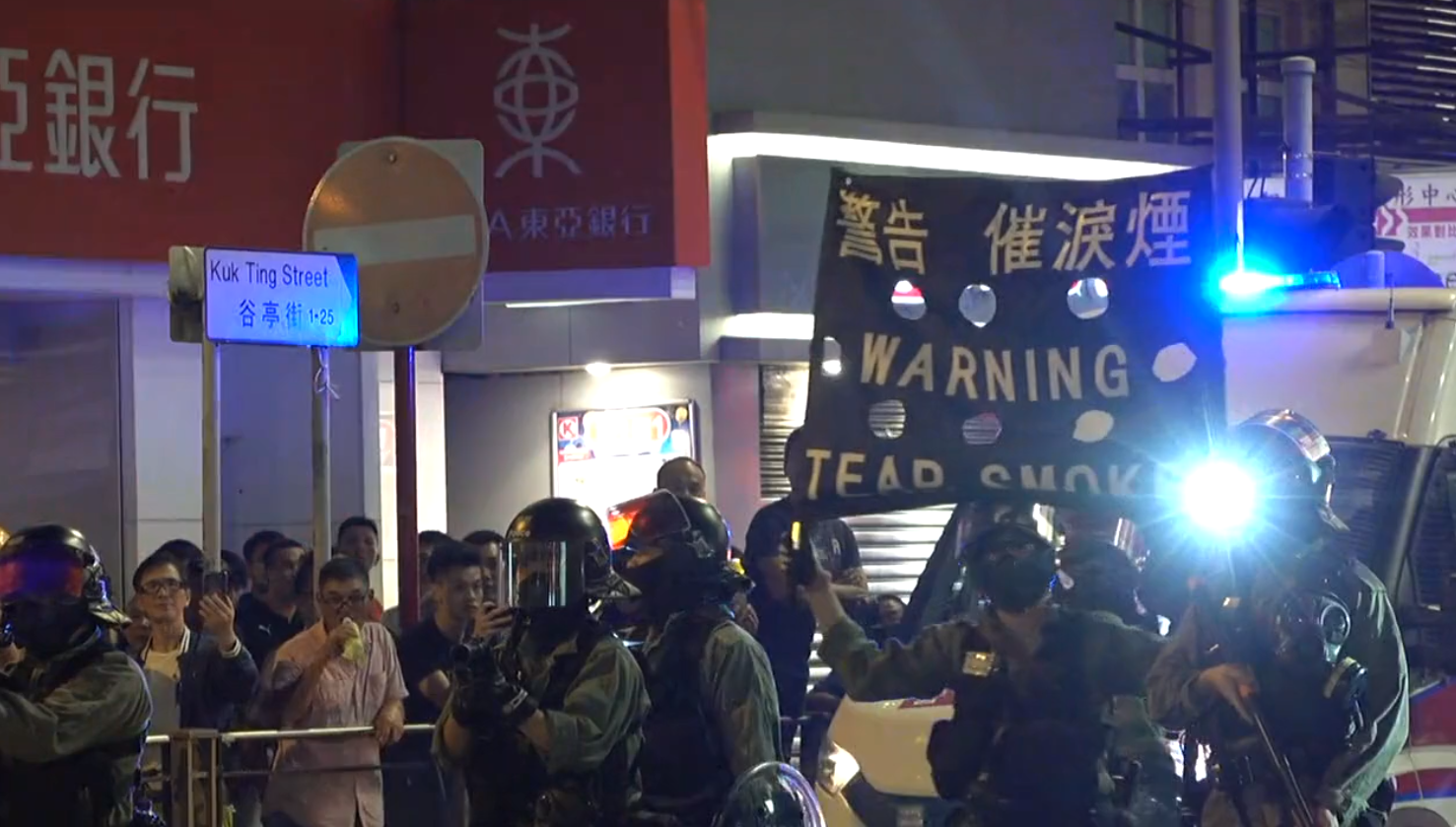
晚上11時50分，防暴警抵達元朗大馬路近大棠路，一度舉黑旗警告。
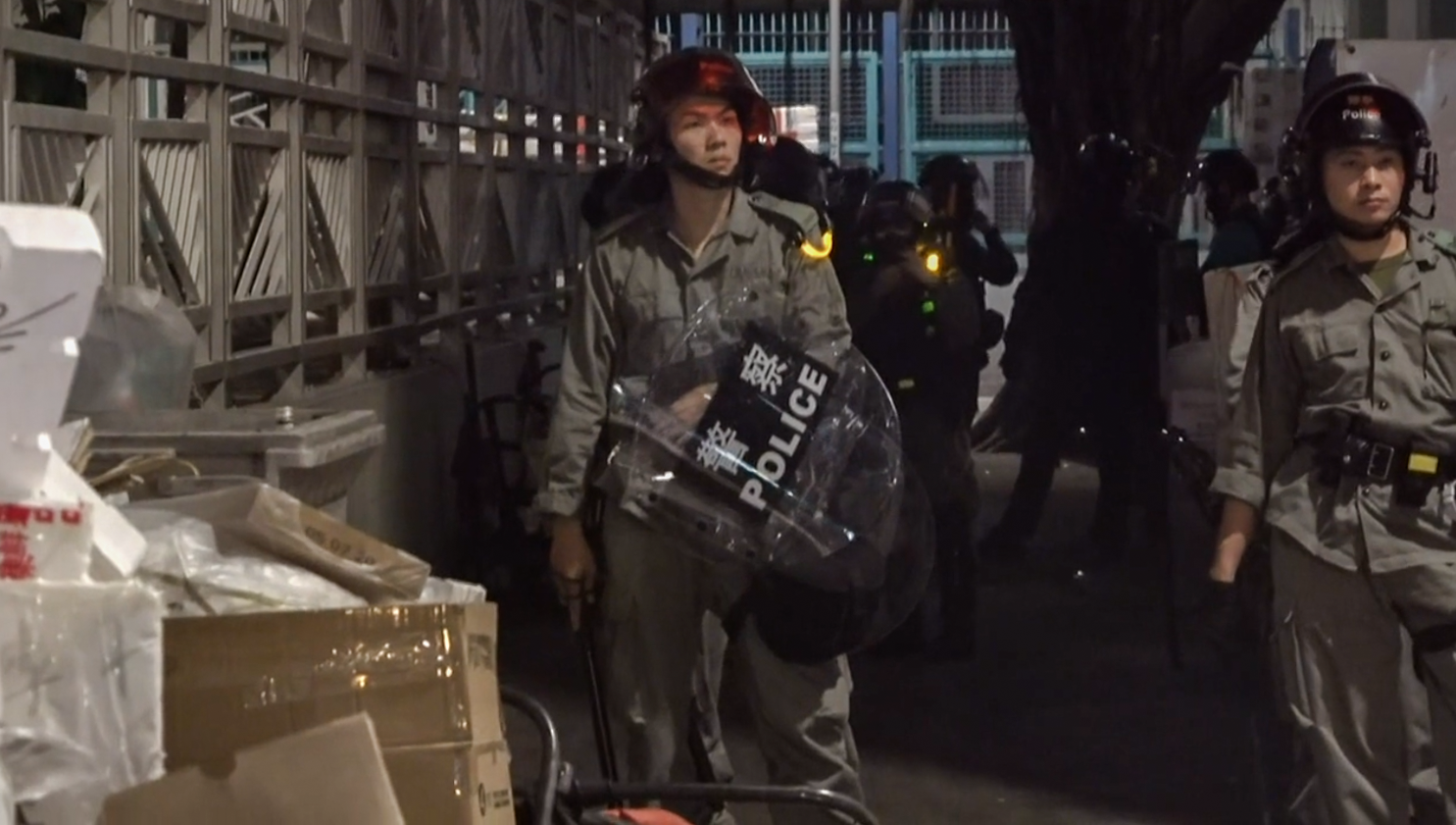
有人在公園外被防暴警察截查

### 譚仔雲南米線「反示威者」告示
譚仔雲南米線旗下觀塘廣場及油麻地分店今日門外張貼告示，內容指「本店注重環境衛生，不招待曱甴及不文明人士。不便之處請自省！」，公司發表聲明指，從未撰寫有關內容，店內員工亦從未張貼相關告示，相信屬於人為惡意中傷。已經把店外所有非該公司發出的告示撕掉。譚仔下午再發聲明，並分享閉路電視截圖，證明相關告示屬他人捏造。

### 醫護專職集會
醫療專職人員以「尊重人權，克制警權」為主題，於遮打花園發起集會，表示白色恐怖已入侵醫護界，令醫護承受壓力，又譴責警方令醫患關係進一步撕裂，嚴正抗議警方進入醫院範圍，影響醫院安寧。大會亦重申五大訴求，並強調醫護永遠會與市民同行。

## 27日

### 追究警暴集會

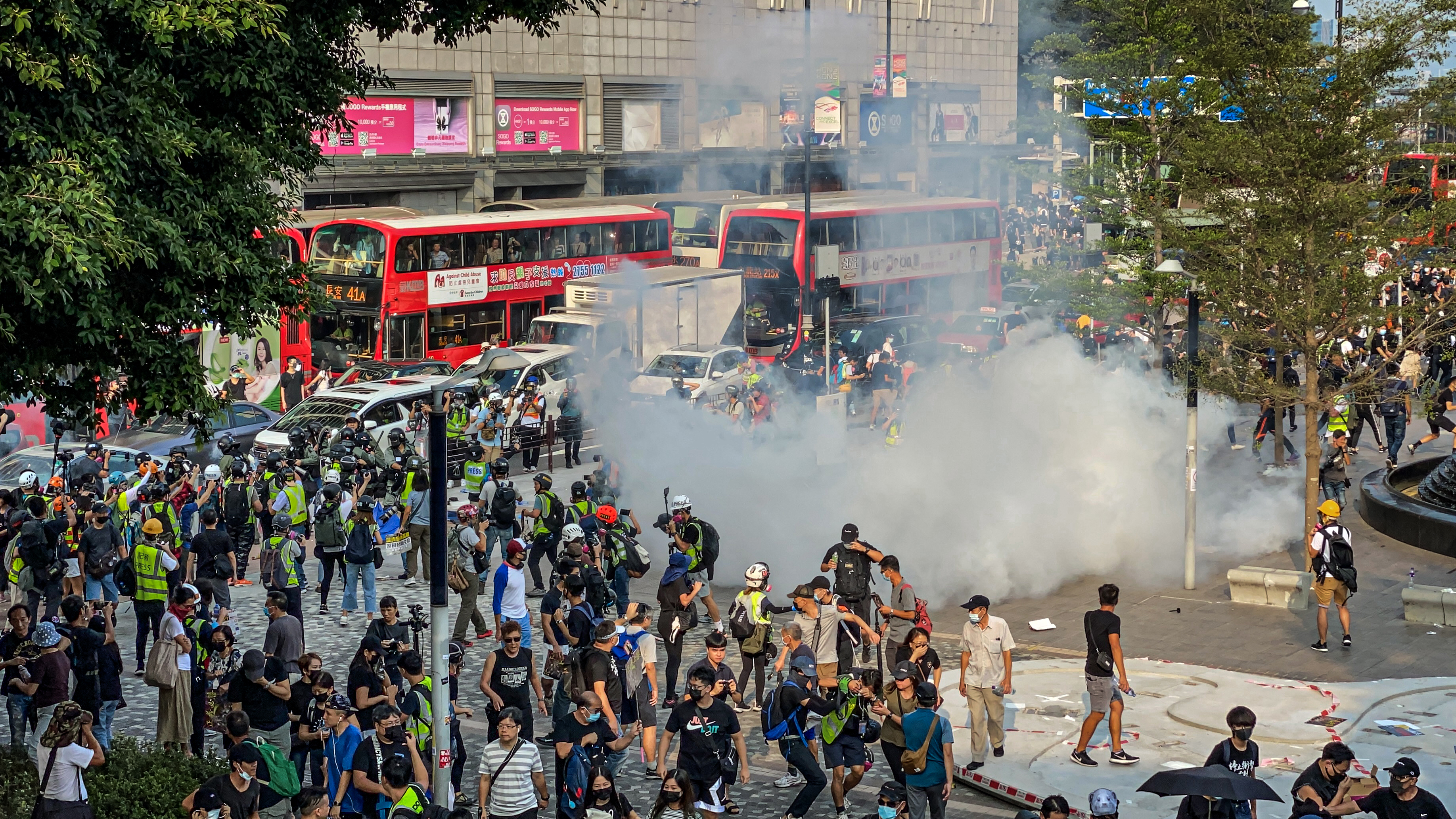
警方在梳士巴利花園使用催淚彈清場

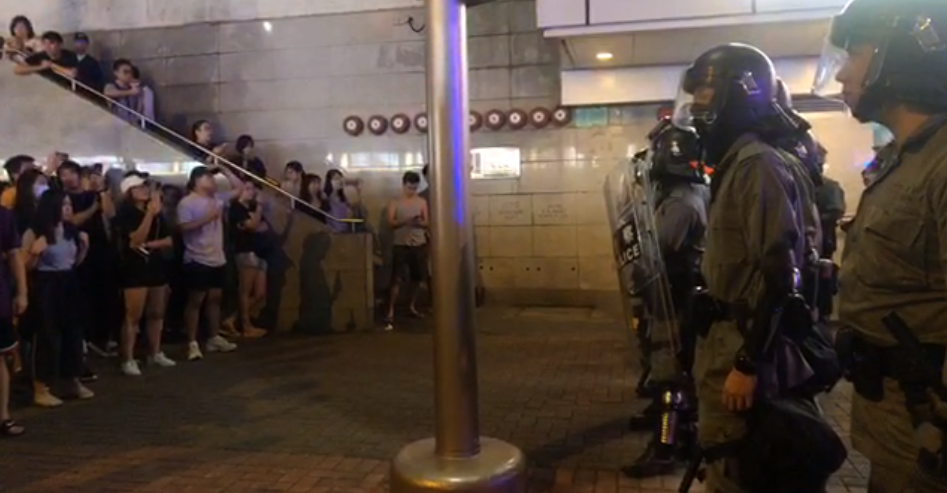
晚上，黃埔花園數名年輕男女被防暴警員帶到牆邊搜身後，大批居民在場圍觀表示不滿

有網民發起於下午3時於尖沙咀梳士巴利花園發起「追究警暴 連繫穆斯林 守護民眾 與記者同行」集會，有約有千名示威者在梳士巴利花園聚集。但集會未有得到警方不反對通知書，警方使用催淚彈及胡椒噴霧清場。警方在梳士巴利道施放的催淚煙隨風而至，門前人士和無裝備示威者其後進入半島酒店大堂暫避。酒店事後已關閉所有出入口，並安排保安員駐守。此乃繼1942年後，半島酒店第二次被用作民眾避難所。
其後示威者轉到其他地區，最後演變成多區衝突。
到晚上有約70人聚集在長沙灣政府合署外，架設路障及在捲閘外衝擊政府合署，期間有人擲汽油彈縱火。
在晚上近10時，紅磡黃埔花園德安街有示威者以雜物阻礙行車線，其後有大批防暴警員到場，數名年輕男女被警員帶到牆邊搜身，當中有青年雙手被索上膠帶，之後再被搜袋。警方的行動引起約300名居民在場圍觀表示不滿，部份人指罵警員，並唱反警歌曲。期間有部份市民與警方理論，一名女士出示一份法庭判詞，質疑警方行動不合法。其後警方舉起藍旗，指現場市民正進行非法集會，有警員更向市民噴胡椒噴霧。到晚上近11時，警員全數撤退，約500名街坊於黃埔德安街一帶聚集並歡呼。
事後一名32歲，還押逾一年多任職電腦技術員的被告，被控當日在深水埗長沙灣道與欽州街交界長沙灣政府合署外參與暴動，身處非法集結時使用蒙面物品和管有物品意圖損壞他人財產。被告在被捕後一度獲擔保，到2020年8月再次被起訴，他於區域法院承認暴動罪。到2021年8月27日，區域法院法官陳廣池指被告有強烈的本土精神，深受媒體和政客等的言論影響，無法證明被告有悔咎或改過的決心，加上他身穿頭盔、防毒面具等裝備，並衝擊政府合署和有人與被告協調，被判監禁40個月。
而當日一名40歲女保安在旺角彌敦道601號創興廣場外打踢警長大腿及打督察心口致發紅，事隔兩年被控兩項襲警罪。2022年4月13日，她承認一項襲警罪，而另一個控罪由法庭存檔，獲不提證供起訴。案件押後至4月27日判刑，期間被告需要還柙。最後她被判監禁34日。
2男3女在下午近5時涉在旺角亞皆老街117-121號外管有士巴拿、噴漆及雷射筆的物品，事隔近3年被控管有攻擊性武器及管有任何物品意圖摧毀或損壞財產罪，案件押後2022年至8月23日再訊，各被告獲准保釋。其中一名23歲女生在11月11日於九龍城裁判法院，承認「管有物品意圖損壞財產」，被告還押至11月25日判刑，最後裁判官崔美霞判刑時會考慮阻嚇性多於更生，判處監禁4個月。另一名38歲無業男則否認控罪，案件押後至2023年1月9日預審，被告續准保釋。同案有兩名被告早前認罪，署理主任裁判官黃雅茵於同年10 月，判18歲的被告接受240小時社會服務令，而24歲被告則判囚6個月。裁判官在判刑時指，考慮到檢控延誤，均有酌情減刑。另外，21歲少女於8月獲控方同意自簽1500元、守行為18個月結案，並撤銷其控罪。

### 自由之鶴集會

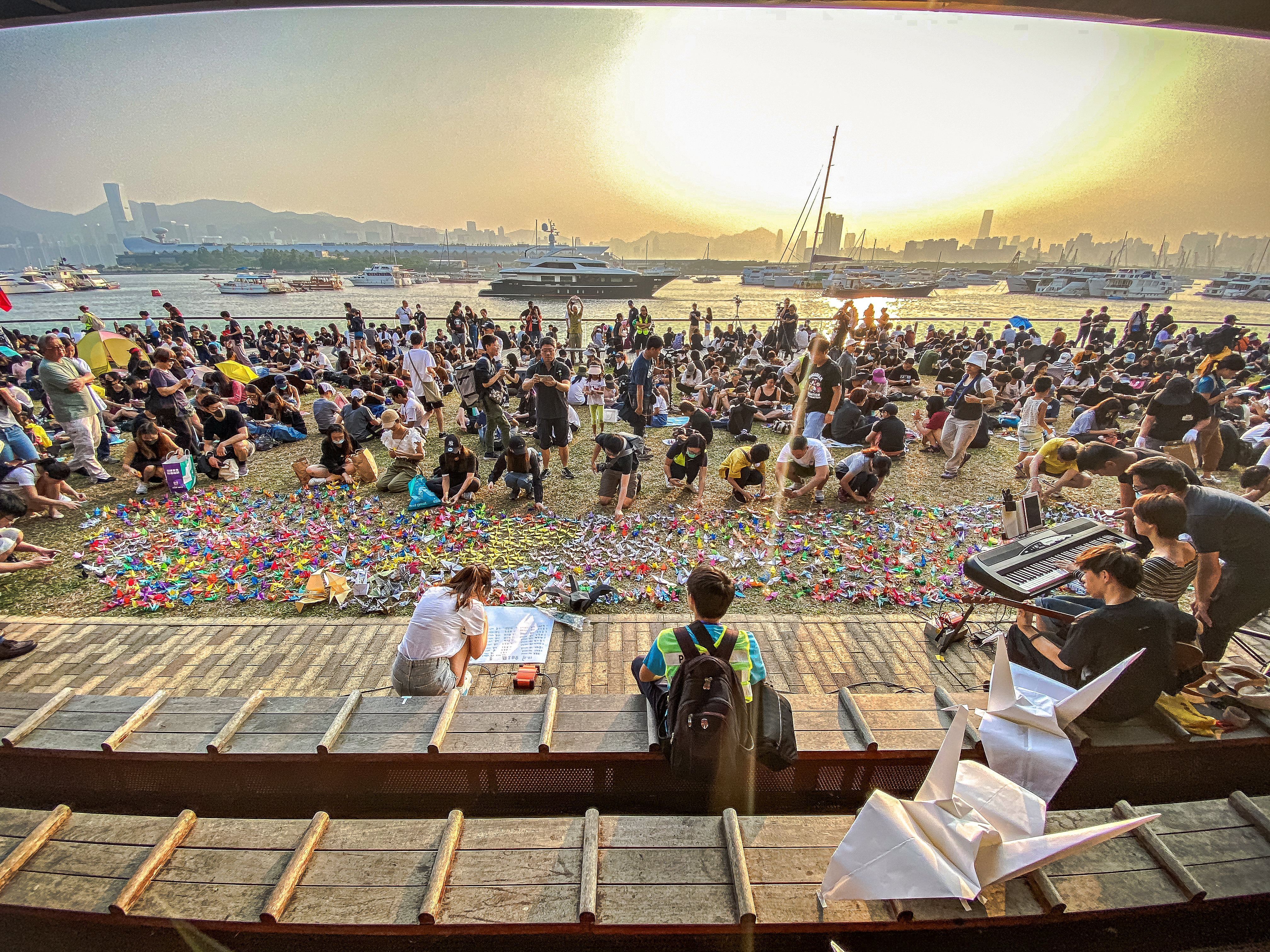
下午4時，觀塘海濱花園有200多人在場摺紙鶴

有網民於觀塘海濱花園發起「觀塘自由紙鶴」活動。約下午4時，海濱花園有200多人在場摺紙鶴，當中有家長帶同帳幕到地與孩子一邊野餐一邊摺紙鶴。

### 工聯會記者會
工聯會召開記者會，批評有「暴徒」趁區議會選舉「搞黑色恐怖」，以塗鴉、灌水、縱火等方式破壞多個工聯會的服務點和辦事處，以暴力干預選舉公平、恐嚇持不同政見的候選人和市民。

## 28日

### 警方記者會一度暫停

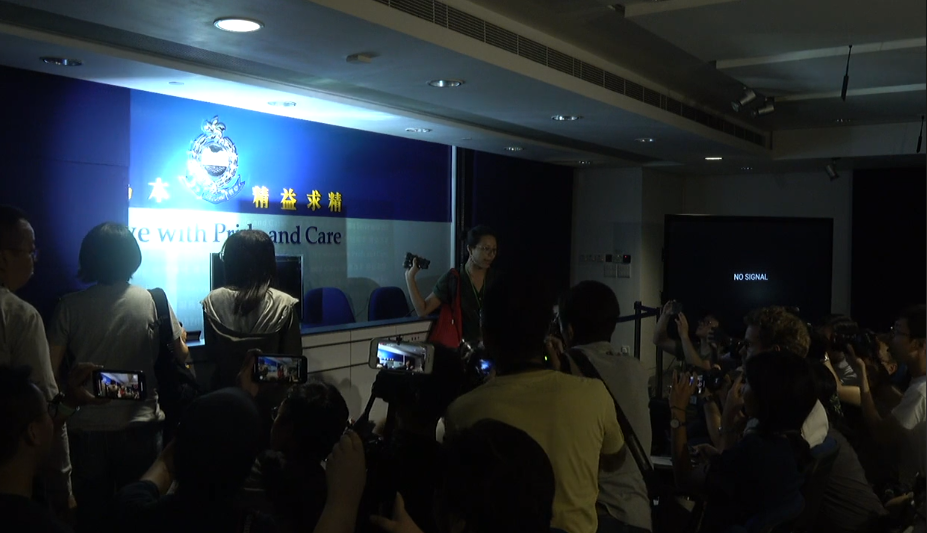
女記者Amy Ip手持電筒，抗議警方近期在示威現場經常阻礙記者採訪

警方舉行記者會期間，女記者Amy Ip手持電筒照向警方代表，以示對警方強光照射記者的不滿，並宣讀聲明，指警員連日於示威現場無理推撞記者，向記者直射胡椒水及橡膠子彈，又用強光照射記者，又無理拘捕記者，形容記者成為警暴受害者，呼籲傳媒集體離場杯葛記者會。警方暫停記者會，並一度關閉記者室現場的燈光及電源。其後警方恢復記者會，警方批評有個別記者騎劫記者會。《蘋果日報》發出聲明，由10月29日起不會再出席警方就示威活動舉行的例行記者會。
而《香港經濟日報》記者因向主持記者會的警察公共關係科警司高振邦提出「記者會係畀記者講嘢㗎嘛」（記者會是讓記者說話的嘛），而被發出警告。另一名曾在警方記者會提出尖銳問題的記者，和兩名攝影記者亦於同日被公司以「資源重組」為由辭退。員工相信事件涉及新聞審查。

### 警方公佈警員將配上行動呼號白卡
警方在記者會公佈試行新機制，讓執勤警員配戴一張寫有警員行動呼號，包括所屬的部隊及崗位的白色卡片於制服胸前，讓市民可識別警員身份，每個警員的行動呼號都是獨一無二。警方指行動呼號屬內部識別用途，以平衡公眾利益和警員被起底風險，日後會逐步推行至執勤警員使用。

### 無綫電視申請臨時禁制令
無綫電視向香港高等法院原訟法庭申請臨時禁制令，禁止任何人士非法及故意襲擊無綫電視記者及毀壞其財物。無綫電視指，自近期有關反對逃犯條例修訂草案運動開始，便出現無綫新聞偏頗此等毫無根據的指控，導致於不同社交媒體上發起杯葛無綫電視的行動，意圖對無綫電視造成經濟損失。對此，無綫電視深表遺憾。無綫電視記者亦受到襲擊，採訪車及攝影機遭毀壞。高等法院於11月1日就無綫電視申請臨時禁制令進行聆訊。法官指自10月初後，示威者已停止針對無綫電視的破壞，無綫電視現時沒有遭受明顯的威脅。法官亦認為無綫電視員工拒絕披露身份及沒有在使用器材上展示台徽，令禁制令在實際執行上會遇到困難，故拒絕無綫電視臨時禁制令的申請。無綫電視其後表示對被拒申請感到失望，會保留法律權利。

### 抗議學體會人鏈
由20間中學組成的聯合「反修例關注組」，下午發起人鏈活動，抗議學體會以保護為名恐嚇學生及散播白色恐怖。部份參與同學穿着校服及戴上口罩，又展示「我要打學界」標語，圍繞學界體育聯會會址築成人鏈，抗議有報道指學體會以基於不明朗因素及顧及參加者安全為由，打算取消所有球類比賽。

### 將軍澳和理跑

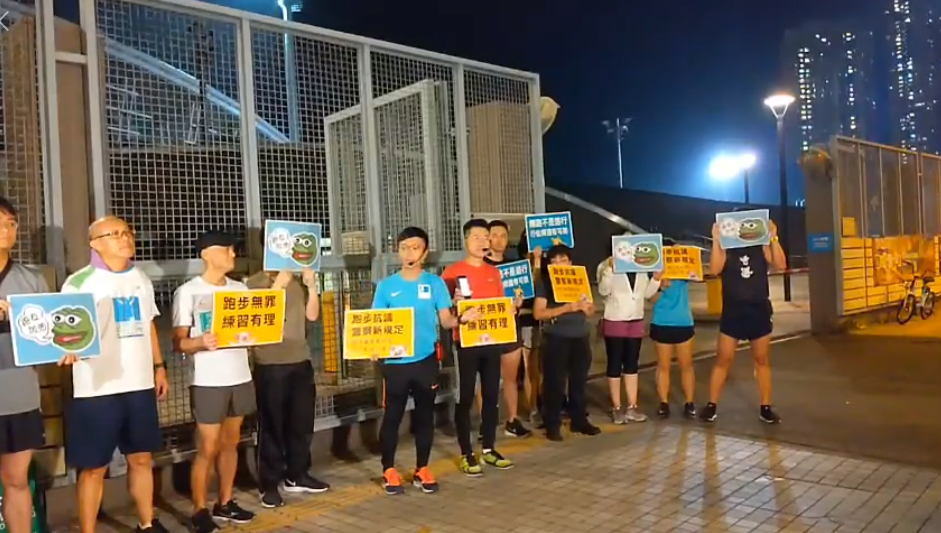
逾20名將軍澳居民參與「將軍澳人和理跑」，在將軍澳運動場外集合

晚上，逾20名將軍澳居民參與「將軍澳人和理跑」，由將軍澳運動場跑到將軍澳警署遞請願信，表達對警方濫用《公安條例》，要求跑會為練跑活動申請不反對通知書表達不滿。居民認為練跑屬康樂活動，質疑警方以政治手段打壓市民聚集的權利。

### 孤星淚演奏會

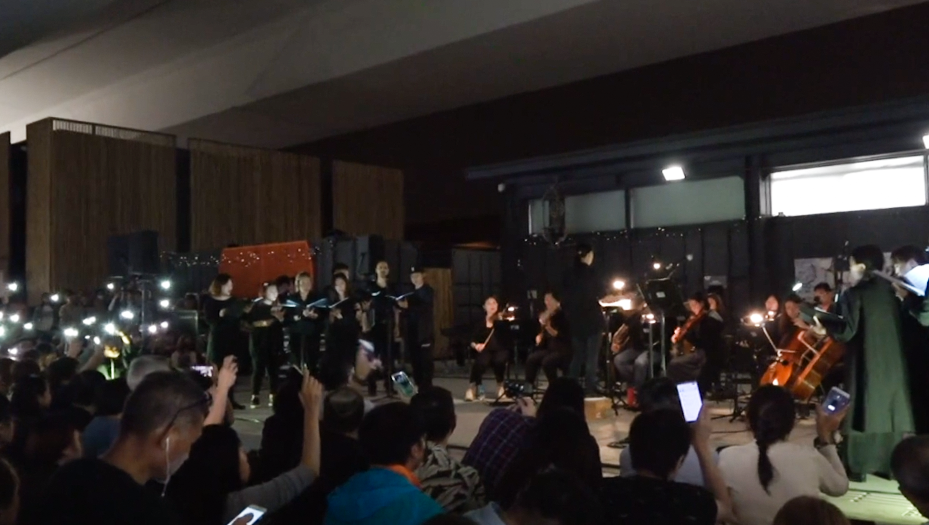
觀塘海濱公園舉行著名音樂劇《孤星淚》的戶外演奏會，吸引約400人到場

晚上，有網民發起在觀塘海濱公園舉行著名音樂劇《孤星淚》的戶外演奏會，演奏13首選曲，吸引約400人到場靜賞樂團的音樂，氣氛平靜。組織「守護孩子」的陳伯擔任嘉賓到場分享，呼籲年輕人珍惜生命，為香港未來作貢獻，並強調要長期抗爭，引起在場人士熱烈鼓掌。市民其後高叫多句口號，有人用激光筆照射觀塘繞道橋底和投影「願榮光歸香港」，最後和平散去。

### 包圍警方屯門大興行動基地
晚上約8時30分，大批市民到屯門大興行動基地對面的建生邨對出聚集，有人在良運街架設路障，又破壞附近一間茶餐廳玻璃窗，並向店內投擲汽油彈。防暴警察在基地外戒備，晚上10時許警方推進並施放催淚彈，部分催淚彈射上寶怡花園平台和兆軒苑樓層走廊。事源下午屯門多處地方傳出不明氣體，有人報稱不適，感覺刺鼻和眼睛痕癢，懷疑警方在基地內測試催淚氣體所致，警方澄清當天沒有在屯門使用過催淚氣體或試用任何不明氣體。

## 29日

### 何君堯被褫奪博士學位
2019年10月，英國上議院議員奧爾頓勛爵去信何君堯母校安格里亞魯斯金大學，稱他有多個「不當行為」，包括曾發表有關大屠殺、攻擊同性戀、攻擊女性以及種族主義的言論，促請校方褫奪何君堯的名譽博士學位。
2019年10月28日，安格里亞魯斯金大學（Anglia Ruskin University，ARU）宣佈正式褫奪授予何君堯（Junius Ho）的榮譽學位 —— 榮譽法學博士學位（Honorary Doctor of Laws）。該大學在一份聲明中說：“該校的榮譽必須是成為我們的學生、校友和員工，以及我們所服務的社區積極的榜樣。 自何先生獲得榮譽以來的行為引起了越來越多的關注。經過調查，該大學撤銷了何先生的名譽學位。”（ARU’s honorands must be positive role models to our students, alumni and staff, and to the communities we serve. Mr Ho’s conduct since he was honoured has caused increasing concern. Following an investigation, the university has withdrawn Mr Ho’s honorary degree.） 該大學網頁亦已移除其資料。何君堯向內地《環球時報》表示，投訴他的英國上議院議員奧爾頓的指控不實，感到遺憾，不排除用法律手段解決，他同時表示，事件暴露了英國所謂法律的「程序公正」很脆弱。

### 香港知專設計學院師生對話
香港知專設計學院校方下午跟學生對話，幾百名知專學生出席對話會，原本由院長主持，但他中途不適要送院治理，之後由副院長同學生對話。校方雖然較早前已經發放多段閉路電視片段，但學生質疑校方尚有六分鐘片段無公開。副院長表示，校方暫時不會再公開任何片段，但已妥為保存，並建議學生一人一信，要求死因庭開庭研訊，才是查找陳彥霖死因的最好方法，屆時學校會提供片段。

### 新城市廣場和你傾
2019年10月29日，香港城市大學學生發起「和你傾」活動，由於校方拒絕出借「王氏國際廣場」，活動改到沙田新城市廣場舉行，並且在新城市廣場中庭發送傳單，說明因為學校打壓學術自由，所以舉辦這場活動，商場內一度有人高喊口號「光復香港，時代革命」、「解散警隊，刻不容緩」。

## 30日

### 理工大學遊行
過百名香港理工大學的畢業生、學生於下午2時30分舉行「快閃校園畢業典禮」校園遊行。旨在要求政府落實五大訴求及抗議校長滕錦光於畢業禮上拒絕與戴黑色口罩的畢業生握手而表達不滿並希望藉此聲援該校58位於反對逃犯條例修訂草案運動中被捕的學生。

### 屯門衝突
有網民於網上號召居民再次到大興行動基地抗議，要求警方交代不明氣體來源及批評警方28日晚的驅散行動，向屋苑平台及走廊發射催淚彈，影響民居及寵物。晚上8時半，多名屯門居民於大興行動基地外集結，居民聚集並聯署要求警方交代不明氣體的來源。約九時，撐警人士石房有到場，率領其他撐警人士指罵聚集人士，高叫口號。其後，警察高舉藍旗，要求現場所有人士離開。撐警人士離開時，與示威者對罵。
晚上九時半，有黑衣人拆下路邊鐵欄，放在馬路中央堵路。大批防暴警察及「速龍小隊」到場，制服多人在地上。警方又到附近屋苑，在大堂內查問部分人。衝突期間中，在良德街有一間食肆，店內有穿黑衣的年輕人。一批防暴警想進入店舖，兩名店舖職員拒絕並指警察無搜查令，雙方理論。其後警方增援，有另一批防暴警察到場，撲跌兩人並將其鎖上索帶。另有警員於無搜查令的情況下，擅進行動基地附近的私人屋苑及商場（包括逸生閣、建生邨商場），並要求住客長時間下跪及對其搜身，期間不少人被警員呼喝。

### 公開大學師生對話
香港公開大學舉行學生校長對話會，學生代表要求校方要更主動支援學生。不過，會議未開始雙方已經因為校方要求閉門對話而爭拗，校方除了拒讓訪客及傳媒入內，又要實名登記，學生不滿，一度發起包圍會場杯葛對話會，最終雙方公開對話，但學生不滿校方的回應，不歡而散。

### 知專設計學院取消師生對話
數百名學生不滿學院副院長黃偉祖爽約，未有依時與學生會面，多名蒙面及身穿黑衣學生破壞校園電腦室和自動洒水系統。數十名持槍的防暴警員一度到校外戒備，最後未有拘捕任何人便離去，聚集示威者逗留約兩個小時散去。校園昨午及晚上停課。到11月1日，知專設計學院承認曾於警鐘鳴響後報警，並無包庇暴力行為。

### 香港大學學生要求張翔譴責警方
香港大學一批反修例學生不滿校長張翔僅重申「譴責所有暴力」，無明確譴責警方或政府。「守護港大聯署小組」發起聯署要求校長回應4項訴求，小組指獲得超過3400人參與聯署，8成半參與者支持行動升級。

## 31日

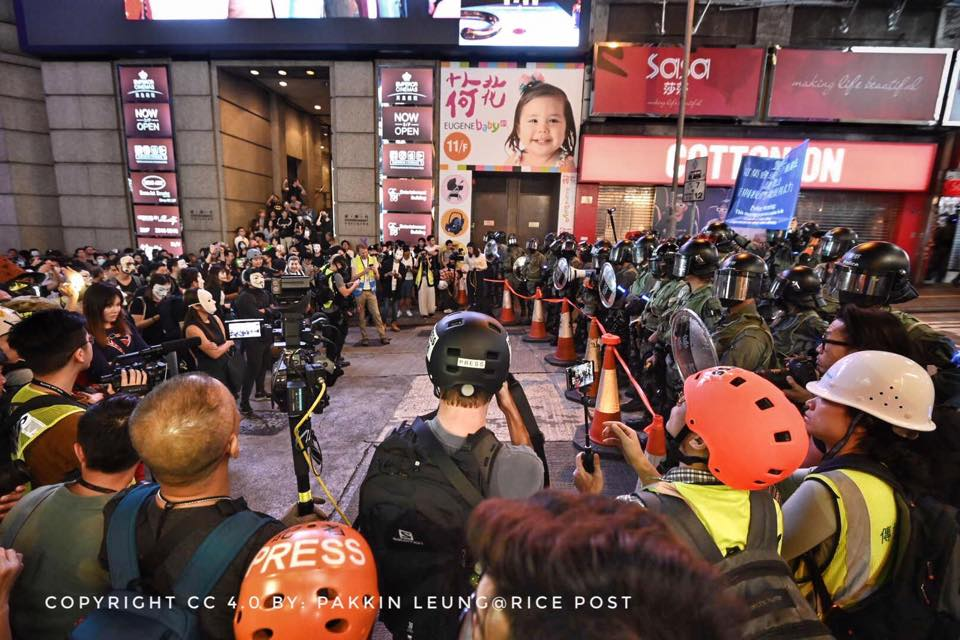
晚上，市民到蘭桂芳慶祝萬聖節時與警方發生衝突，警方舉起藍旗警告市民參與非法集結

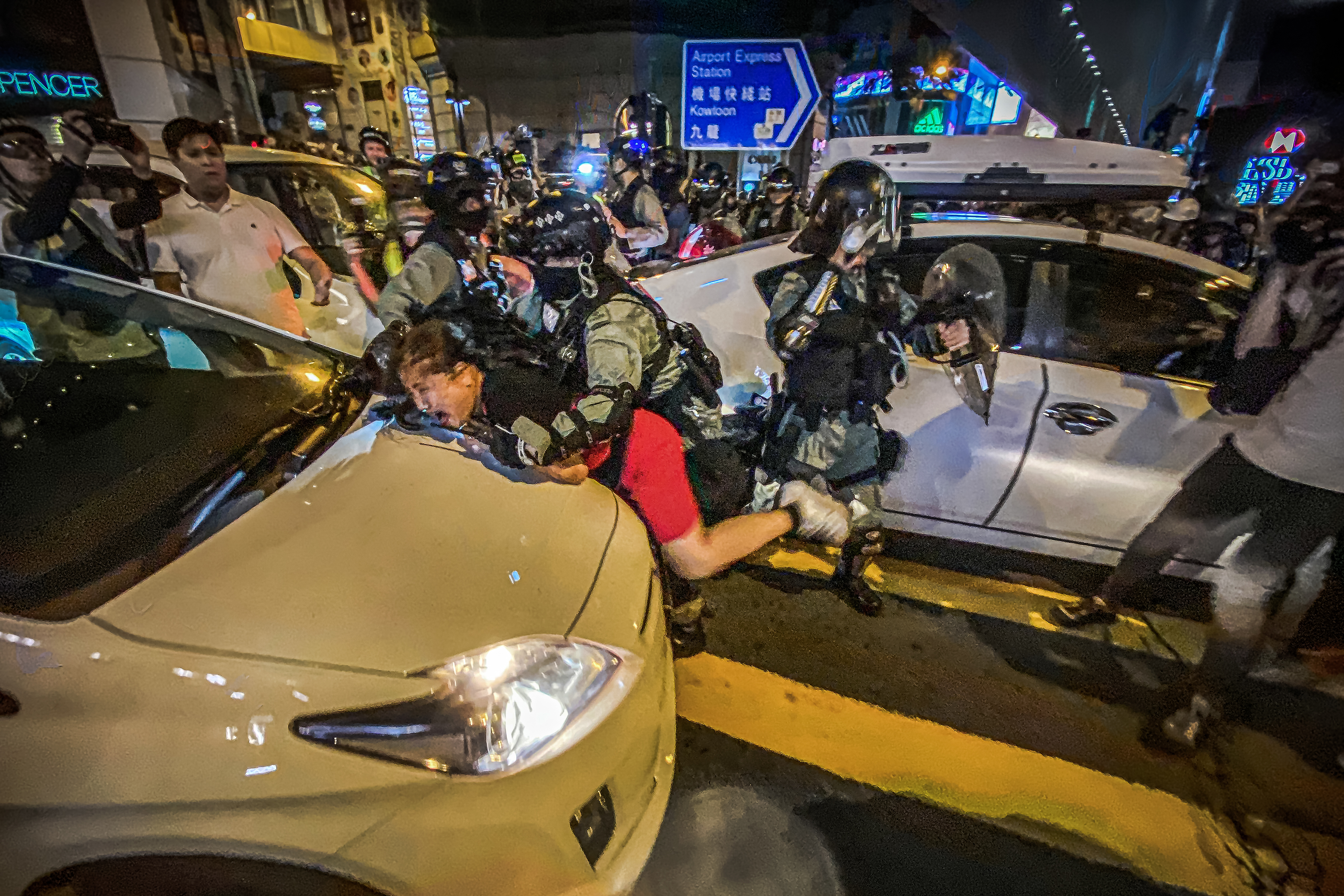
防暴警察在畢打街追捕一名過馬路的紅衣女士

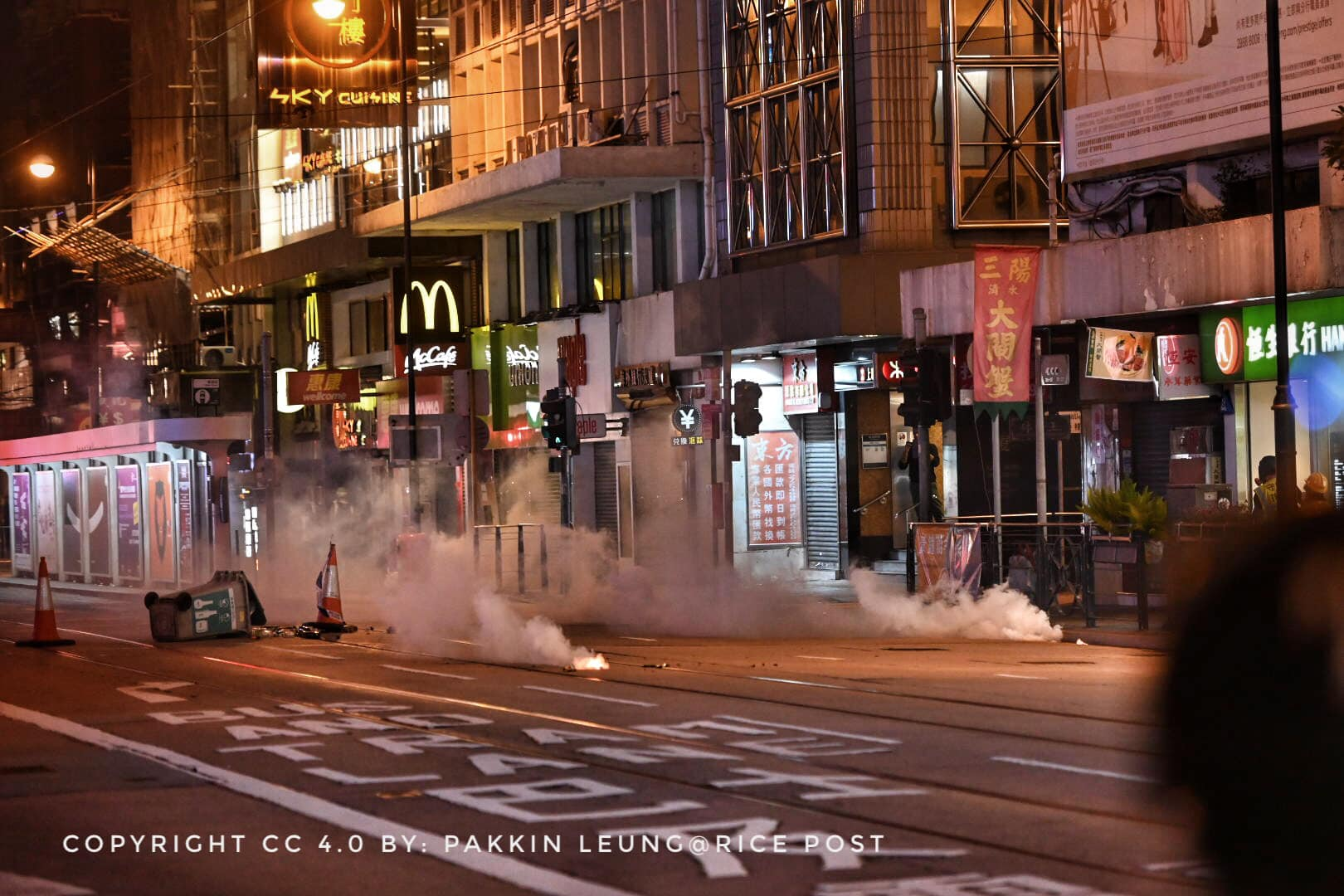
警方發射催淚彈清場

### 聖保羅男女中學禁學生示威
聖保羅男女中學校董會向家長發信，要求學生在校園內外不可舉行或參與違法公眾示威或集會，亦不可以利用學校宣示政治立場或主張，或以學校名義在校內外舉辦相關活動，違者處分。

### 旺角警署快閃撐警
石房有帶同逾百名巿民現身旺角警署外，在石房有率領下，眾人圍着旺角警署外圍行走，沿途高叫「警察加油」。

### 律政司申请禁制令
10月31日，香港律政司提出禁制令申请，要求禁止任何人在網上意圖發佈煽惑他人使用暴力的資料。随后，高等法院緊急開庭處理，并颁布臨時禁制令，有效期至11月15日（即下次聆訊日期）。

### 哈囉喂九官面具夜及蘭桂坊集會
有網民發起「哈囉喂九官面具夜」，號召市民帶上面具，由銅鑼灣維多利亞公園出發，步行往中環蘭桂坊。警方在當日下午2時起封閉蘭桂芳、德己立街等四個位置，中環站亦提早在晚九時關閉。晚上，市民到蘭桂芳慶祝萬聖節時與警方發生衝突，警方於晚上8時封鎖蘭桂坊，不准許市民進入蘭桂芳。由維多利亞公園出發的示威者佔據皇后大道中和德輔道中。警方發射催淚彈及胡椒噴劑清場，有大約十人被捕。

### 中共十九屆四中全會發佈公報
中共十九届四中全会閉幕后發佈了公報，公報中罕有地提及「一國兩制」，也是中共十九大以來首次提出「黨領導一國兩制」。

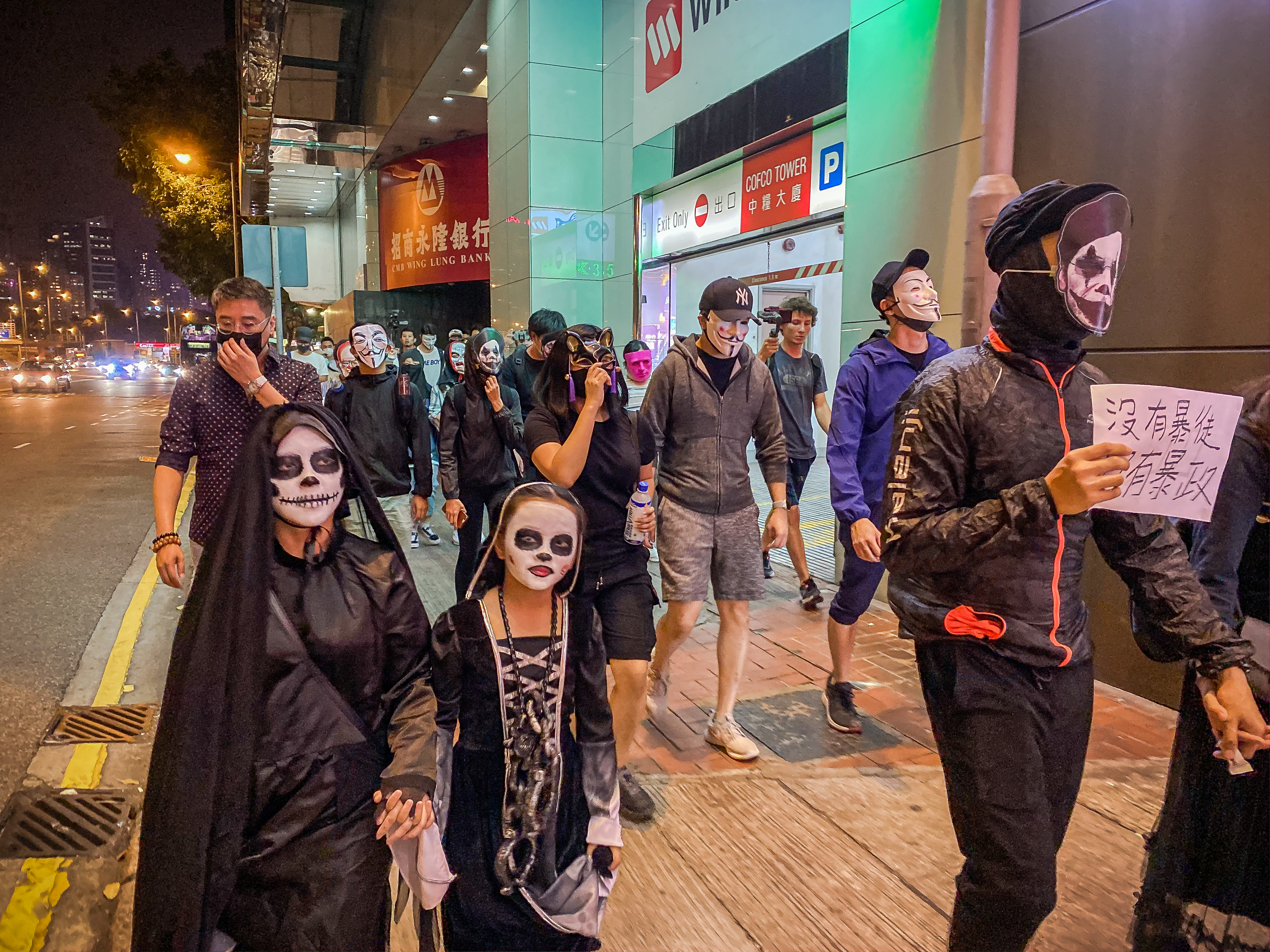
市民帶上面具，由銅鑼灣出發
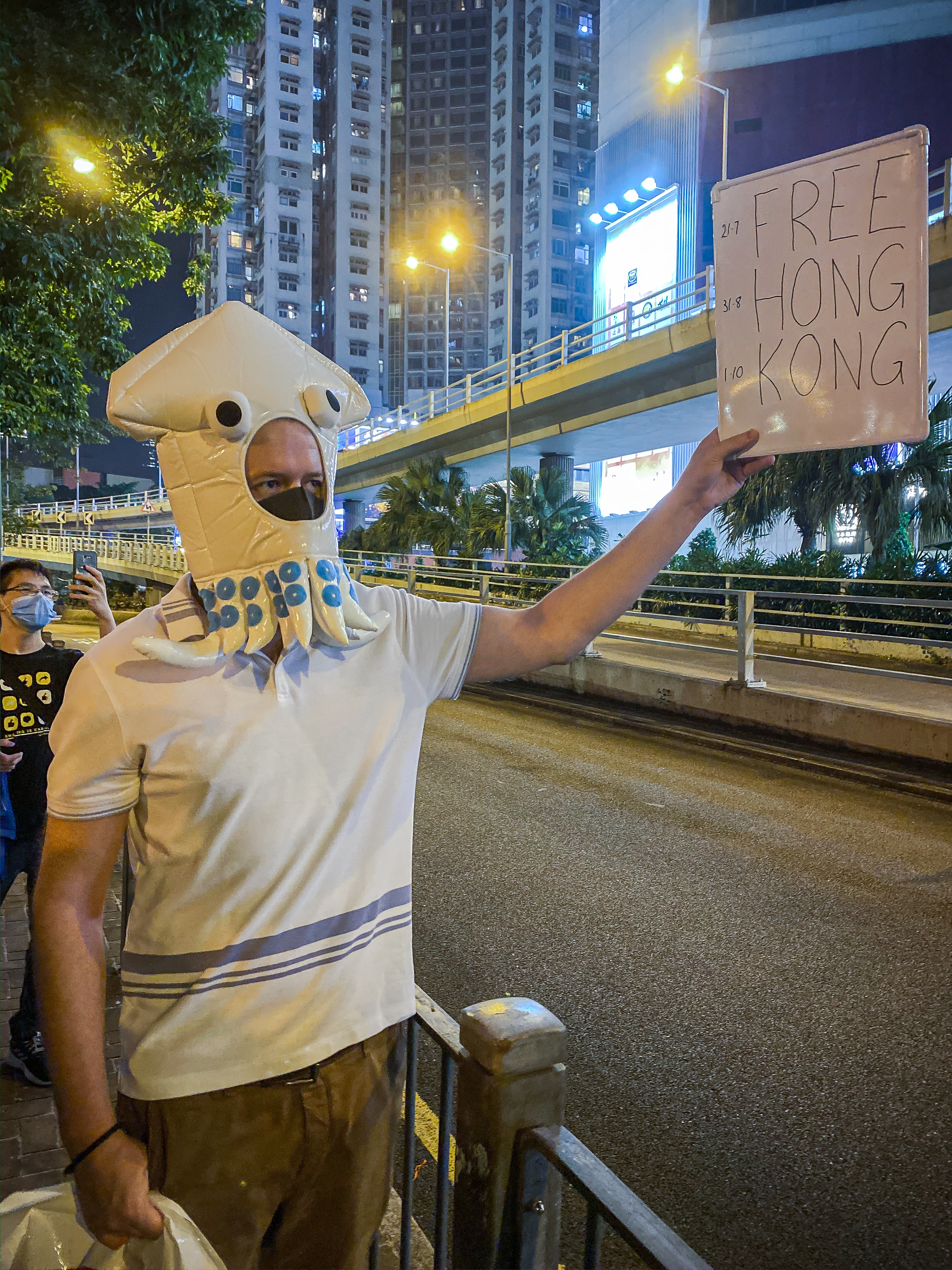
有參與人士戴上八爪魚面具，高舉FREE HONG KONG紙牌
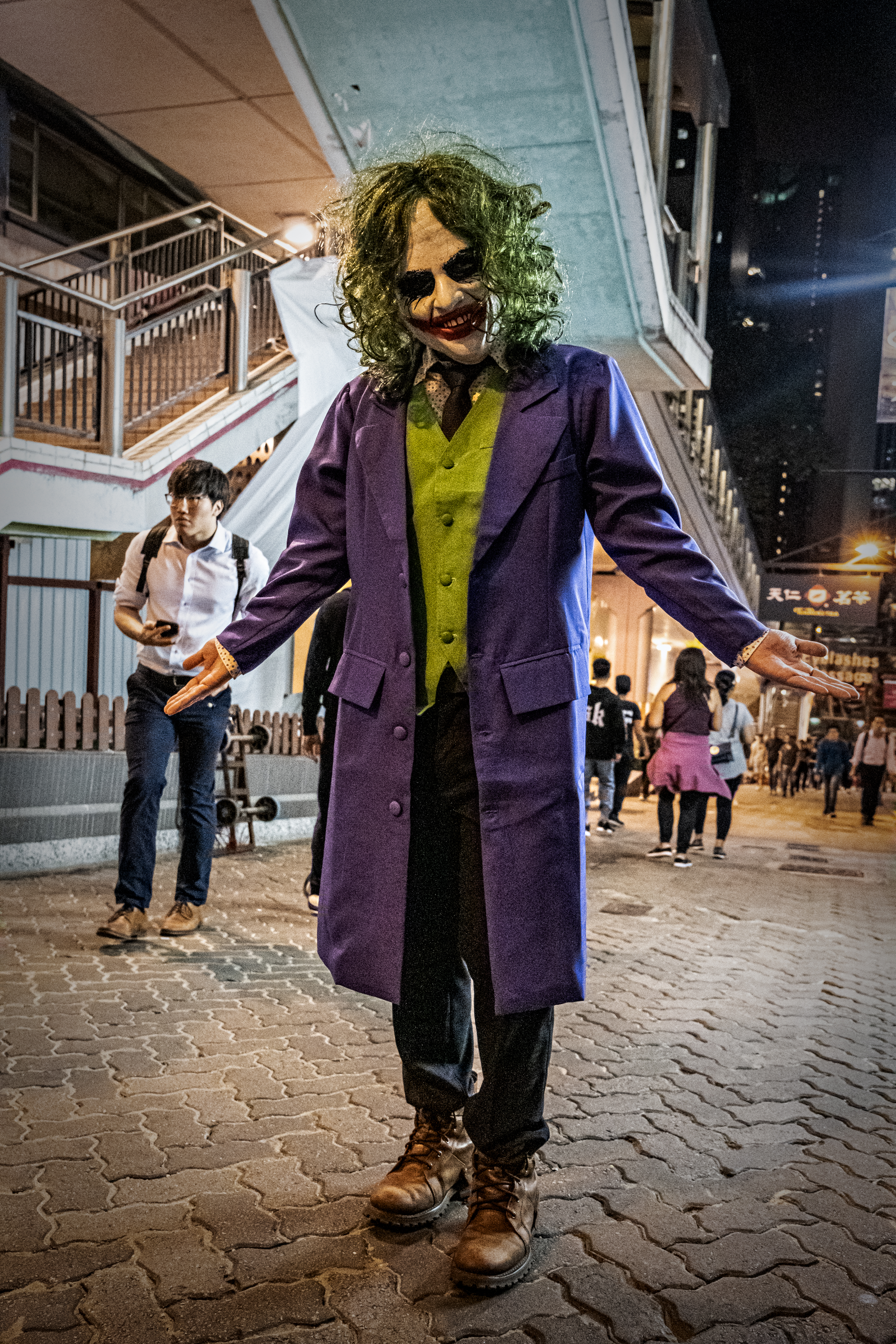
在蘭桂坊，有人打扮成Joker
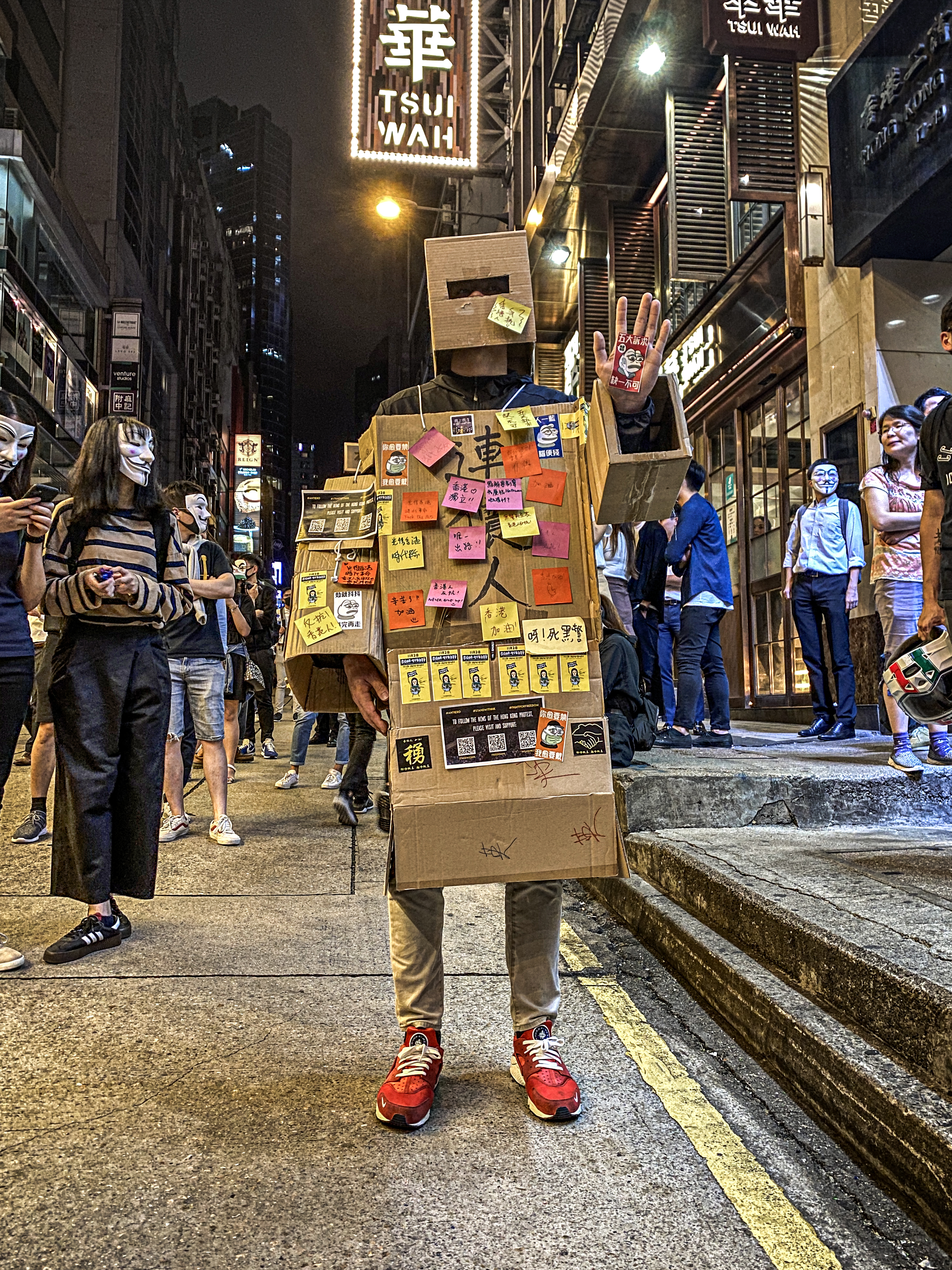
連儂人打扮
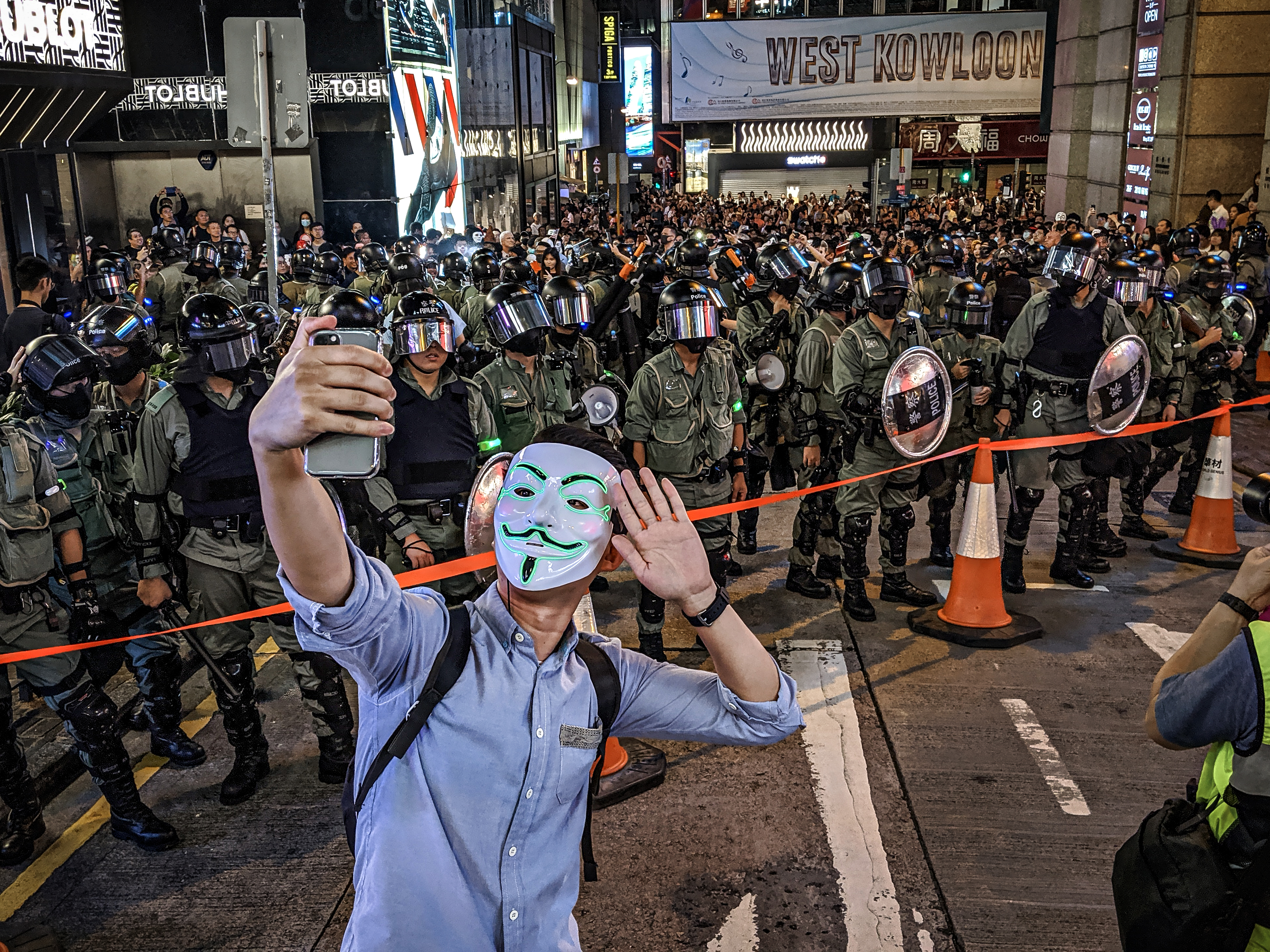
有人在警方防線前自拍